# 16区 (パリ)

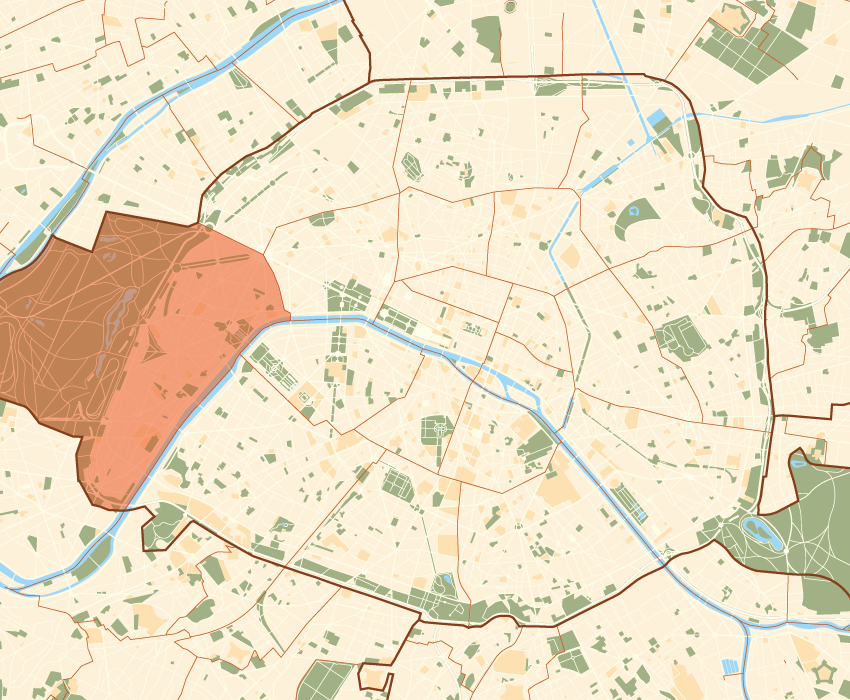
パリ・16区の位置

パリの16区 （16く、仏: 16e arrondissement de Paris）は、フランスの首都・パリ市を構成する20の行政区のひとつである。第16区、パリ16区ともいう。市の西部に位置しており、ブローニュの森を含む。南北に蛇行するセーヌ川に挟まれた区域であり、区の東西でセーヌ川に接している。

## 概要
パリの16区は、市の西部にある行政区。「パッシー区 (Arrondissement de Passy)」と呼ばれることもある。セーヌ川が南北に蛇行する区域にあり、区の東西はセーヌ川に面している。ペリフェリック（パリ環状道路）が区の中央部を縦断しており、その西側がブローニュの森となっている。20区のうちでは12区に次いで2番目に大きい。人口は、161,773人 (1999年。人口の推移等詳細については後述）。区の名称は、市の中央部から時計回りに螺旋を描くようにして各区に付けられた番号を基にしており、当区はその16番目にあたることから「16区」と名づけられた。
セーヌ川を挟んでエッフェル塔の対岸にあたる16区北側地域一帯は「パッシー（PASSY）」と呼ばれ、“貴族街”と呼ばれるアンヴァリッド地区あるいはフォーブール・サンジェルマン界隈（7区）と並び旧貴族や富裕層が住む高級住宅街として有名である。

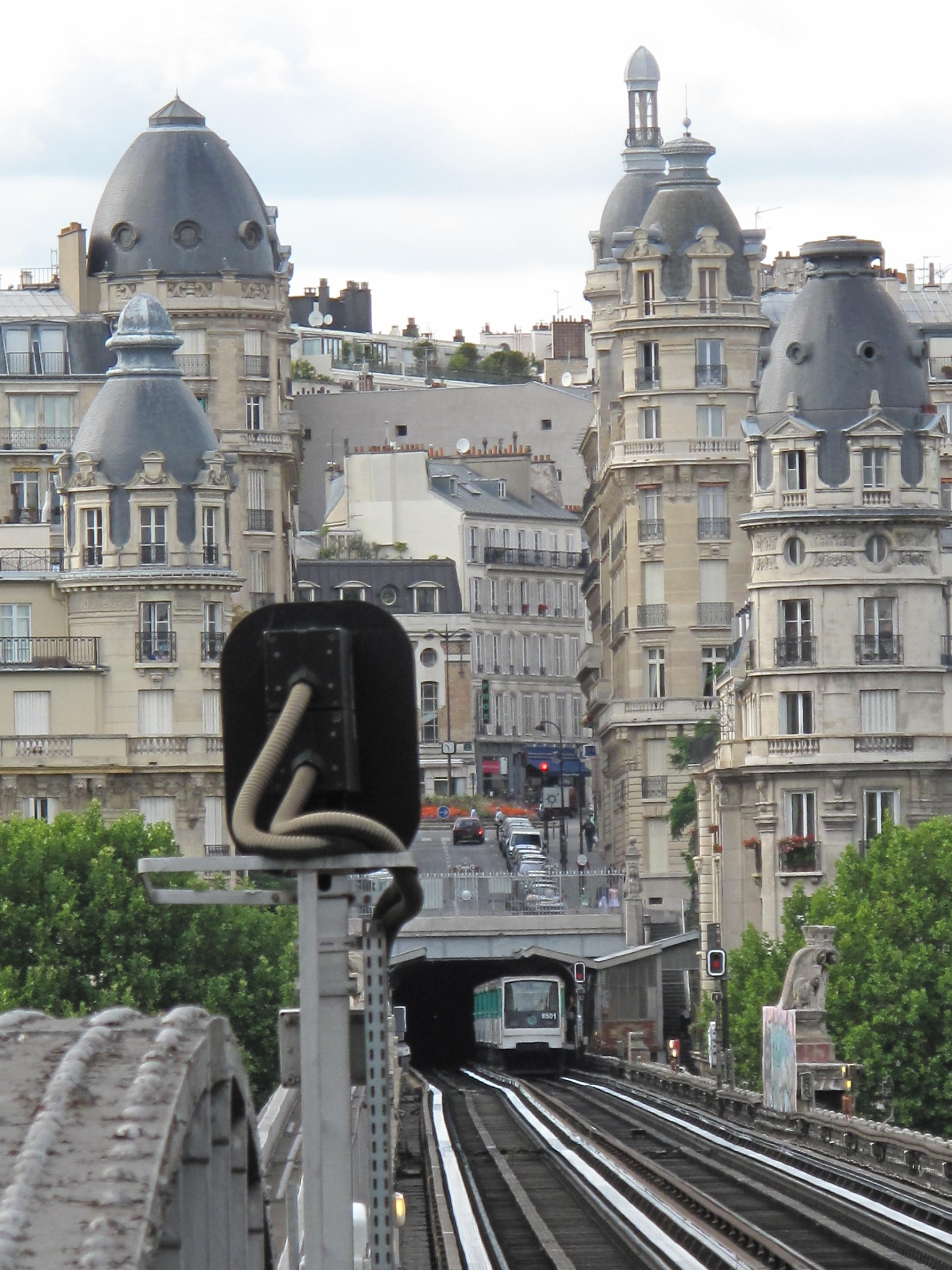
メトロ パッシー駅, ビラケム橋

16区の主要な施設としては、シャイヨ宮、トロカデロ・11月11日広場（トロカデロ広場）、パリ市立近代美術館、パルク・デ・プランスなどのほか、8区、17区との境界にエトワール凱旋門がある。また、ブローニュの森 には、バガテル庭園、ダクリマタシオン遊園地、パリロンシャン競馬場、スタッド・ローラン・ギャロスなどがある。
なお、セーヌ川に沿った地域のうち、イエナ橋より上流は「パリのセーヌ河岸」として世界遺産に登録されている。

## 地理

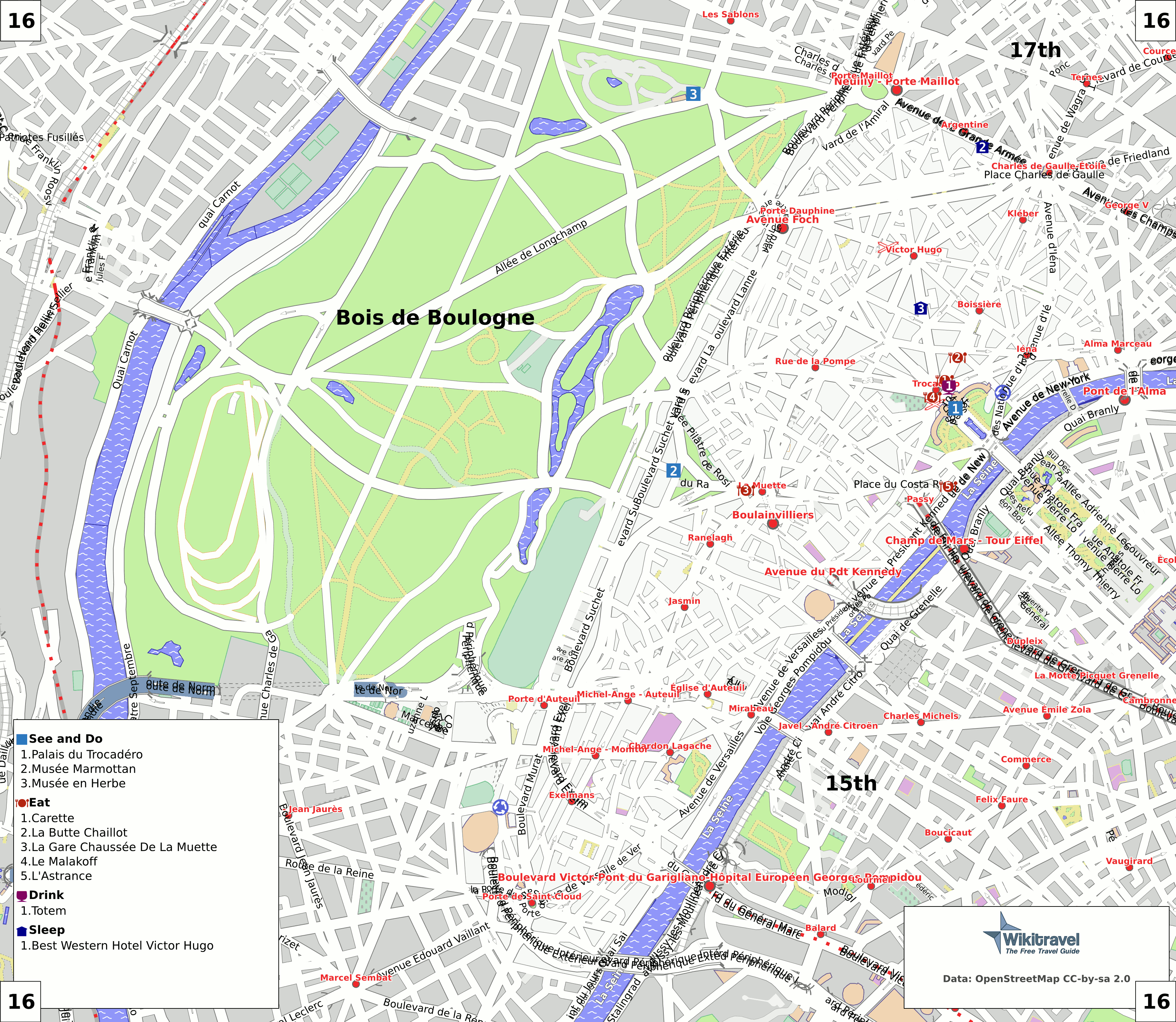
パリ・16区の概略図

16区は、パリの西部に位置している。南北に蛇行するセーヌ川に挟まれた区域にあり、東西でセーヌ川に接している。市内では、セーヌ川の北岸地域にあたり 、エッフェル塔のあるシャン・ド・マルス公園の対岸にある。ペリフェリック （パリ環状道路）が、区のほぼ中央部を縦断しており、その西側の地域はブローニュの森となっている。面積は16.31 平方キロメートルで、20区のうちでは12区に次いで2番目に大きい。ブローニュの森を除くと7.85 平方キロメートルとなる。

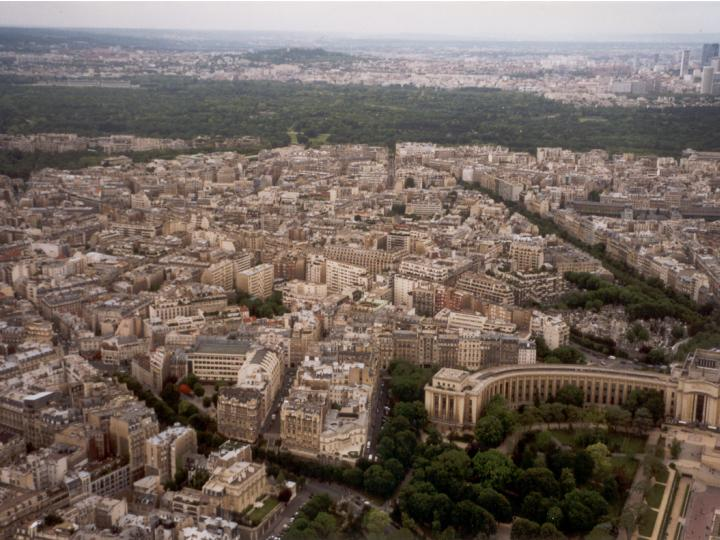
エッフェル塔からパッシーを望む。奥にブローニュの森、下はシャイヨ宮。

北は、同じパリの行政区である8区と17区に接しているが、ペリフェリック以西はオー＝ド＝セーヌ県の自治体であるヌイイ＝シュル＝セーヌに接している。南は、同じくオー＝ド＝セーヌ県のブローニュ＝ビヤンクールに接している。東は、セーヌ川を挟んで7区と15区に接している。西は、南から蛇行してきたセーヌ川を挟んで、北西はピュトー、西はシュレンヌ、南西はサン＝クルーの各自治体に接している。

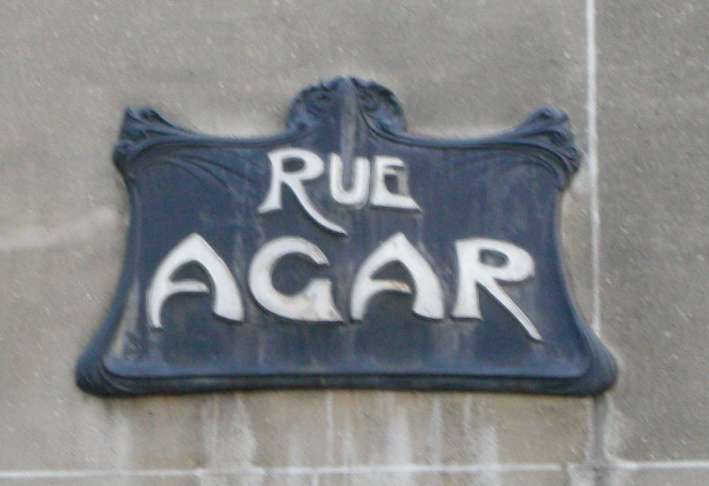
Rue Agar

### 地形
- アンフェリウール湖 (Lac Inférieur) – ブローニュの森東部にある。
- シュペリウール湖 (Lac Supérieur) – ブローニュの森南東部にある。

### 隣接する自治体（行政区）
- パリの行政区のうち、以下の区。
  - 7区、8区、15区、17区。
- オー＝ド＝セーヌ県のうち、以下の自治体。
  - サン＝クルー、シュレンヌ、ヌイイ＝シュル＝セーヌ、ピュトー、ブローニュ＝ビヤンクール。

### 地区（カルチェ）

カルティエ区分図

パリの行政区は、それぞれ4つの地区（カルチェ）に区分されている。16区を構成する4地区のコードと名称は、次のとおりである。
- 61 - オートゥイユ地区 (Quartier d'Auteuil)
- 62 - ラ・ミュエット地区 (Quartier de la Muette) -

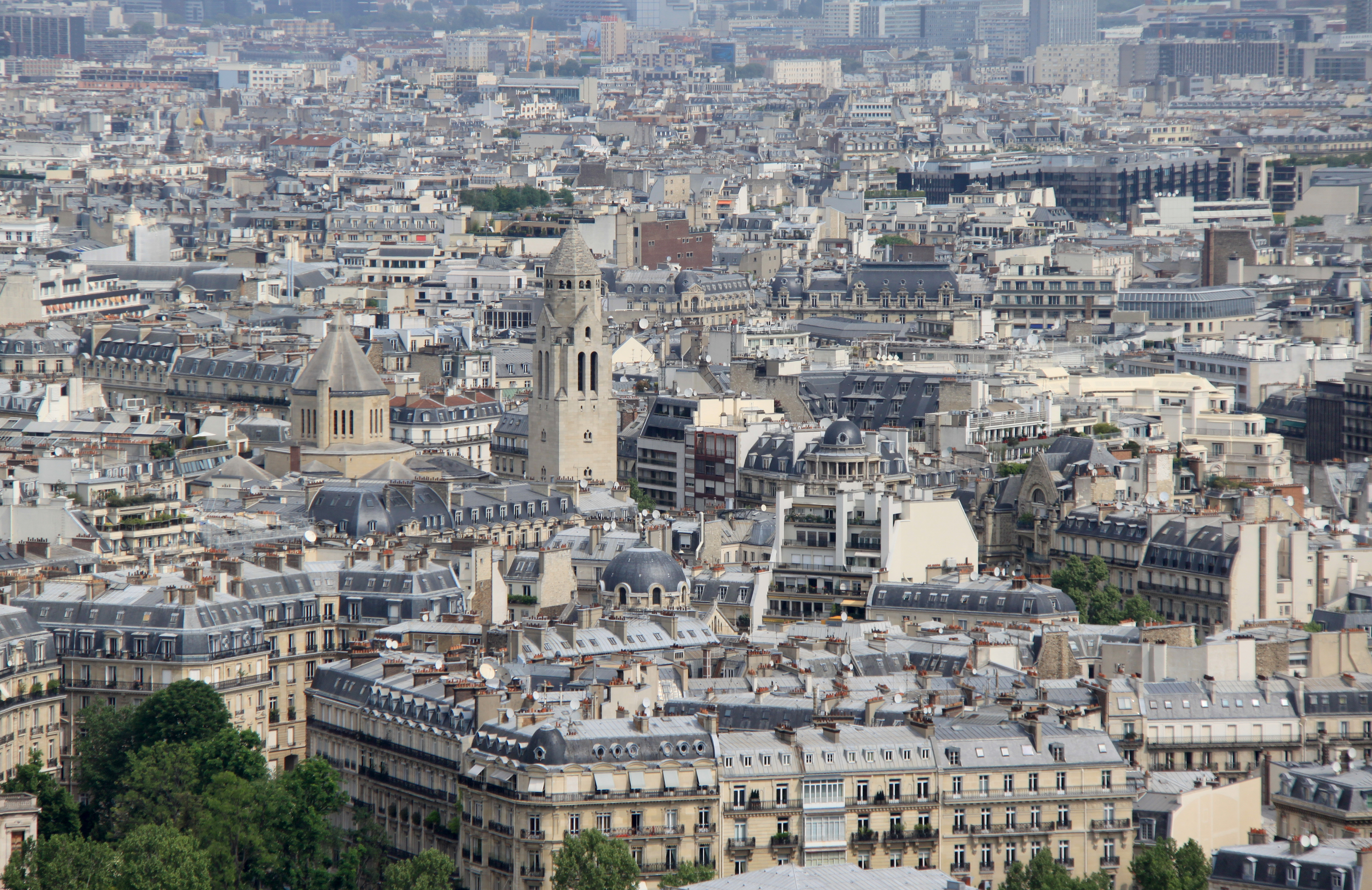
エッフェル塔から見るシャイヨ地区

- 63 - ポルト＝ドーフィーヌ地区 (Quartier de la Porte-Dauphine)
- 64 - シャイヨ地区 (Quartier de Chaillot)

## 住民

### 人口
16区の人口は、1962年に227,418人となり、ピークに達した。しかし、その後は減少を続け、1999年にはピーク時の7割程度の161,773人となった。2005年の推計では146,900人と見積もられており、人口の更なる減少が見込まれている。
また、人口の減少とともに人口密度も減り続けており、1999年の人口密度（区の面積からブローニュの森を除いて算出）は、ピーク時の7割程度の20,619人となっている。人口の推移の詳細は、次のとおりである。
| 年     | 区人口  | 市人口    | 区人口／市人口 | 区人口密度 | 市人口密度 | 備考                   |
| ------ | ------- | --------- | -------------- | ---------- | ---------- | ---------------------- |
| 1872年 | 43,332  | 1,851,792 | 2.34%          | 5,523      | 21,303     |                        |
| 1954年 | 214,042 | 2,850,189 | 7.51%          | 27,280     | 32,788     |                        |
| 1962年 | 227,418 | 2,790,091 | 8.15%          | 28,985     | 32,097     | 人口がピークに達する。 |
| 1968年 | 214,120 | 2,590,771 | 8.26%          | 27,290     | 29,804     |                        |
| 1975年 | 193,590 | 2,299,830 | 8.42%          | 24,674     | 26,457     |                        |
| 1982年 | 179,446 | 2,176,243 | 8.25%          | 22,871     | 25,035     |                        |
| 1990年 | 169,863 | 2,152,423 | 7.89%          | 21,650     | 24,761     |                        |
| 1999年 | 161,773 | 2,125,246 | 7.61%          | 20,619     | 24,449     |                        |
| 2005年 | 146,900 | 2,166,200 | 6.78%          | 18,723     | 24,920     | 人口は推計。           |

- 注意
  - 人口密度は、1平方キロメートルあたりの人口。区人口密度は、16区の面積を、森林部（ブローニュの森）を除いた7.846平方キロメートルとして算出した。また、市人口密度は、森林部（ヴァンセンヌの森、ブローニュの森）を除くパリ市全体の面積（86.927平方キロメートル）をもとに算出した。
  - 1962年から1999年までの区人口及び市人口は、フランス国立統計経済研究所の データ （Île-de-France ） を参考とした。

## 政治・行政・司法

### 主な官公庁・公共機関
- 経済社会環境会議（経済社会環境評議会, Conseil économique, social et environnemental）
  - パレ・イエナ (パレ・ディエナ, Palais d'Iéna) 内に置かれている経営者・労働組合・諸団体間による国民議会の諮問機関。元老院への統合も検討されている（混合経済も参照）。パレ・イエナには、国際商業会議所本部も置かれている。
- 第16区役所（Mairie du 16e arrondissement） 
  - トロカデロ・11月11日広場（トロカデロ広場）の西方、アンリ＝マルタン大通り沿いにある。

## 国際機関

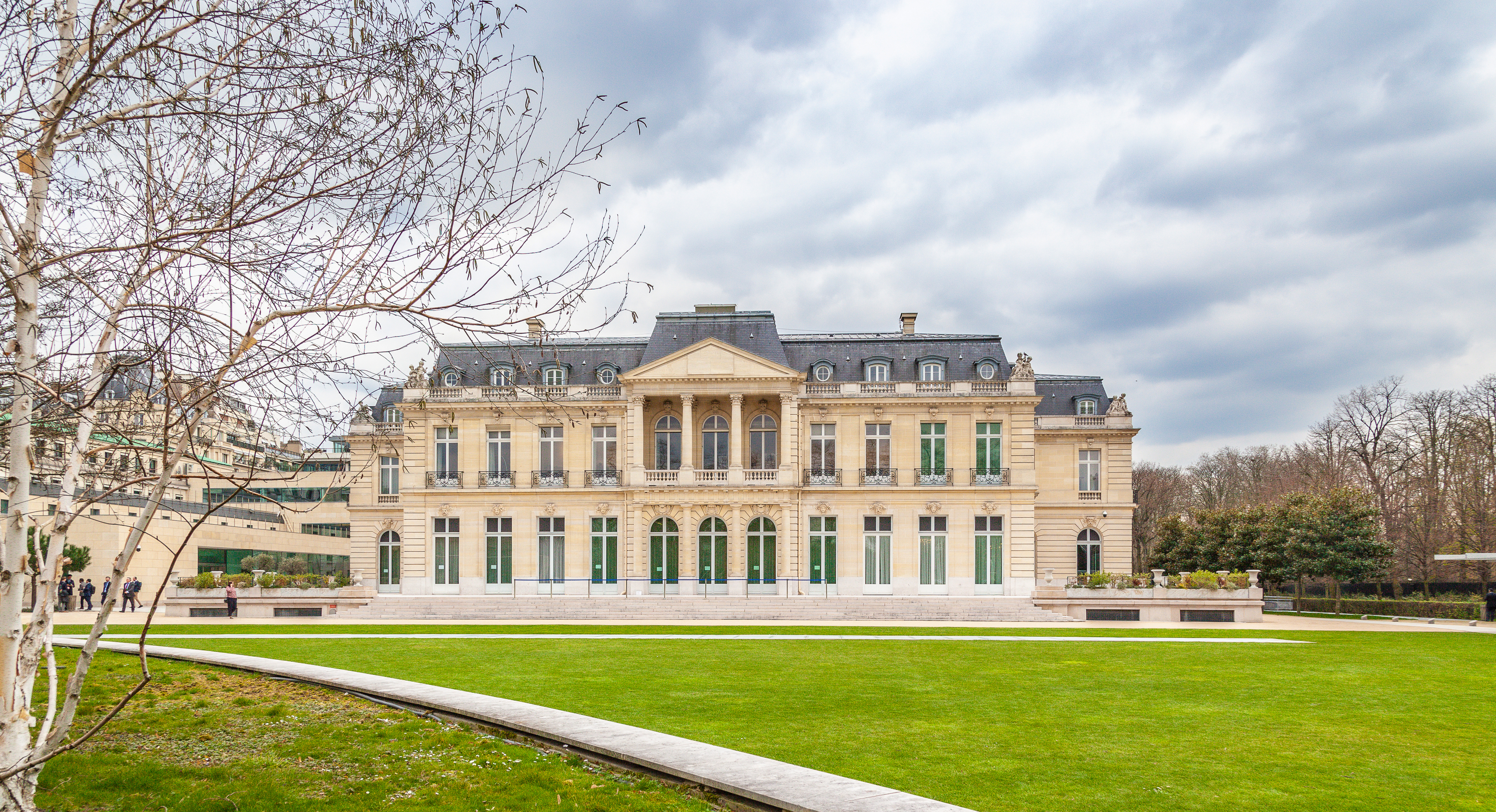
OECD本部（旧ラ・ミュエット宮殿）, 2019年

- 経済協力開発機構本部（OECD本部, 仏: Organisation de Coopération et de Développement Économiques (OCDE)）
  - 本部を置くラ・ミュエット宮殿（フランス語版）は、ルイ16世、マリー・アントワネットが新婚生活を送った地。フランス革命で破壊されたが、1912-1922年にかけて、ナタニエル・ド・ロチルドの孫アンリ・ド・ロチルド（フランス語版）（実業家、フィランソロピスト）が再建し、その後居住した。さらに、いまだアンシャン・レジームの頃の1783年11月21日には、モンゴルフィエ兄弟により世界初の熱気球による有人飛行がこの城館の地で行なわれた。
- 国際商業会議所（Chambre de commerce internationale）
  - パレ・イエナ (パレ・ディエナ, 仏: Palais d'Iéna) 内に置かれている国際通商組織。

## 外国の施設

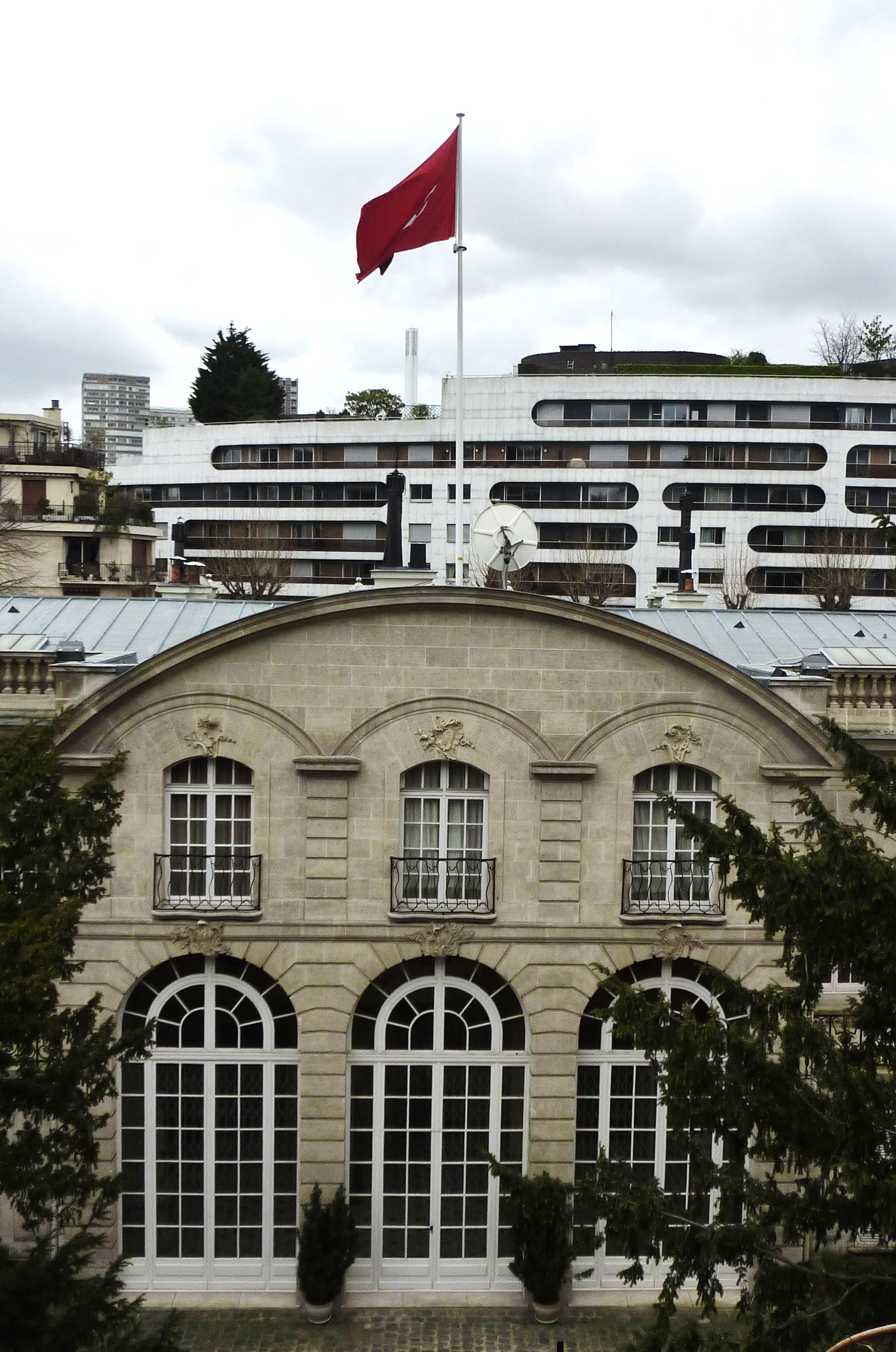
ランバル館の駐仏トルコ大使館
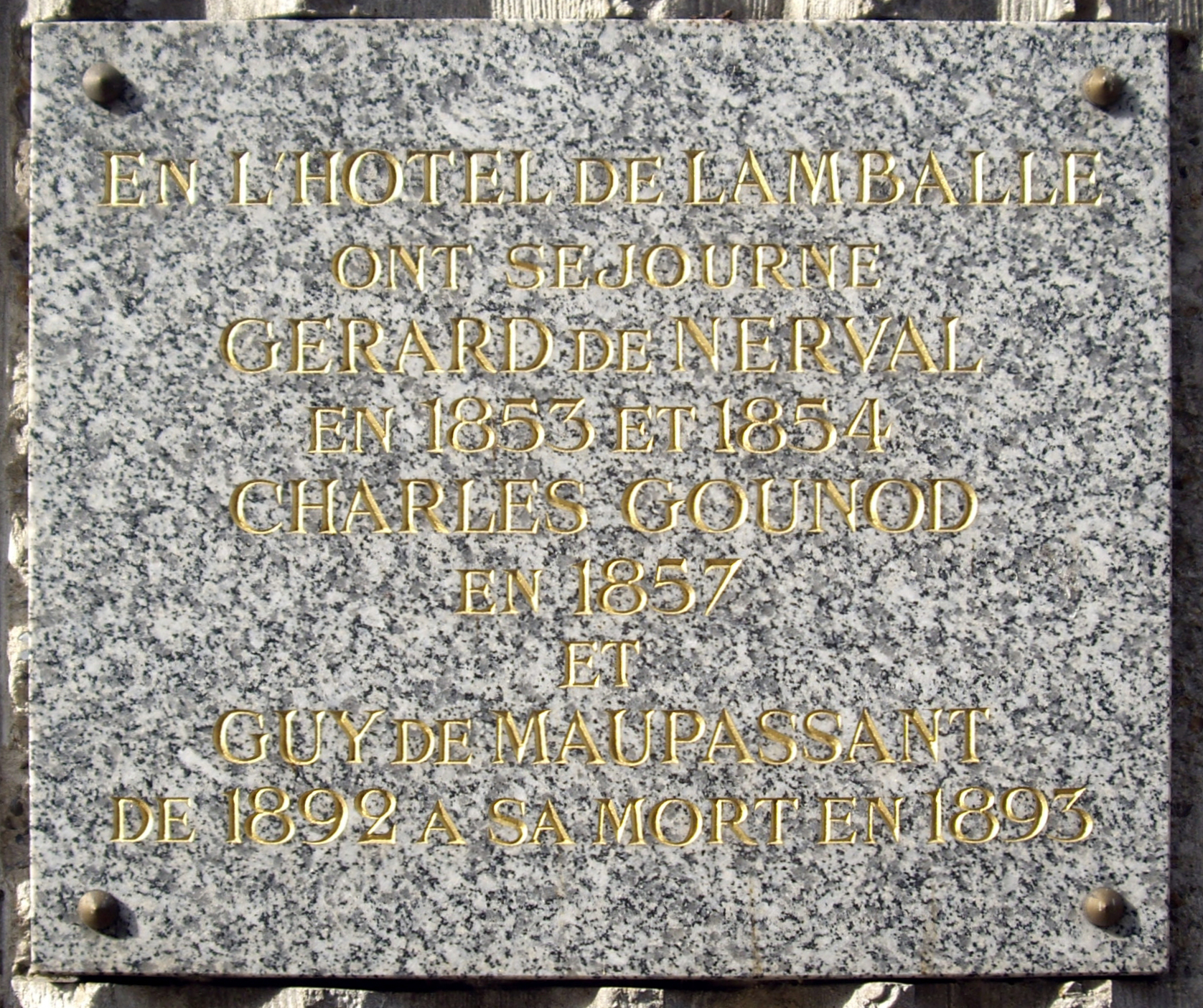
ランバル大通りのプラーク « ランバル館に、ジェラール・ド・ネルヴァルは1853-1854年の間, シャルル・グノーは1857年、ギー・ド・モーパッサンは1892年に療養し翌年死去 ».
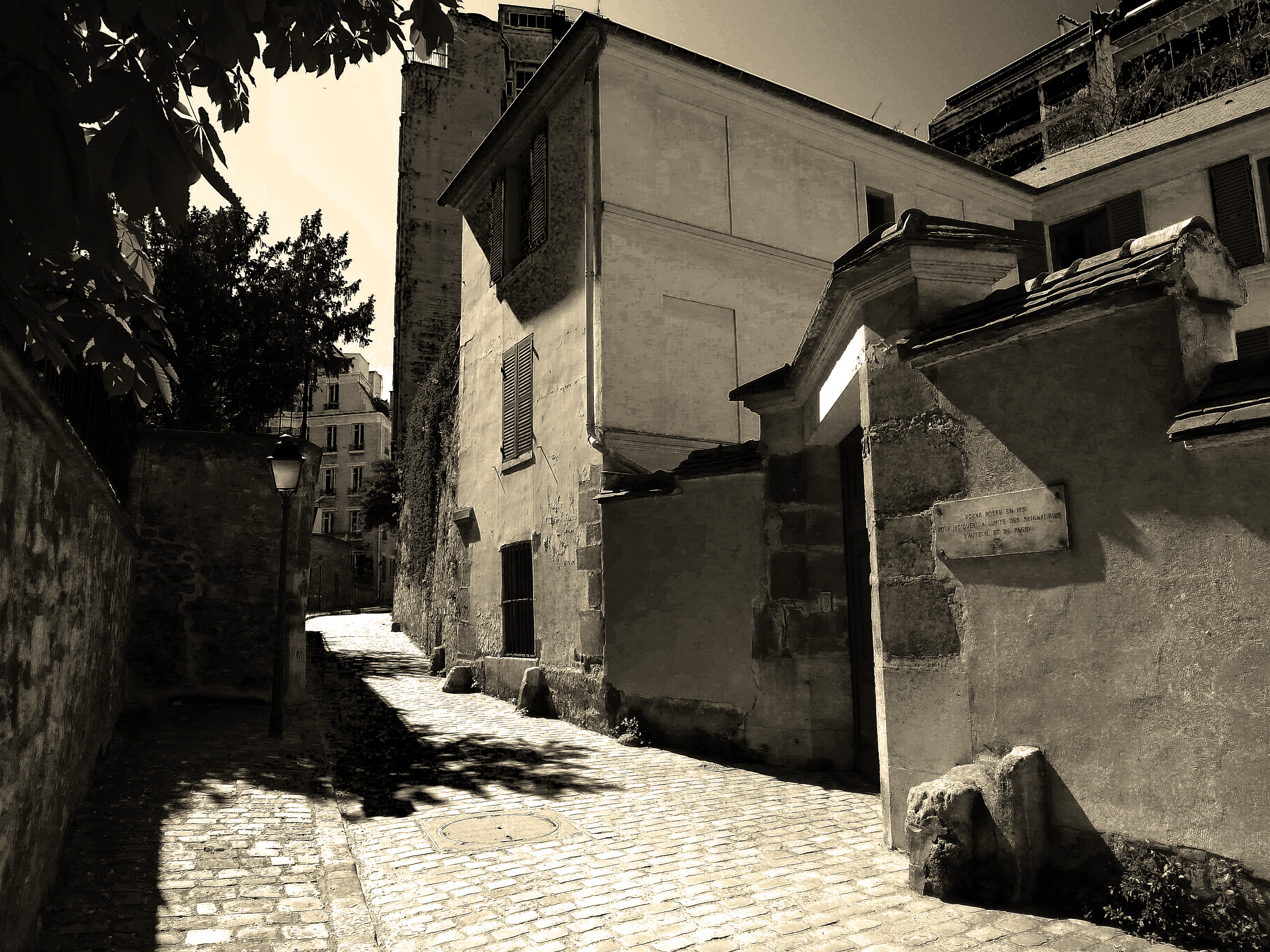
オテル・ド・ランバルとメゾン・ド・バルザックとの間を走るベルトン通り (Rue Berton) 24番地界隈
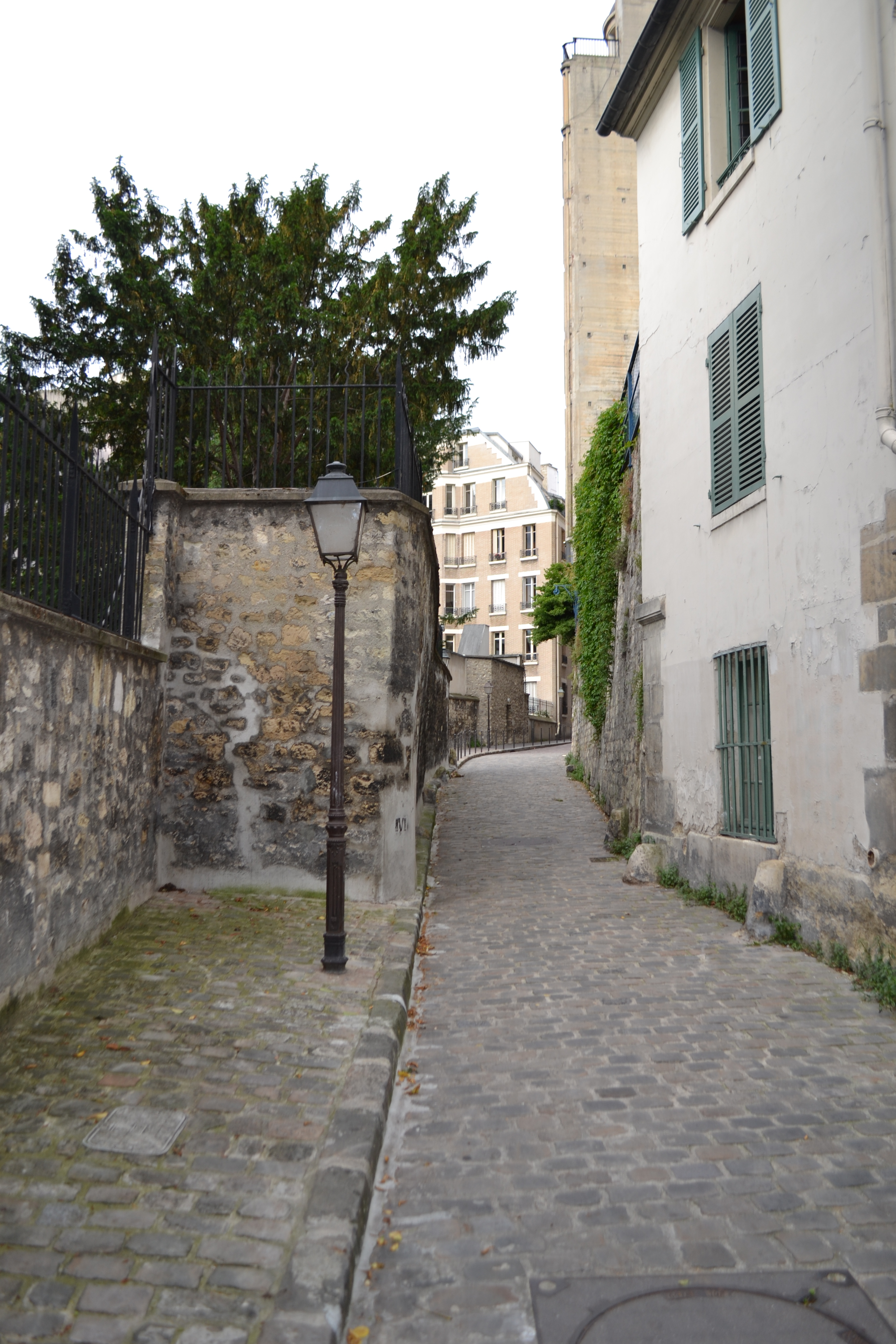
現在のベルトン通り
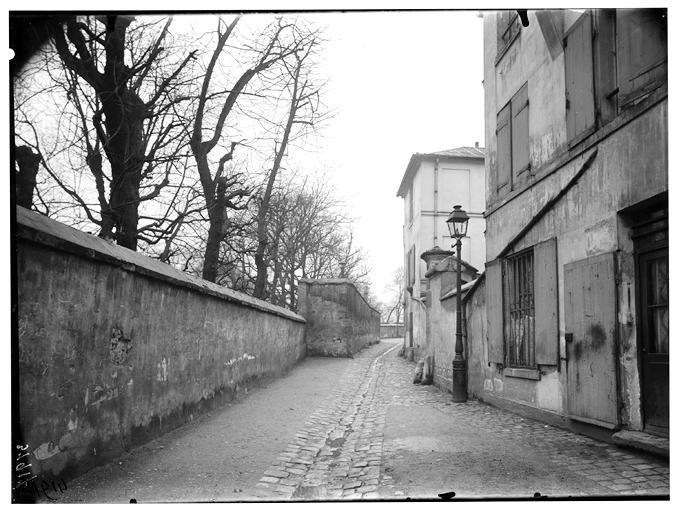
1901年のベルトン通り (ウジェーヌ・アジェ撮影)
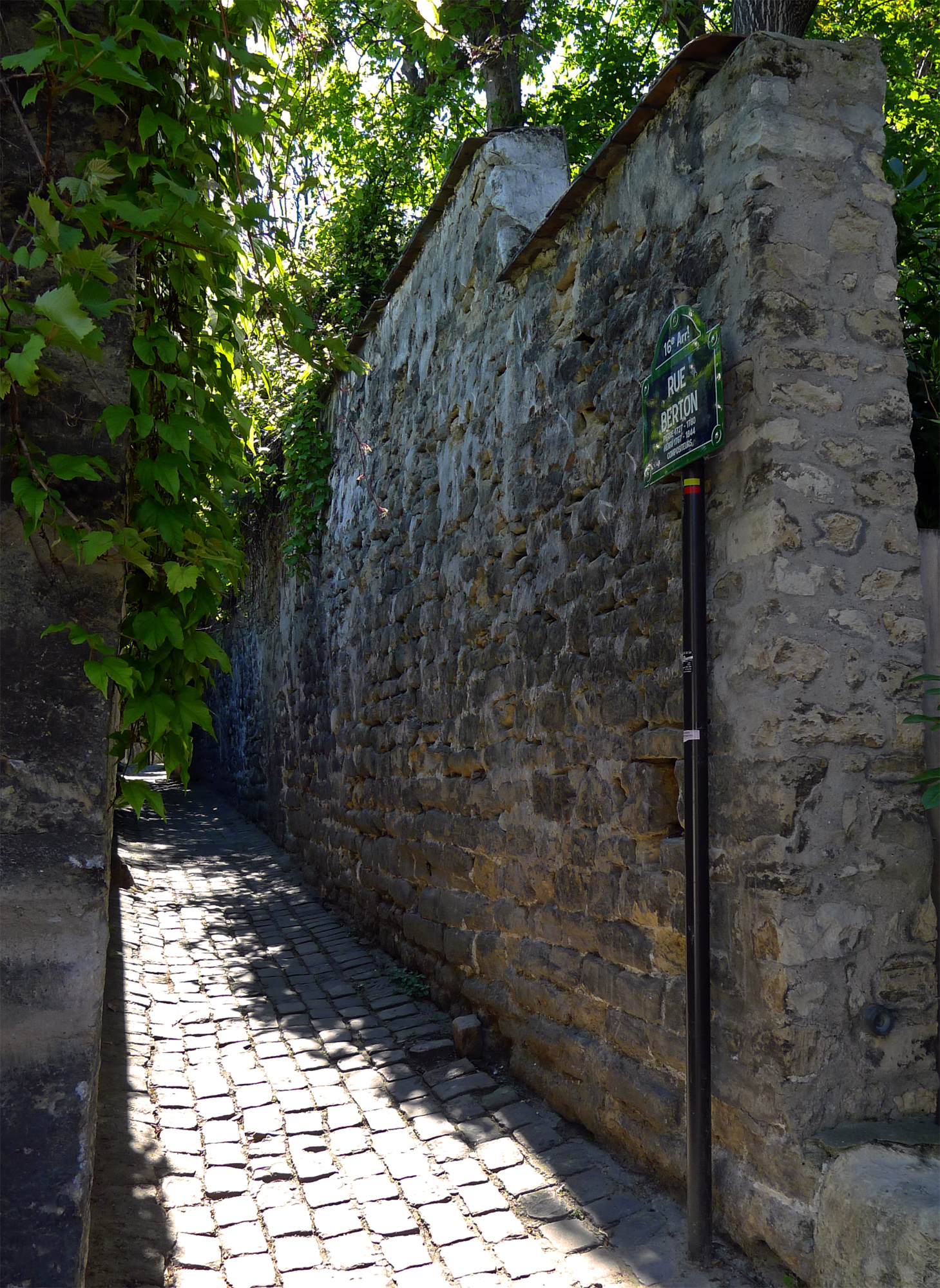
アンカラ通りからベルトン通りへの入り口 (Entrée de la rue, côté rue d'Ankara)。パリで最も道幅が狭いうちの一つ5区シャ・キ・ペシュ通り (Rue du Chat-qui-Pêche) 同様に1m70～80cmの箇所がある。
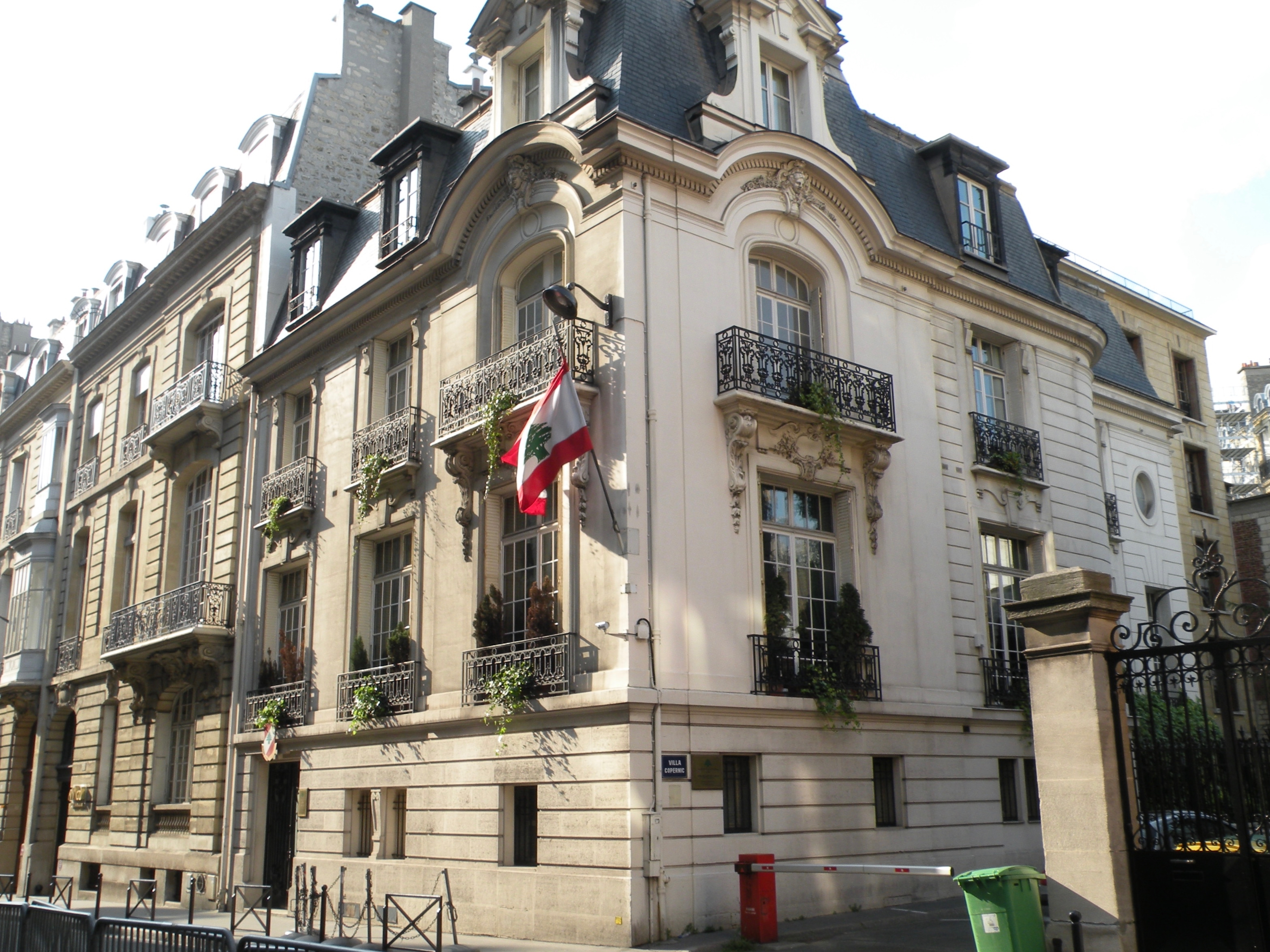
シャイヨ地区コペルニク通り (コペルニクス通り, Rue Copernic) の駐仏レバノン大使館

16区内には各国大使館等が多く所在する。モナコ、トルコ、ロシア、ボリビア、旧仏領アフリカ諸国など90ヶ国以上の駐仏大使館が16区内にあり、フランス駐在大使館の約4割が集中する。
- トルコ大使館
  - "ランバル公邸 (fr:Hôtel de Lamballe)"ないしランバル館として知られている。セーヌ川沿いのランバル大通り（フランス語版）に位置する。元は王妃マリー・アントワネットの女官総監の地位を一旦追われたランバル公妃マリー・ルイーズが居住した邸宅だった。1846年からフィリップ・ピネルの流れを汲むブランシュ精神科療養所ないし病院に用いられた。作曲家シャルル・グノー、ナポレオン3世の愛人カスティリオンヌ伯爵夫人ヴィルジニア・オルドイーニ、詩人ジェラール・ド・ネルヴァル、画家フィンセント・ファン・ゴッホらが患者として療養していた。作家ギー・ド・モーパッサンはこの療養所で亡くなった。建物自体は第一次-第二次世界大戦の戦間期に壊されたが、すぐに精密に再建された。第二次大戦後から駐仏トルコ大使館に用いられている。

## マスコミ

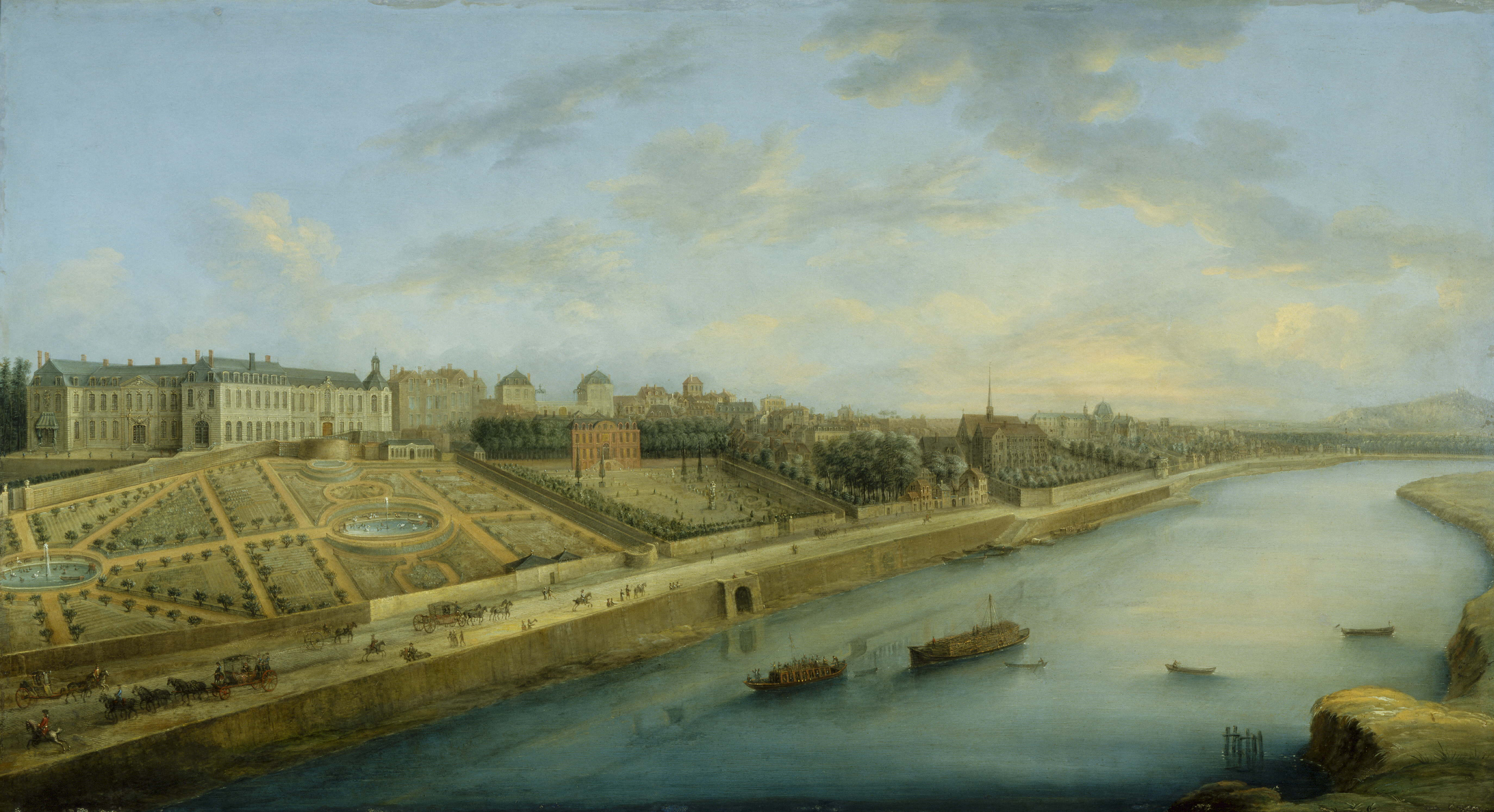
旧ブーランヴィリエ城（fr、現ラジオ・フランス）。または "パッシー城"

### 放送局（テレビ・ラジオ）
- ラジオ・フランス本社 （Radio France）
  - メゾン・ド・ラ・ラジオ（Maison de la Radio (France)）内にあるラジオ放送局。かつてこの一帯はブーランヴィリエ城（フランス語版）が建っていた。徴税請負人の新興貴族かつ音楽等のパトロンだったアレクサンドル・ル・リシュ・ド・ラ・プーピリニエール（fr）の死後の1762年、パンティエーヴル公が所有。その後、フランス革命期もお城や庭園に損傷もなく乗り切ったが、ワーテルローの戦いのあった1815年にイギリス人が購入。1826年に三分割した上で投機家らに売却したため荒廃してしまった。

## 経済

### 主な企業
- グループPSA本社（Groupe PSA） - プジョーを中心に、シトロエン、オペル、ボクスホールを抱える持株会社。グランダルメ大通り (avenue de la Grande-Armée) 75番地に所在する。
- ヴェオリア本社（Veolia S.A.） - 改称前はヴェオリア・アンビロンヌマン（Veolia Environnement）。傘下に世界60～70カ国で上水道・下水道など水事業を行うヴェオリア・オー等がある多国籍環境関連事業のコングロマリット。凱旋門至近シャイヨ地区クレベール大通り (Avenue Kléber) 36-38番地にある。
- ラガルデール本社（Lagardère SCA） - パリ・マッチやELLE等を発行するメディア関連事業のメディア・コングロマリット。凱旋門至近16区プレズブール通り (Rue de Presbourg) 4番地にある。
- NRJグループ（NRJ Group） - 1981年創業のラジオなどマルチメディア関連事業のグループ企業ないしメディア・コングロマリット。ボイロー通り (Rue Boileau) 22番地に所在する。
- ウニベイル・ロダムコ・ウェストフィールド本社（Unibail-Rodamco-Westfield SE）- 不動産投信 (REIT)・不動産管理企業。シャンスリエ・アデノウー広場 (Place du Chancelier Adenauer) 7番地にある。

### 主な店舗・商業施設
- パッシー・プラザ（Passy Plaza）
  - パッシー通り (Rue de Passy) 53番地にあるショッピングセンター。スーパーマーケットのモノプリ (Monoprix) 等がある。
- フランク・エ・フィス（Franck et Fils）
  - パッシー通り80番地にあったプチ高級百貨店だったが2016年7月閉店。跡には、7区セーヴル通り (Rue de Sèvres) 38番地にあり、ボン・マルシェ百貨店隣り、かつ同系列の高級食品店ないしスーパーの「ラ・グランド・エピスリー・ド・パリ （La Grande Epicerie de Paris）」2号店が2017年秋にオープン。
- ベル＝フイユ・ショッピングセンター（Centre Commercial des Belles Feuilles）
  - メクシコ広場からブローニュの森まで640mあるポルト＝ドーフィーヌ地区ベル＝フイユ通り（Rue des Belles-Feuilles）沿い、16番地界隈にあるショッピングセンター。
- セリーヌ（Celine）
  - エトワール凱旋門至近ヴィクトル・ユーゴー大通り (Avenue Victor Hugo) 3番地にある。他の路面店ないし旗艦店は、8区モンテーニュ大通り (Avenue Montaigne) 53番地、高級ブランド店が集積するサン＝ジェルマン＝デ＝プレ界隈7区グルネル通り (Rue de Grenelle) 16番地等にある。
- バカラ・メゾン・パリ（Baccarat）
  - 2003年に開館したクリスタルガラスのバカラのブティックや美術館。エトワール凱旋門から凡そ500m南側、イエナ大通り沿い合衆国広場 (エタ＝ジュニ広場, Place des Étas-Unis) 11番地にある。ブティックの他、レストラン&バー (クリスタルルーム・バカラ・パリ)、バカラ美術館 (ギャルリー＝ミュゼ・バカラ) がある。建物自体は、芸術関連のメセナや、建築上「ノアイユ子爵夫妻邸 (ヴィラ・ノアイユ)」で知られるシャルル・ド・ノアイユ (fr)の妻マリ＝ロール・ド・ノアイユ (fr) が社交や居住に用いた館であった。その他、8区フォーブール＝サントノレ通りや百貨店等に店舗がある。

## 健康・福祉

### 保健・医療
- サント＝ペリーヌ病院 （Hôpital Sainte-Périne）

### 墓地等
- パッシー墓地 (Cimetière de Passy)

## 学術・研究

### 研究施設
- フランス国立科学研究センター（CNRS、Centre national de la recherche scientifique） - フランス各地の大学など高等教育機関とも調査研究・教育で提携している。
- フランス極東学院（École française d'Extrême-Orient） - フランス極東学院図書館、通称アジア館（Bibliothèque de l'EFEO Paris - Maison de l'Asie）内に本部を置く。極東からインドに関する文化的、専門的な公共研究機関。シャイヨ宮傍らプレジダン＝ウィルソン大通り (Avenue du Président-Wilson) 22番地にある。

## 教育

### 大学等
- パリ第9大学 （パリ・ドーフィーヌ） （Université Paris IX (Paris Dauphine)）

### 高等学校
※ 以下、区内の主なリセをピックアップ。
- リセ・ジャンソン＝ドゥ＝サイイ（フランス語版）（公立）
  - パリの最名門校の一つ。卒業生ないし出身者については「Catégorie:Élève du lycée Janson-de-Sailly (仏語版)」を参照。
- リセ・ジャン＝ドゥ＝ラ＝フォンテーヌ（フランス語版）（公立）
- リセ・モリエール（フランス語版）（公立）
- リセ・サン＝ルイ＝ドゥ＝ゴンザーグ（フランス語版）（私立）
- リセ・サン＝ジャン＝ドゥ＝パッシー（フランス語版）（私立）

## 宿泊施設

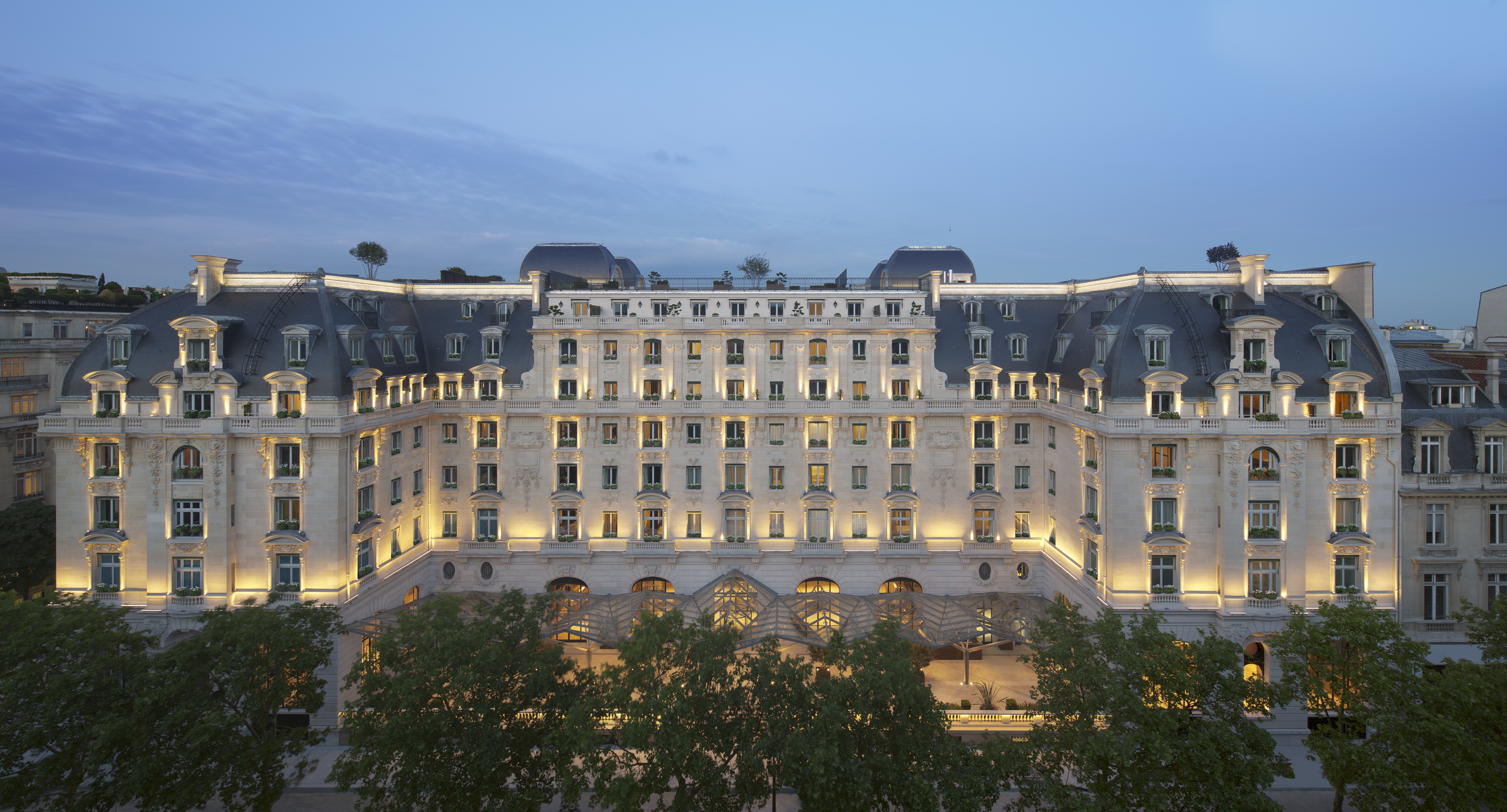
オテル・ペニンシュラ・パリ (Hôtel The Peninsula Paris)
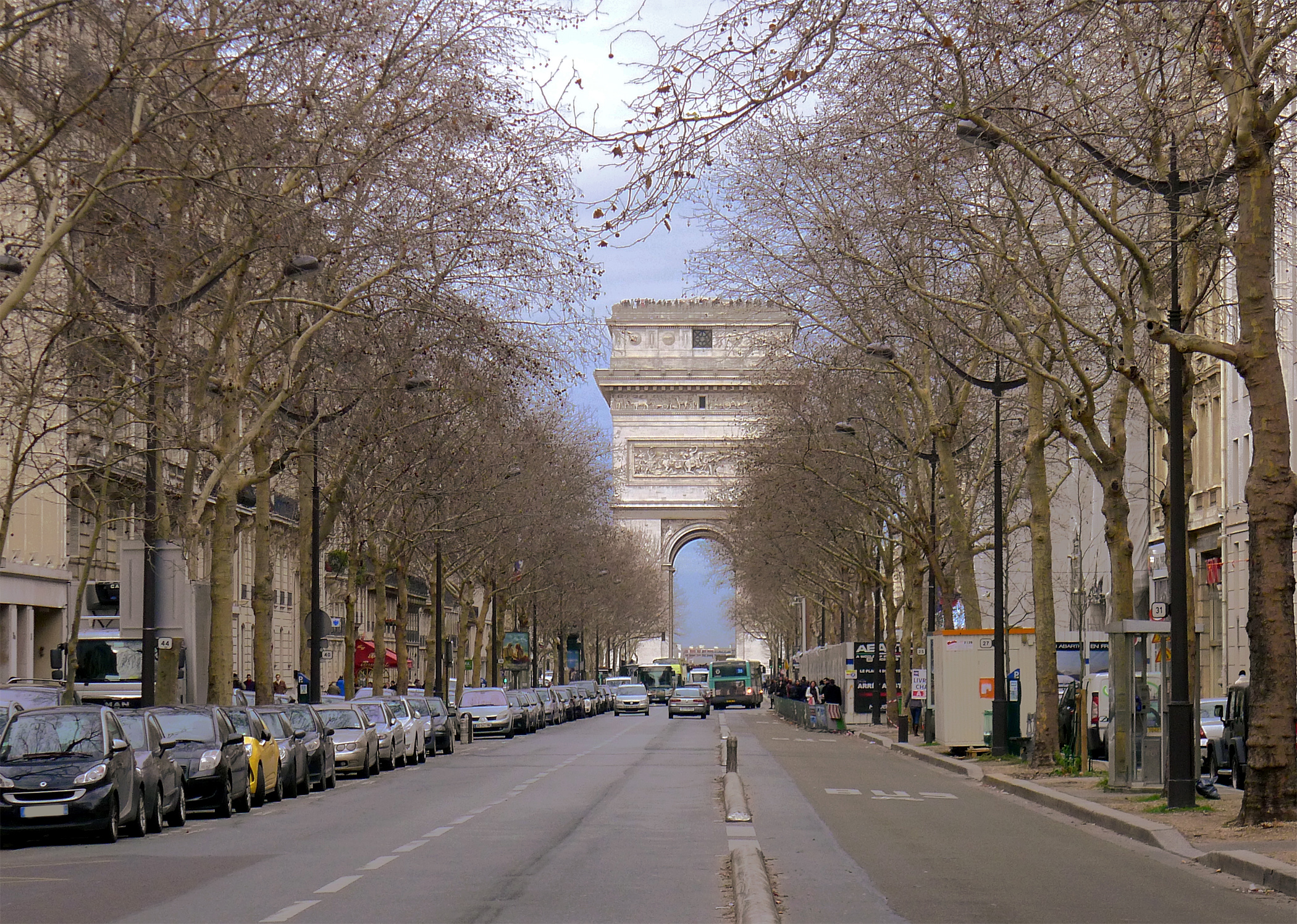
ペニンシュラがあるクレベール大通りとエトワール凱旋門側面

### 主な宿泊施設
- シャングリ・ラ・オテル・パリ（Shangri-La Hôtel Paris） - イエナ大通り10番地に所在する。
- オテル・ペニンシュラ・パリ（Hôtel The Peninsula Paris） - クレベール大通り19番地に所在する。
- オテル・ウォルドーフ・トロカデロ・パリ（Hôtel Waldorf Trocadéro Paris） - ロリストン通り97番地に所在する。

## 文化施設

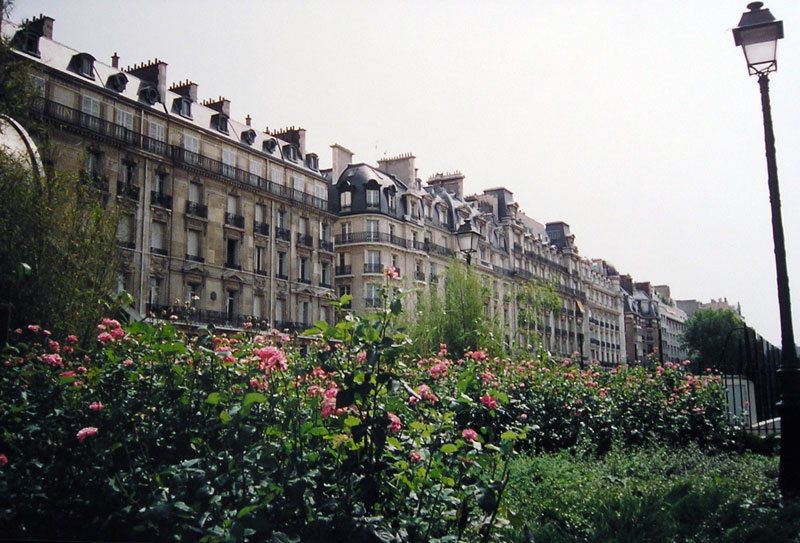
パリ16区の建築群
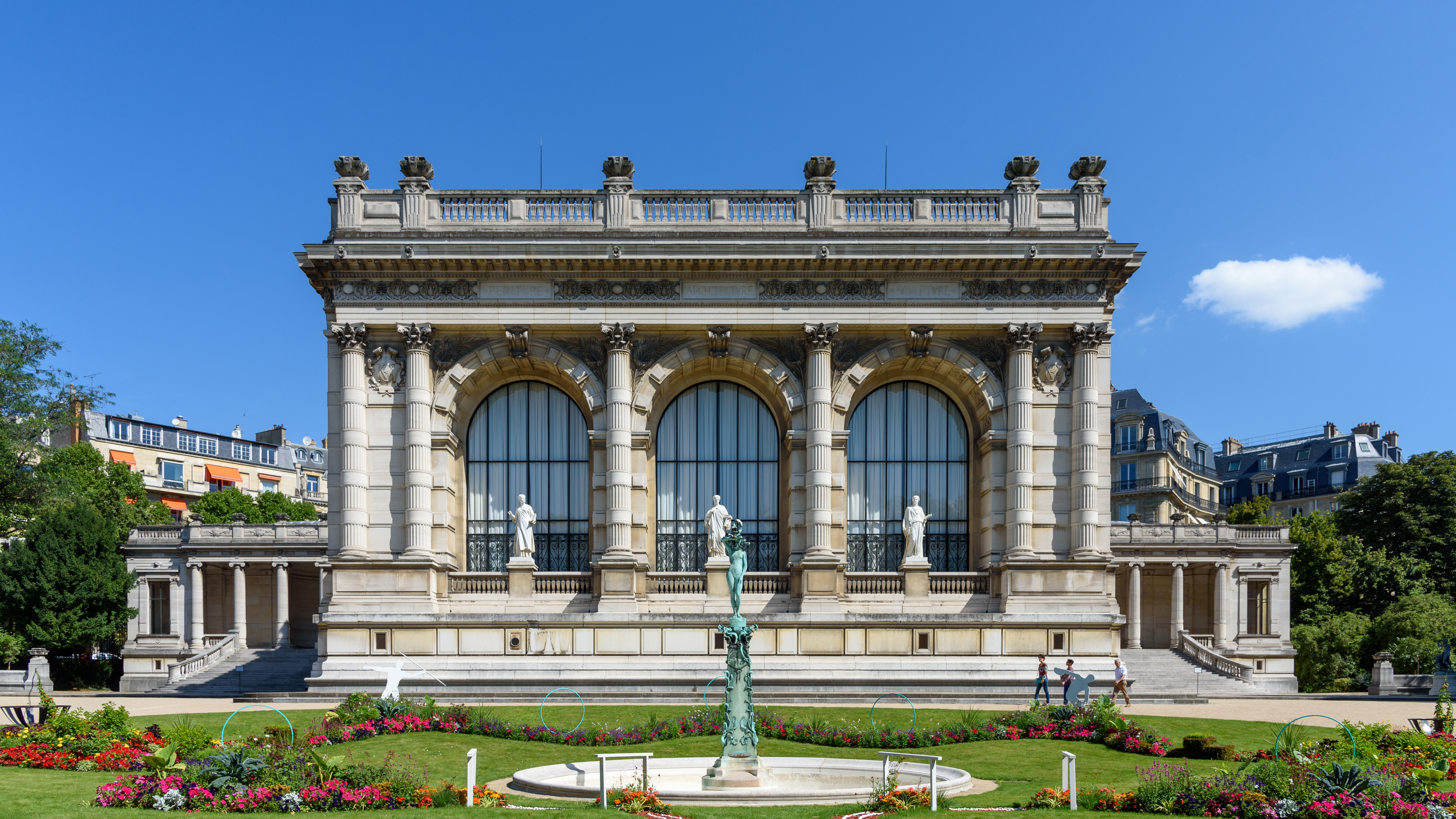
スクアール・ブリニョル・ガリエラ, パリ市立モードと衣装の美術館 (ガリエラ美術館, Square Brignole Galliera et Musée Galliera), 2017年7月
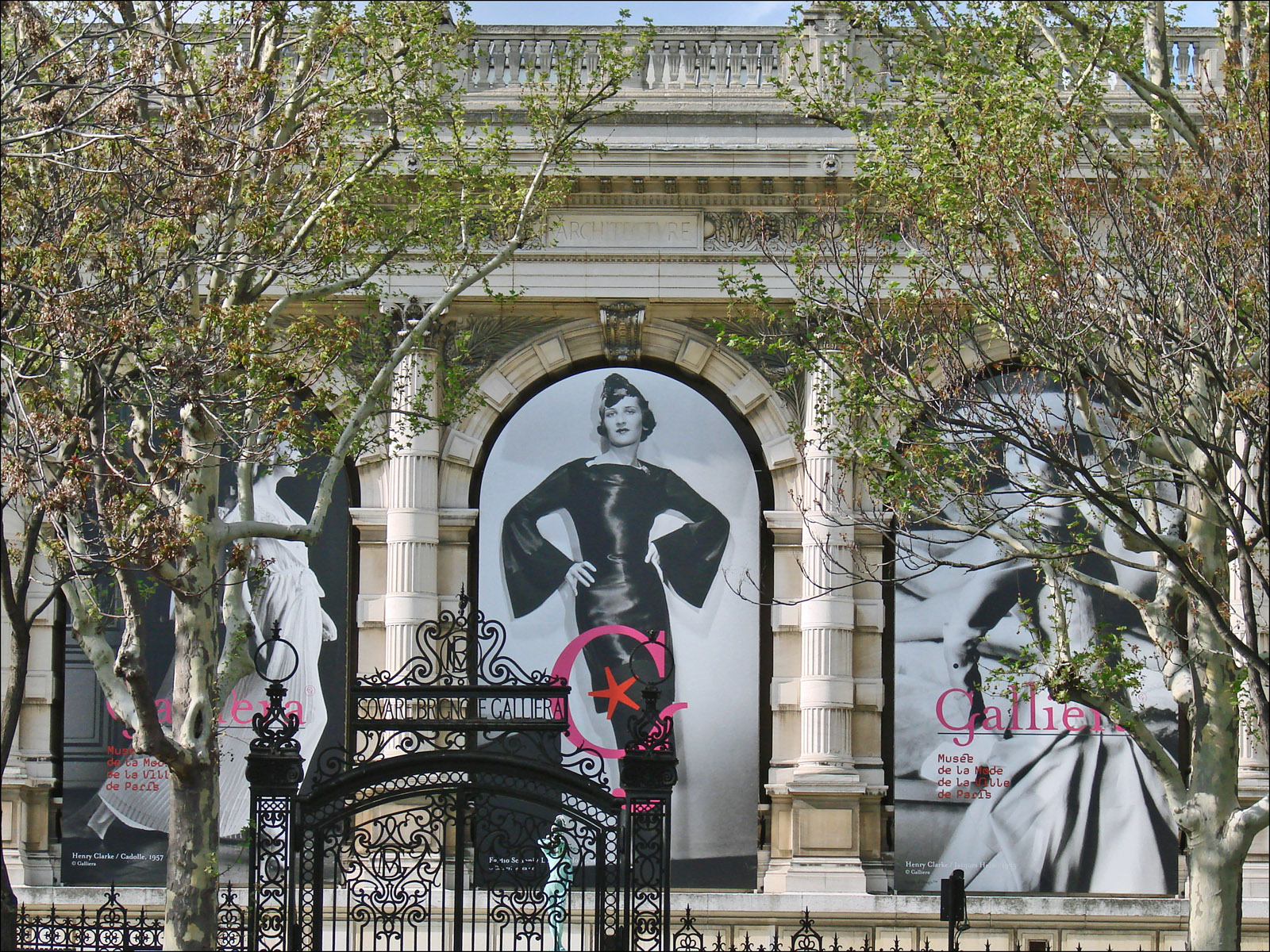
ガリエラ美術館, 2010年4月
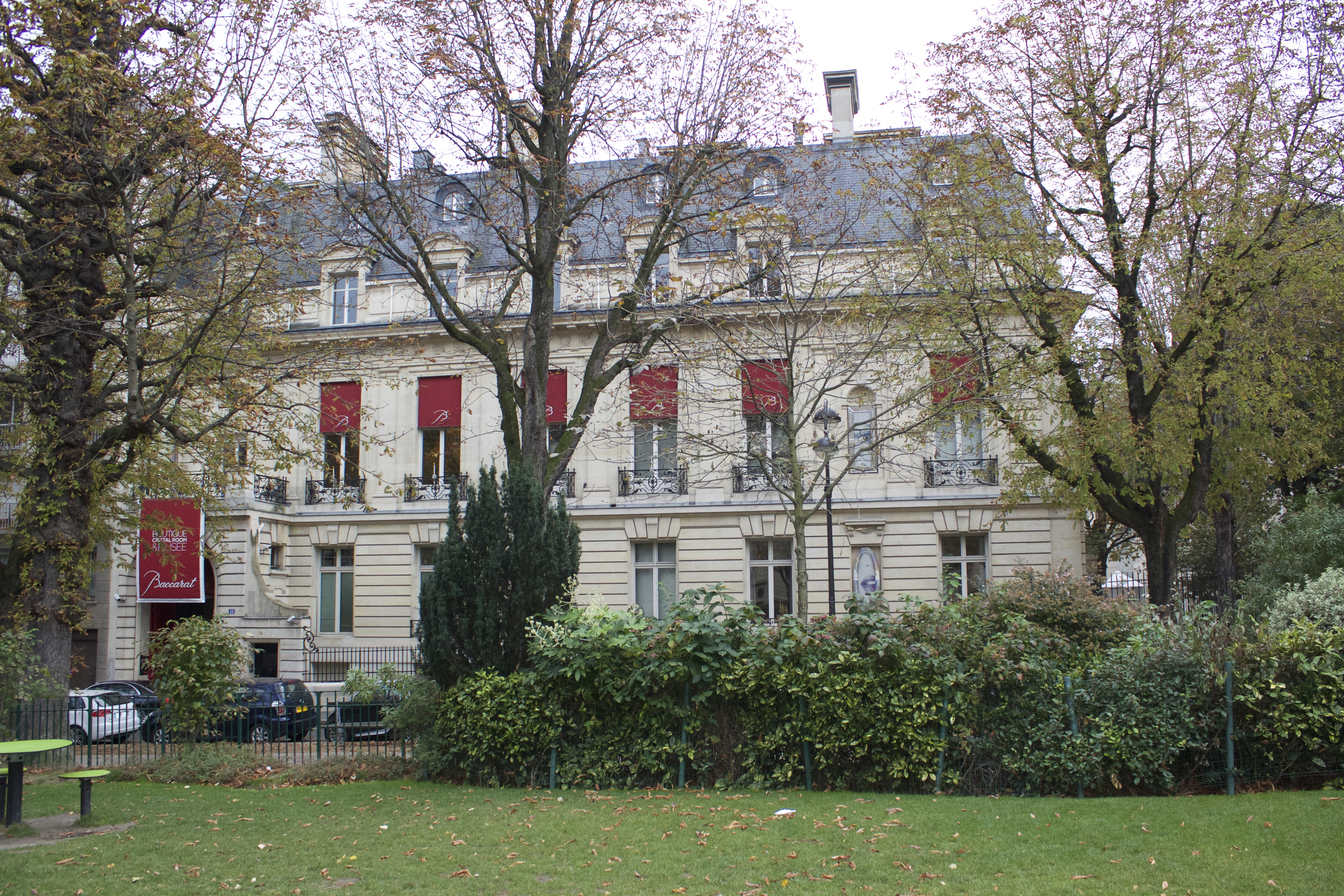
バカラ美術館 (Musée Baccarat), 2014年9月
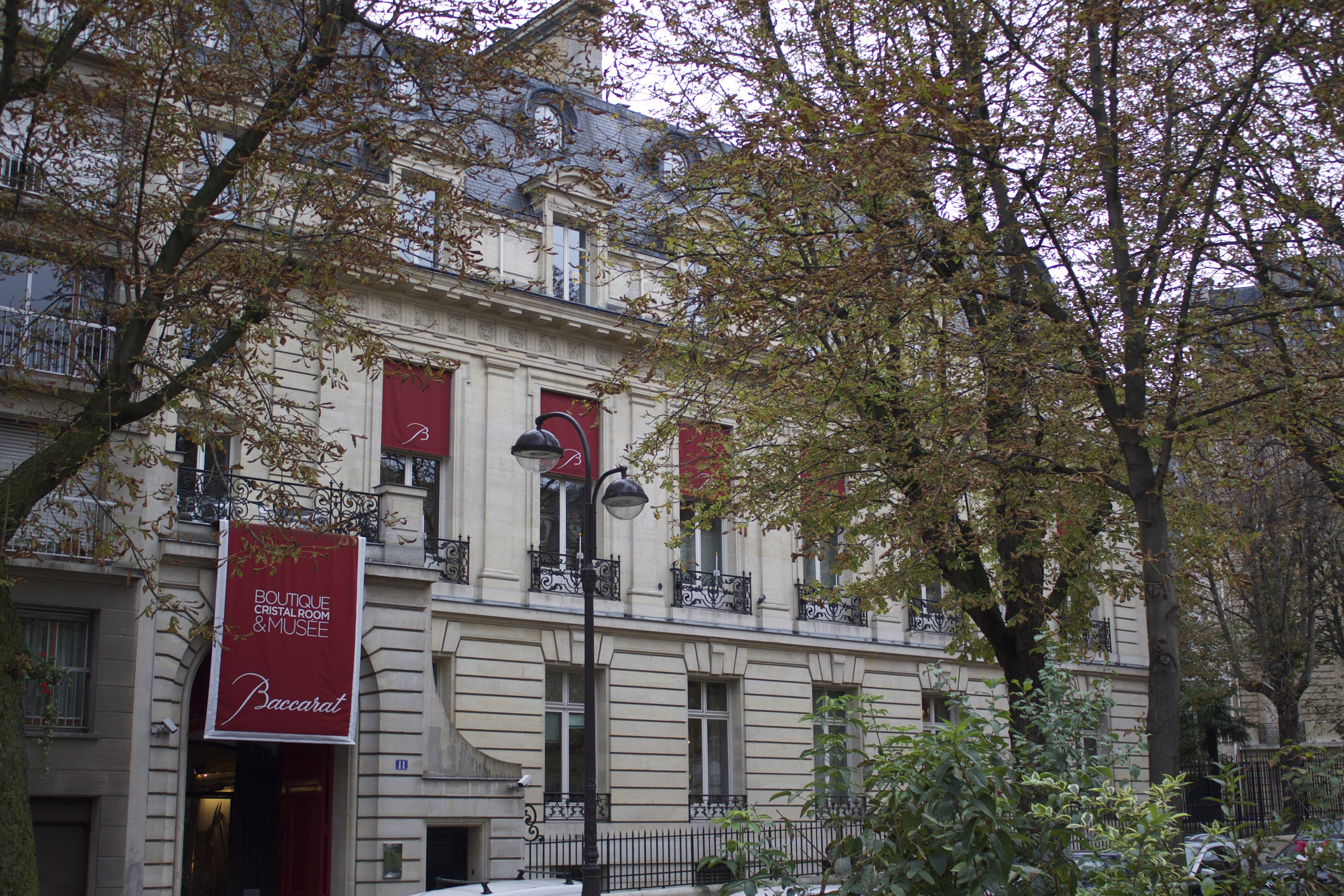
バカラ美術館, 2014年9月
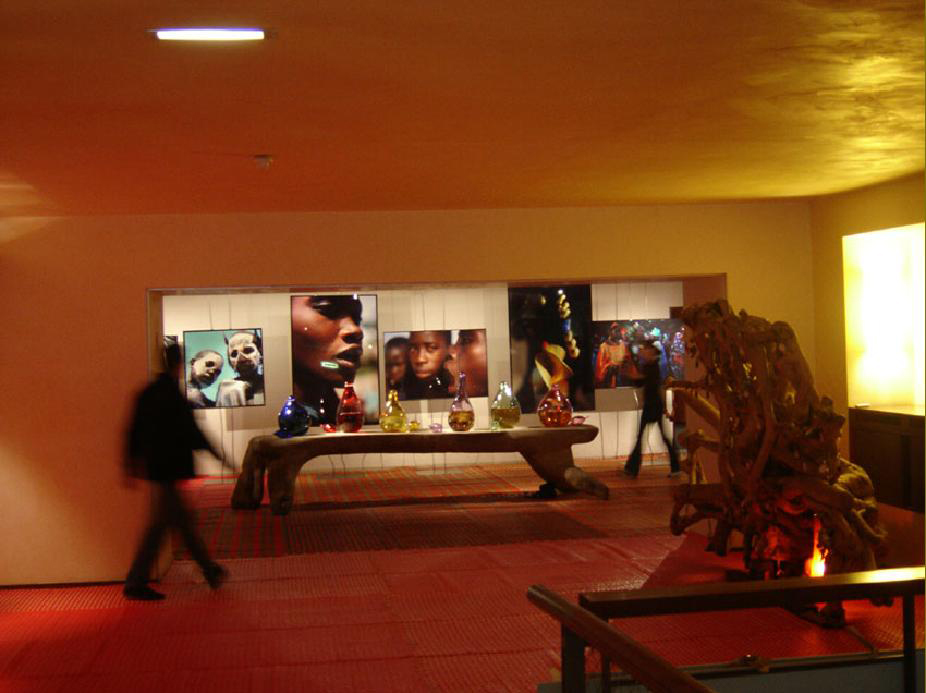
『アフリカの香水』展, ダッペール美術館, 2005年 (Exposition "Afrique en parfums au Musée Dapper à Paris,  en 2005)
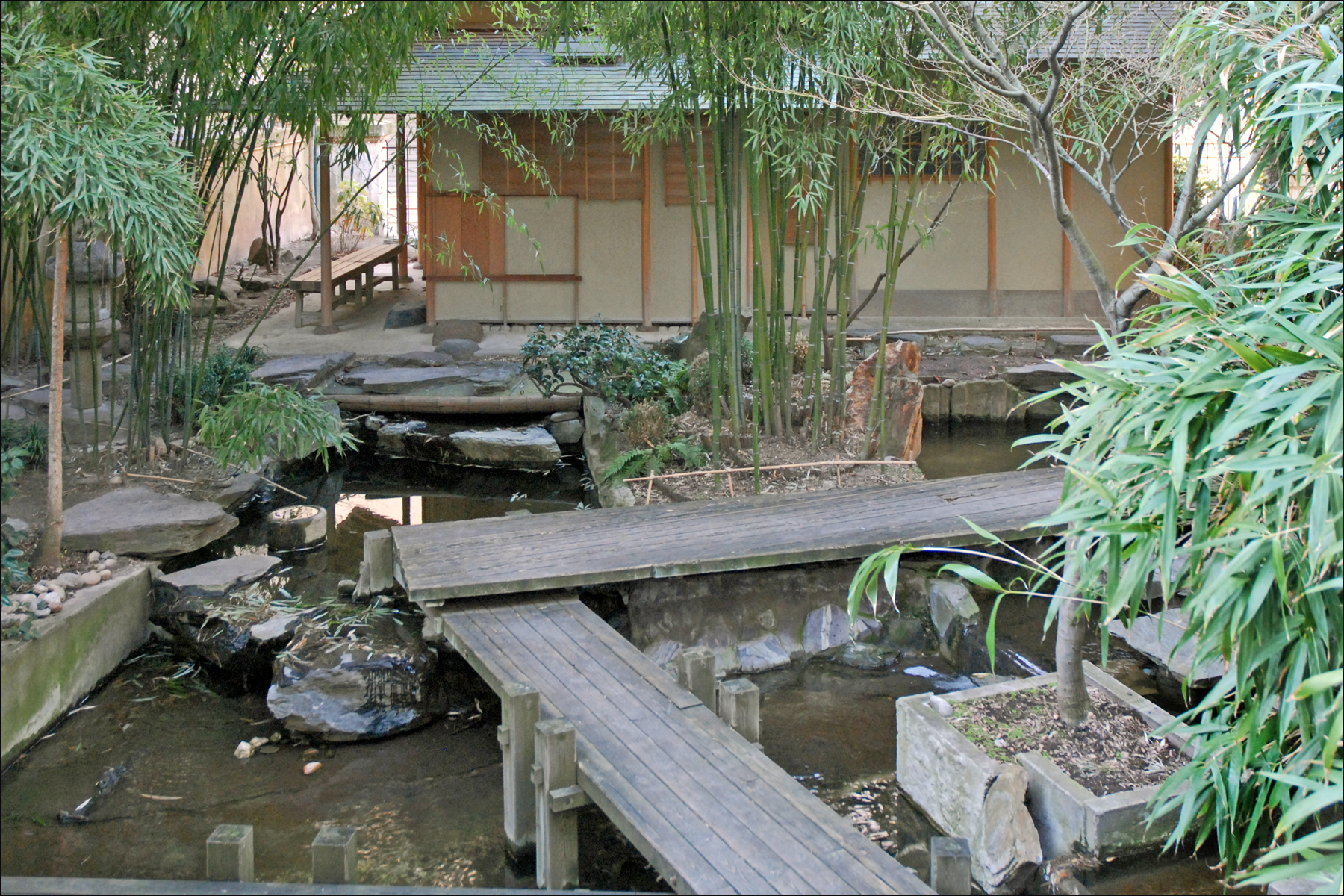
ギメ東洋美術館の日本庭園, 2011年2月
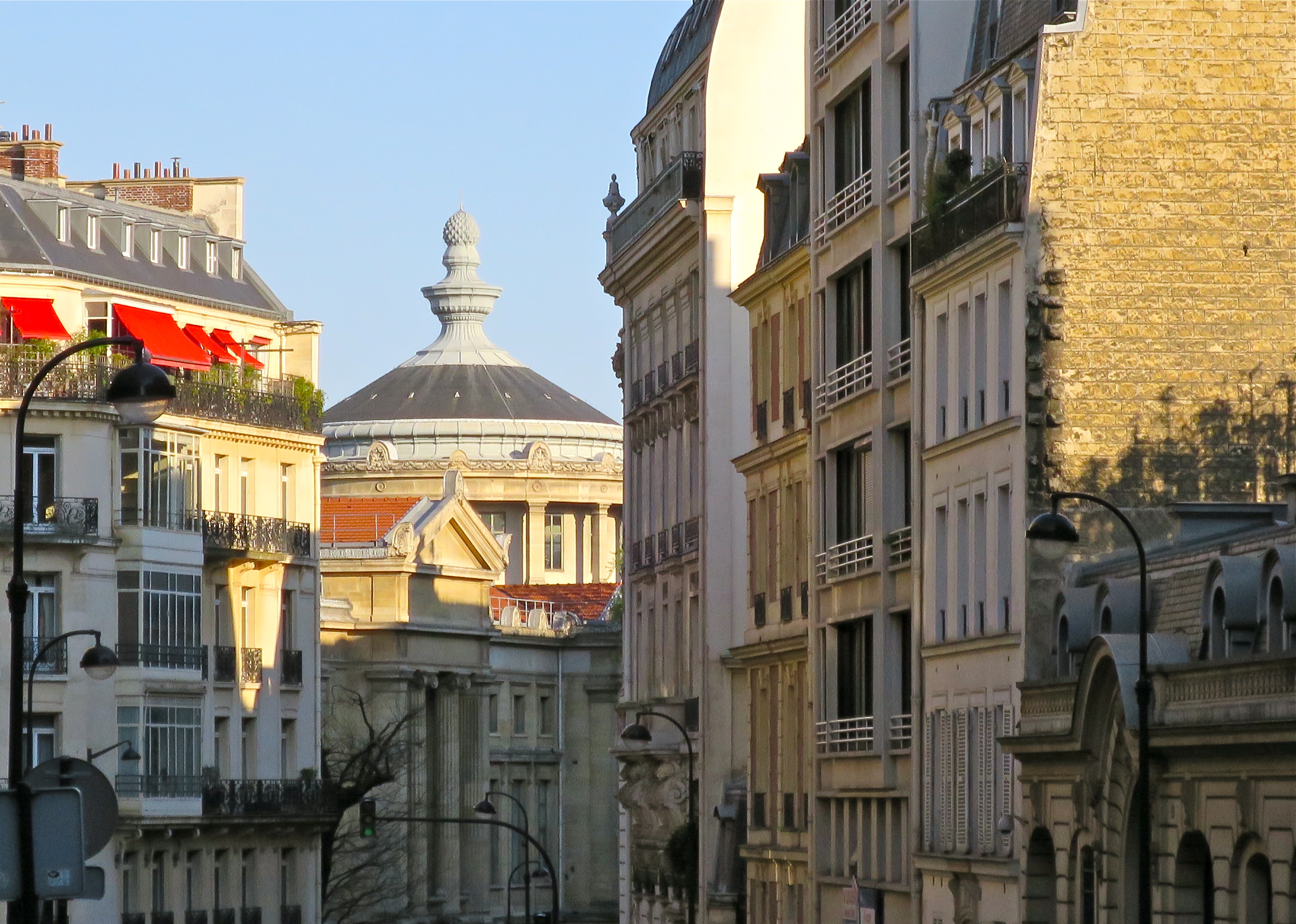
ボワシエール通りから見るギメ東洋美術館, 2015年4月
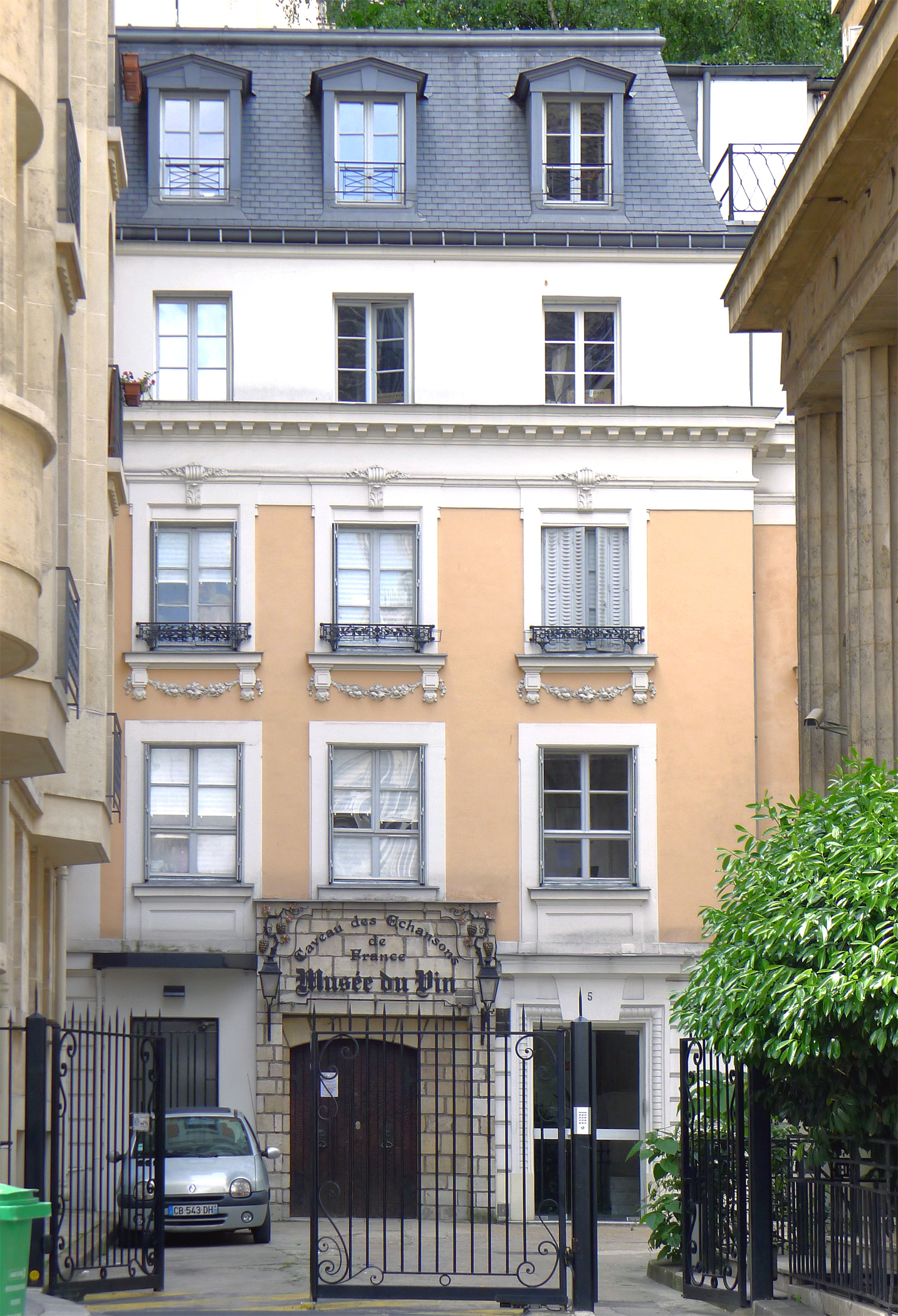
ワイン博物館 (Musée du Vin), 2013年6月
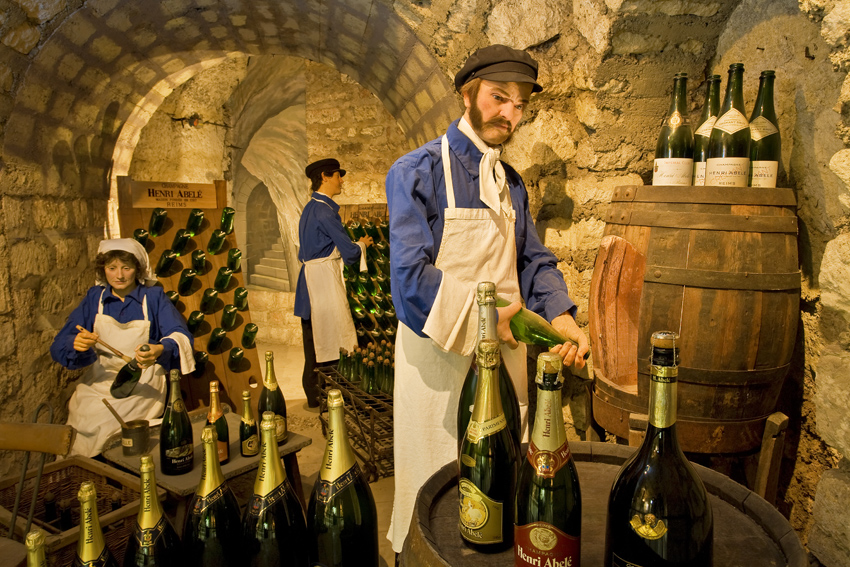
『シャンパーニュの製造シーン』ワイン博物館, 2008年4月
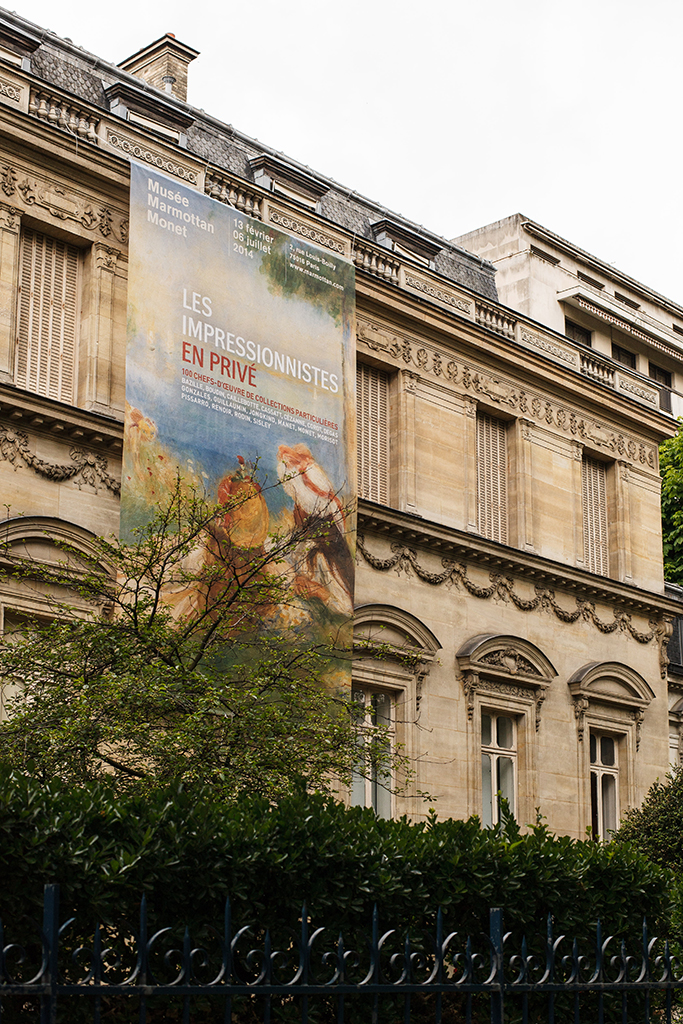
マルモッタン美術館, 2014年5月
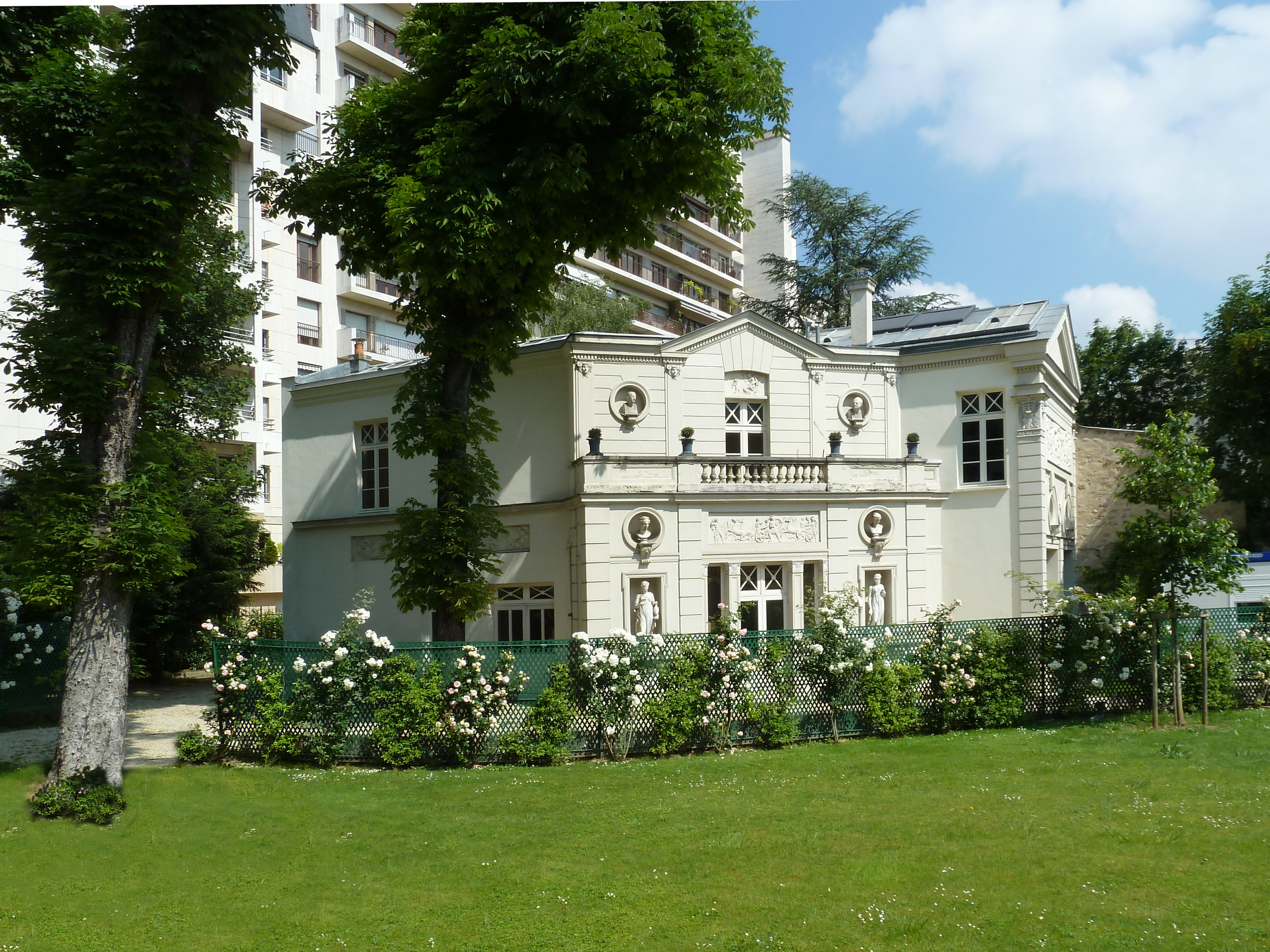
マルモッタン美術館中庭
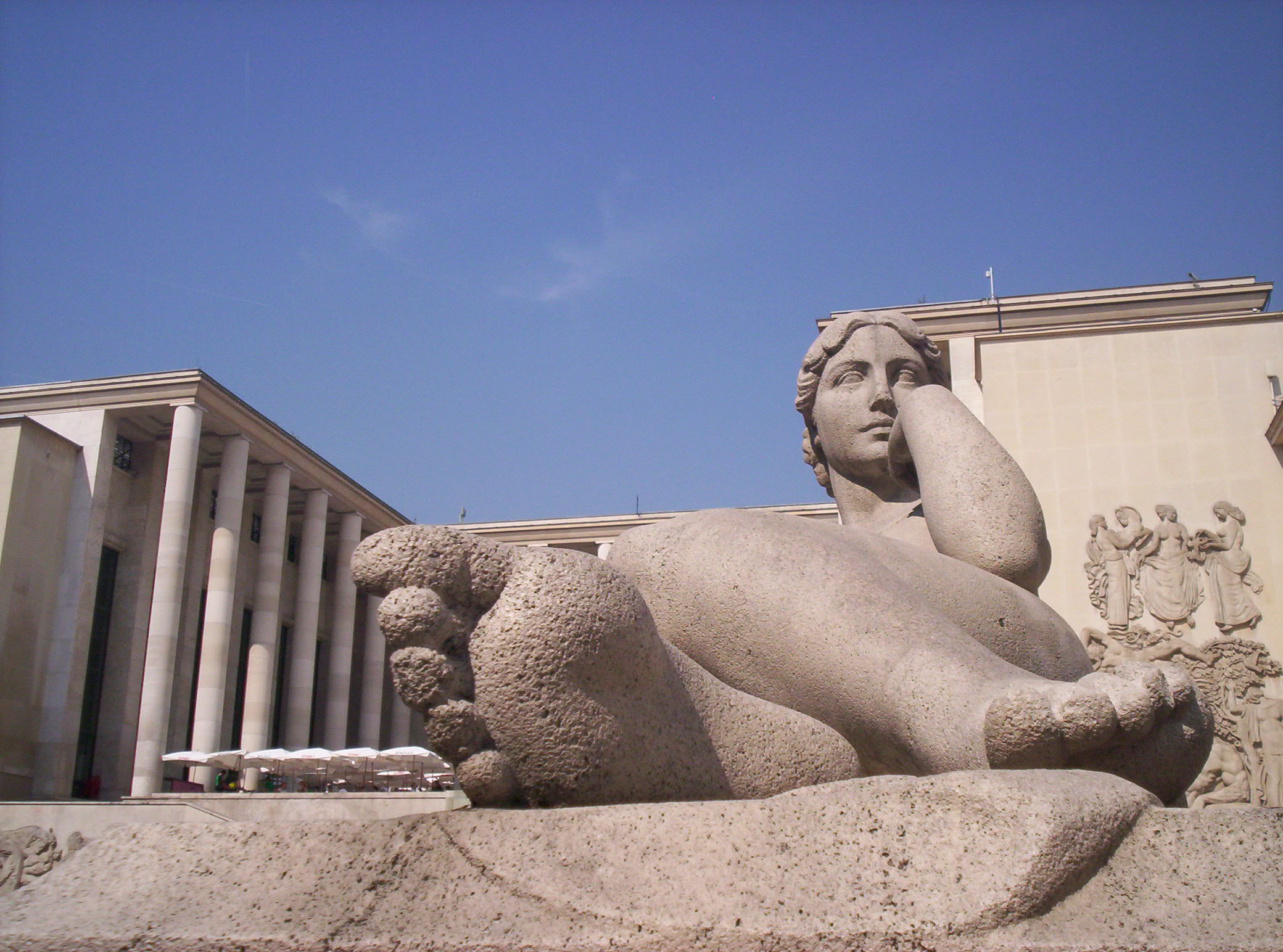
パリ市立近代美術館, 2006年9月
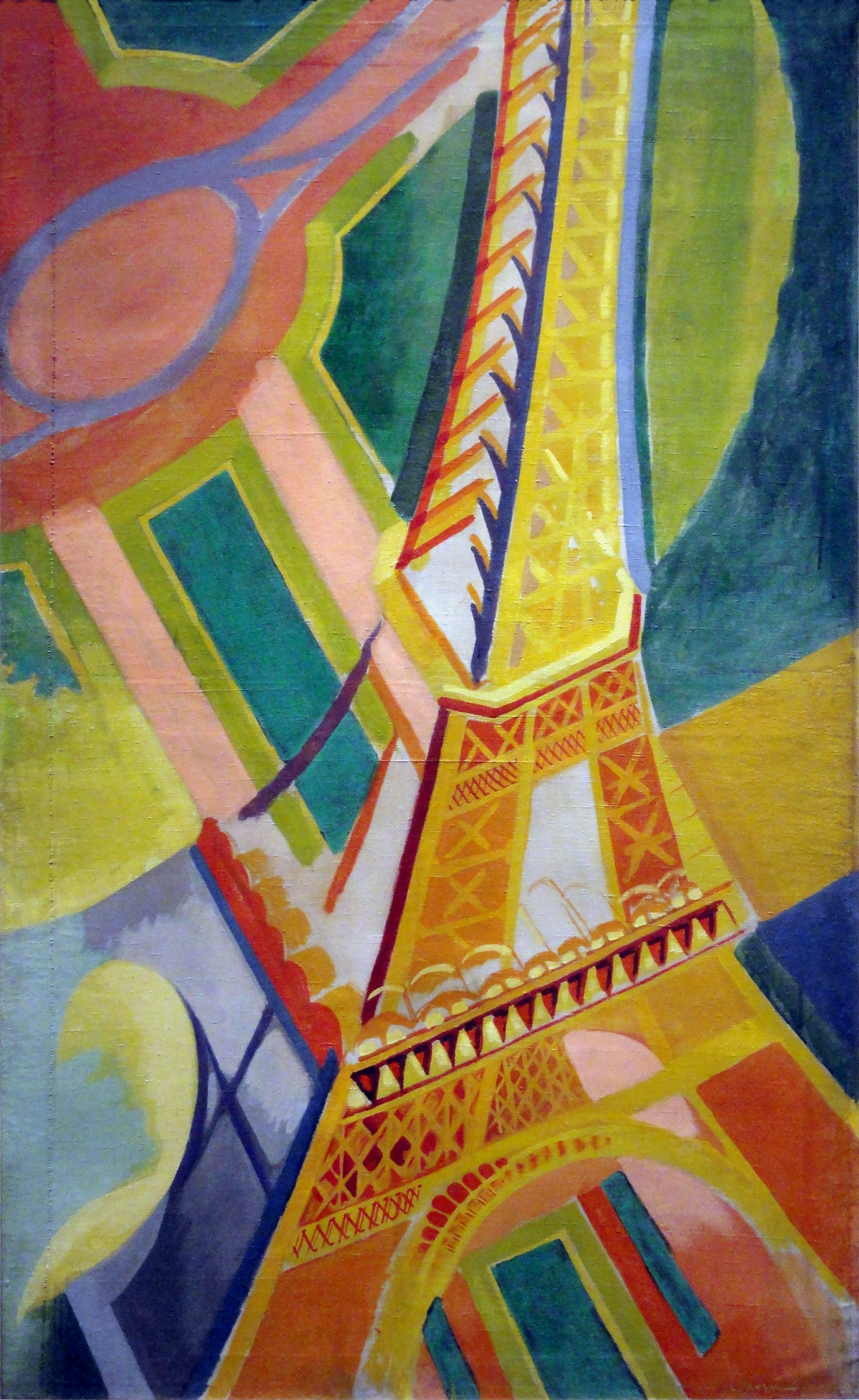
『エッフェル塔』(1926年, ロベール・ドローネー作, パリ市立近代美術館)
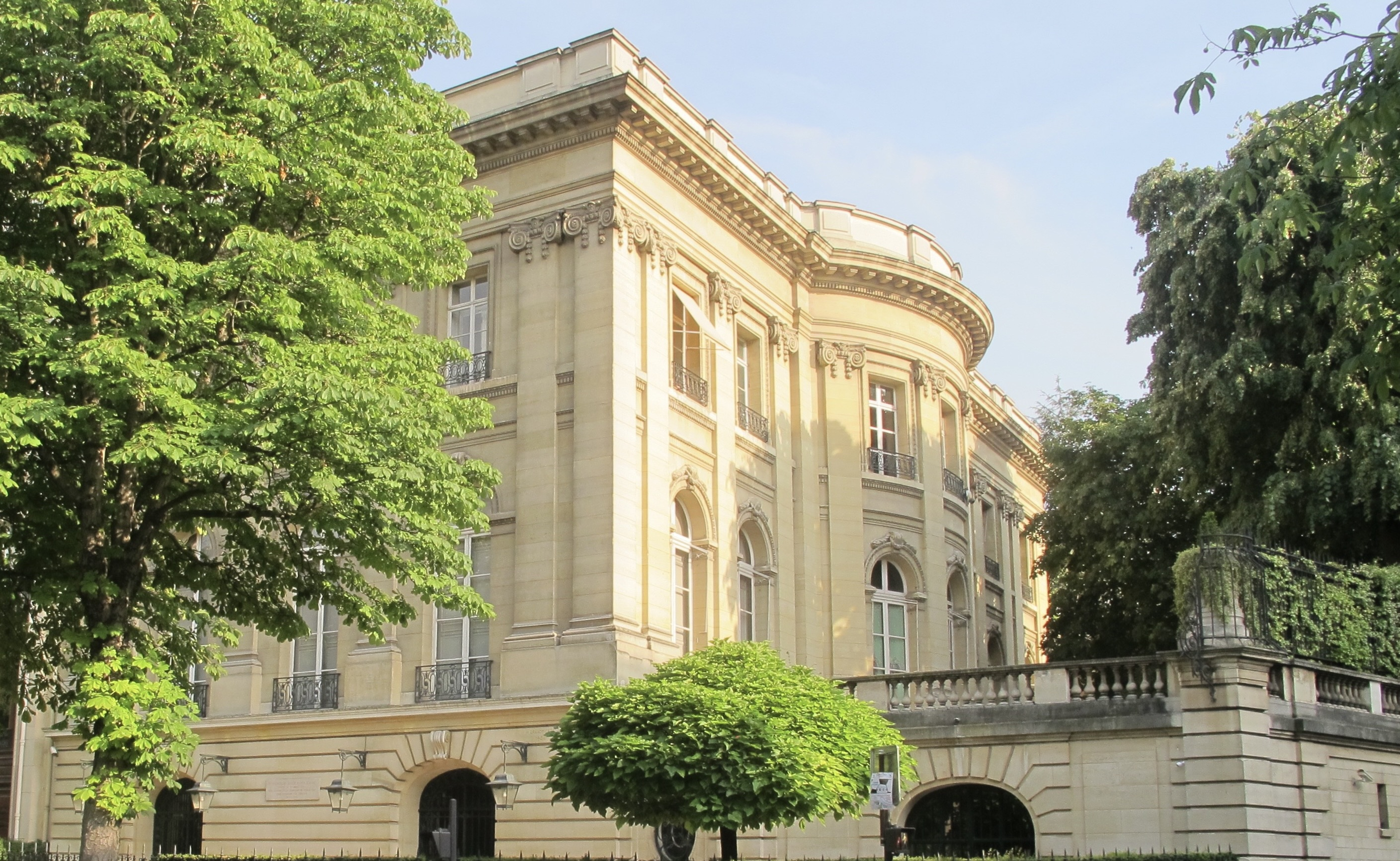
シンガー＝ポリニャック財団, 2017年6月

### 美術館・博物館
- 海洋博物館 (Musée National de la Marine) - シャイヨ宮内にある。
- ガリエラ美術館 (Musée Galliera) - 正式名称は、パリ市立モードと衣装の美術館。ガリエラ宮と呼ばれる。
- 贋造博物館 (Musée de la Contrefaçon)
- ギメ東洋美術館（ギメ美術館） (Musée National des Arts Asiatiques-Guimet (Musée Guimet))
- クレマンソー博物館 (Musée Clémenceau) - 元首相ジョルジュ・クレマンソーが、1895年からその死まで居住した建物と庭が当時のまま保存してある。ベンジャマン＝フランクラン通り8番地にあり、メトロのパッシー駅とトロカデロ駅が最寄り駅。
- 国立民俗民芸博物館 (Musée National des Arts et Traditions Populaires) - ブローニュの森北部にある。
- 人類博物館 (Musée de l'Homme) - シャイヨ宮内にある。
- ダッペール美術館 (Musée Dapper) - セネガルなどのアフリカ関係の美術館。
- テニス博物館 (Tenniseum) - あるいは、テニス博物館 (Musée du Tennis), ローラン＝ギャロス博物館 (Musée de Roland-Garros)。
- バカラ美術館（Musée Baccarat） - メゾンやレストラン&バー等と共に、イエナ大通り界隈合衆国広場にあるバカラの複合施設内にある美術館 (ギャルリー＝ミュゼ・バカラ)。建物自体は、芸術関連のメセナや、建築上「ノアイユ子爵夫妻邸 (ヴィラ・ノアイユ)」で知られるシャルル・ド・ノアイユ (fr)の妻マリ＝ロール・ド・ノアイユ (fr) が社交や居住に用いた館であった。
- パリ市立近代美術館 (Musée d'Art Moderne de la Ville de Paris) - パレ・ド・トーキョー内にある。
- バルザック記念館 (Maison de Balzac) - バルザックの旧宅を記念館として使用している。メトロのパッシー駅、トロカデロ駅等が最寄り駅。
- マルモッタン美術館 (Musée Marmottan)
- ラジオ・フランス博物館 (Musée de Radio France) - メゾン・ド・ラジオ・フランス内にある博物館。
- ワイン博物館 (Musée du Vin)
- ルイ・ヴィトン美術館 (Foundation Louis Vuitton) - ブローニュの森北東部に位置する。
- ピエール・ベルジェ＝イブ・ サンローラン財団 (Fondation Pierre Bergé - Yves Saint Laurent) - 8区至近マルソー大通り (Avenue Marceau) 5番地にあるイヴ・サン＝ローランのオートクチュール専用メゾン（店舗）だった。2002年に公施設法人の財団となり、2017年10月に同マルソーとマラケシュに美術館が開館。

### 動物園・水族館
- シネアクア (CinéAqua) – トロカデロ庭園内にある水族館。

### 映画館・劇場
- シャイヨ劇場 (Théâtre National de Chaillot) - シャイヨ宮内にある。
- マジェスティック・パッシー (Majestic Passy) - パッシー通りにある映画館。

### その他
- シンガー・ポリニャック財団 （Fondation Singer-Polignac） - ポリニャック公爵夫人の孫 エドモン・ド・ポリニャック（フランス語版）の妻ウィナレッタ・シンガーが1943年に亡くなった後、"ポリニャック公妃館"は芸術から学術までメセナを行う公施設法人財団になり現在に至る。トロカデロ界隈のジョルジュ＝マンデル大通り（フランス語版）43番地から同地裏手シェフェール通り（フランス語版）46番地界隈にある。
- ブリジット・バルドー財団  (Fondation Brigitte Bardot) - トロカデロ界隈のヴィヌーズ通り (Rue Vineuse) 28番地にある女優ブリジット・バルドーが代表を務める動物愛護団体。

## 体育施設

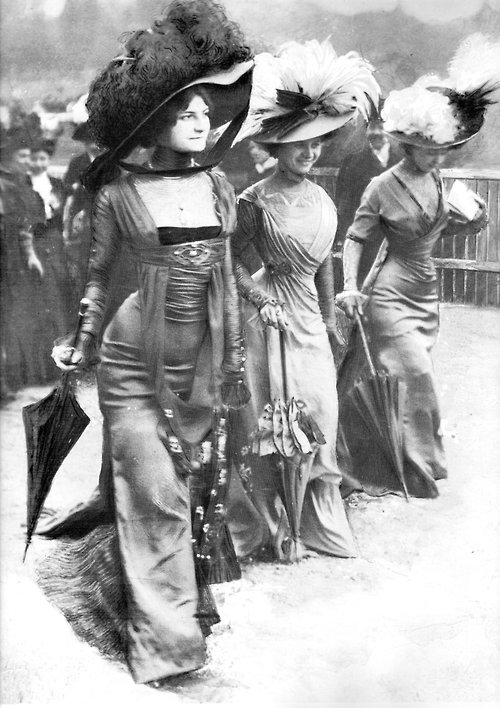
ロンシャンの淑女たち (Mesdames à Longchamp), 1908年

### 陸上競技場・体育館など
- スタッド・ローラン・ギャロス (Stade Roland-Garros)
  - ブローニュの森にあるテニス競技場。テニスのグランドスラム（四大大会）の一つである全仏オープンなどで世界的に有名である。
- パルク・デ・プランス （Parc des Princes）
  - 16区の南の境界線付近にあるサッカースタジアム。サッカーのプロクラブ「パリ・サンジェルマンFC」の本拠地である。
- スタッド・ジャン＝ブーアン （Stade Jean-Bouin）
  - 16区の南の境界線付近にある競技場。ラグビーのプロクラブ「スタッド・フランセ・パリ」の本拠地である。

### その他
- オートゥイユ競馬場 (Hippodrome d'Auteuil) 
  - ブローニュの森南東部にある。
- パリロンシャン競馬場 (Hippodrome de ParisLongchamp)
  - ブローニュの森南西部にある。凱旋門賞などで世界的に名が知られている。

## 宗教施設

### 教会・寺院

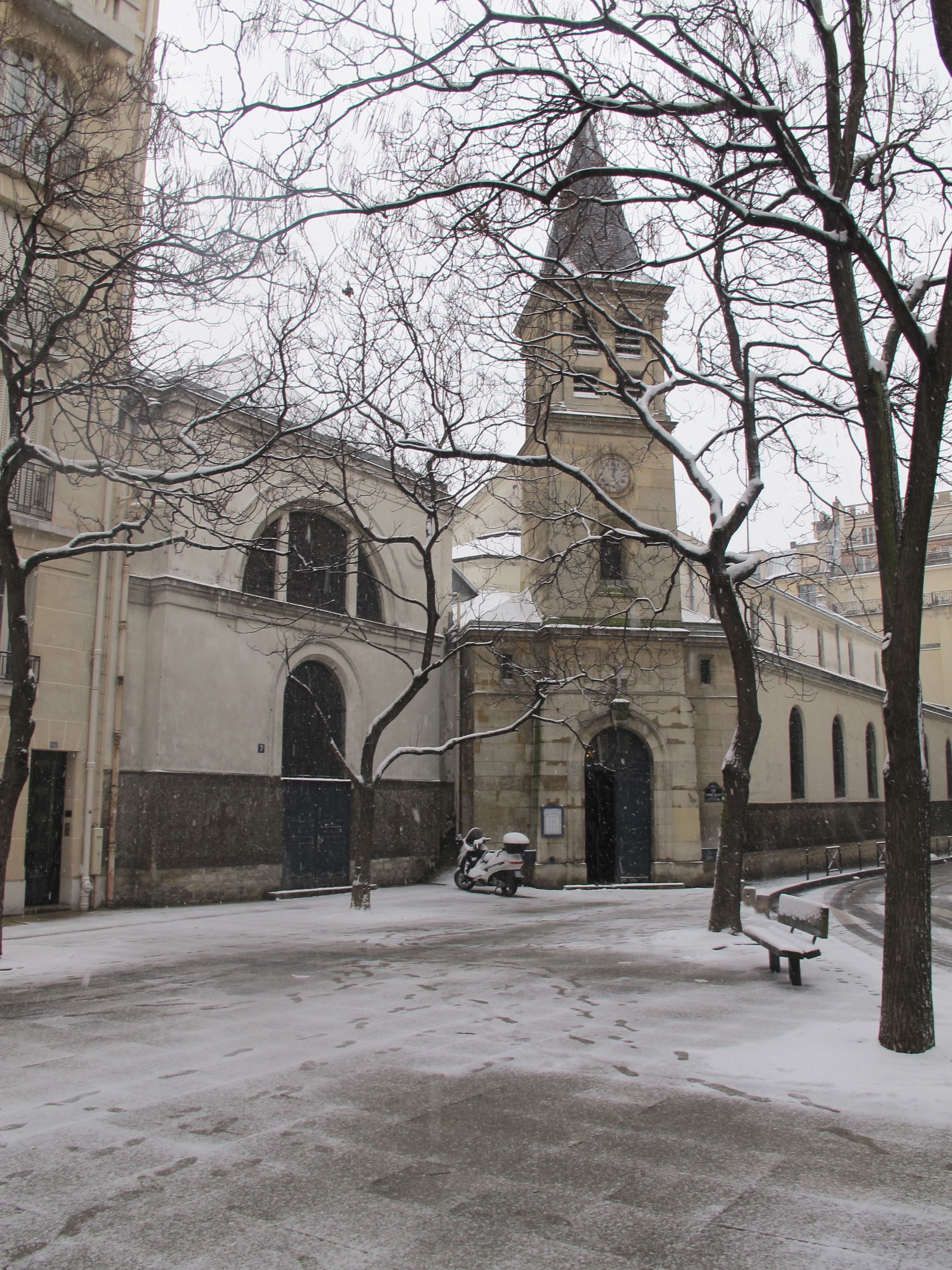
ノートル＝ダム＝ド＝グラス・ド・パッシー教会

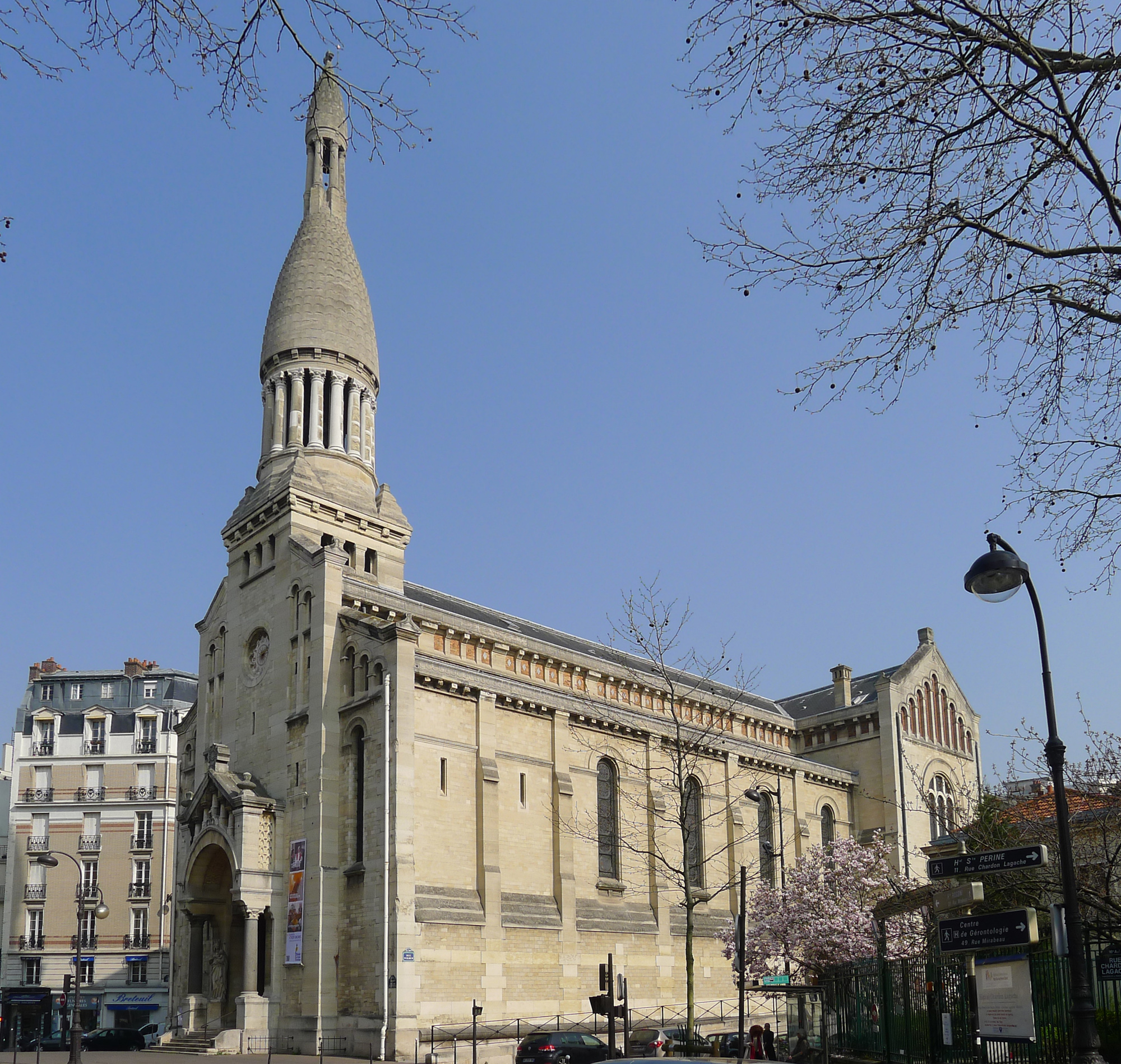
ノートル＝ダム＝ドートゥイユ教会

- ノートル＝ダム＝ド＝グラス・ド・パッシー教会 （Notre-Dame-de-Grâce de Passy）
  - パッシー通り裏手、レヌアール通りとを結ぶラノンシアション通り (Rue de l'Annonciation) 界隈にある。
- ノートル＝ダム・ド・ラソンプション・ド・パッシー教会 （Notre-Dame de l'Assomption de Passy）
- サントノレ・デイロー教会 （Saint-Honoré d’Eylau）
- サン＝ピエール＝ド＝シャイヨ教会 （Église Saint-Pierre-de-Chaillot）
- サン＝フランソワ＝ド＝モリトール教会 （Église Saint-François-de-Molitor）
- ノートル＝ダム＝ドートゥイユ教会 （Notre-Dame-d'Auteuil）
  - 由来は11世紀からで、二回再築され14世紀と、二度目は1877 - 1892年にかけて、エミール・ヴォードルメールによりロマノ・ビザンチン建築により建造された。ドートゥイユの丘 (Colline d'Auteuil) 上、ドートゥイユ教会広場 (fr) にある。
- サント＝ジャンヌ・ド・シャンタル教会 （Sainte-Jeanne de Chantal）
  - 名称はシャイヨ修道院を形成した聖母訪問会創始者のジャンヌ・ド・シャンタル。

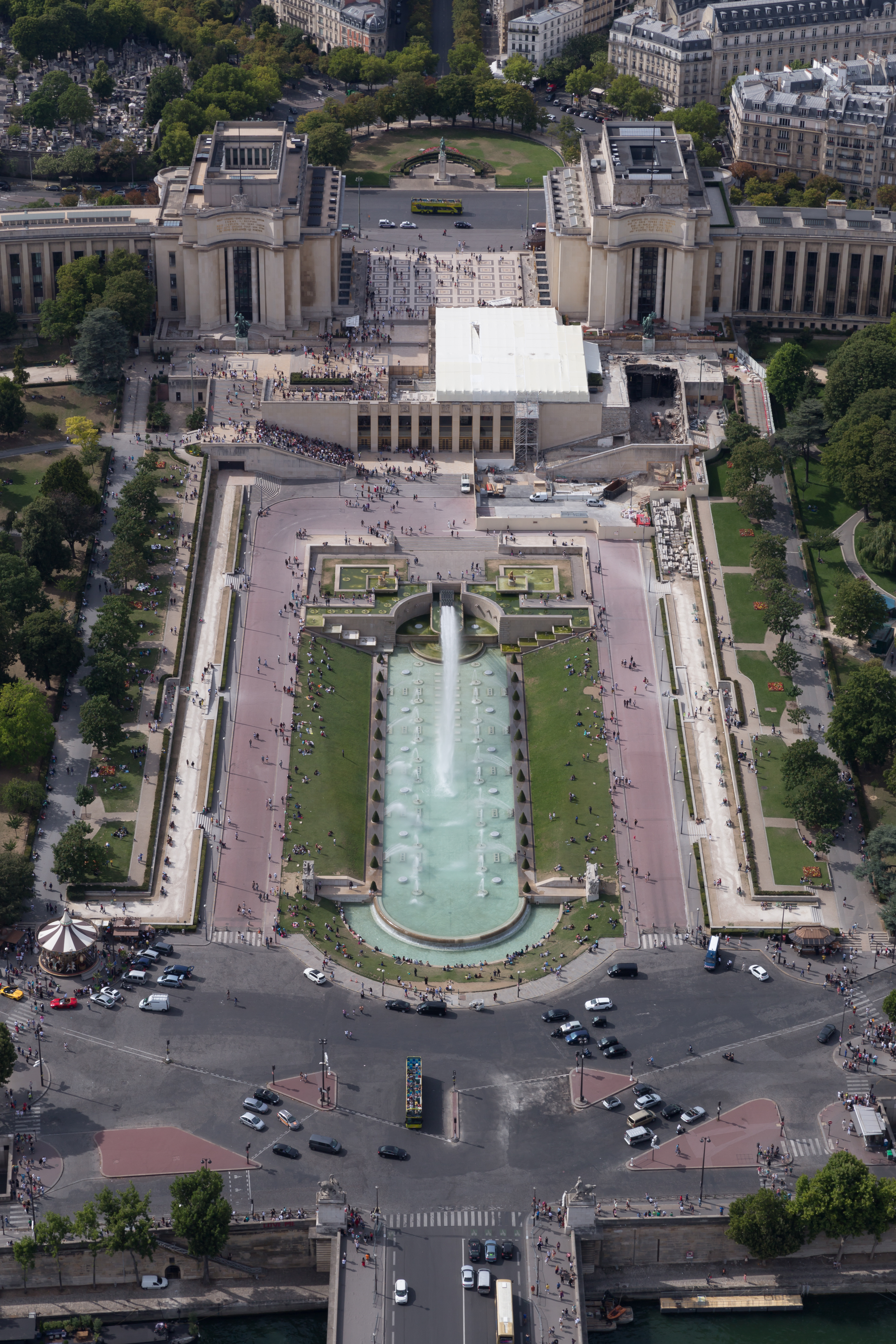
エッフェル塔からトロカデロ庭園及びシャイヨ宮の眺め

## 観光・憩い

### 自然
- ブローニュの森 (Bois de Boulogne)
  - ディネ・アン・ブラン（ホワイト・ディナー (Dîner en blanc)） - "真っ白な夕食"の意。全身を白い服でまとい、自分の食事から(白い)座席までを持ち寄って、フラッシュモブ的に公共の場所で突然始まるディナー。テーブルは、白いテーブルクロスで整えられている。1988年、ブローニュの森バガテル庭園で開催されて手狭になってからポンデザール、シャン・ド・マルス公園、アンヴァリッド、エトワール広場、シャンゼリゼ通り、ノートルダム大聖堂前広場、ルーヴル美術館広場、ヴォージュ広場、シャイヨ宮広場などパリの至る公共場所で"突如"開催されてきた。現在ではロンドン、ミュンヘン、モントリオール、ニューヨーク、ラスベガスからサンパウロ、メルボルン、シンガポール、上海などに至る世界各地に拡がり、東京でも2015年から明治神宮外苑で初開催されている[6]。

### 建築
- エトワール凱旋門（Arc de triomphe de l'Étoile）
  - 8区、16区、17区の境界、シャルル・ド・ゴール広場（エトワール広場）に位置している。
- シャイヨ宮（Palais de Chaillot）
  - パリ万国博覧会 (1937年) の際に建設された宮殿。セーヌ川を挟んで、エッフェル塔の真正面に位置している。海洋博物館、人類博物館などがある。かつてはトロカデロ宮殿 (fr) が建っていた。
- パレ・ド・トーキョー（Palais de Tokyo）
  - パリ万国博覧会 (1937年)の際、建設された建物。パリ市立近代美術館などがある。
- メゾン・ド・ラジオ・フランス（メゾン・ド・ラ・ラジオ、Maison de Radio France (Maison de la Radio)）
  - グルネル橋の西側ブーランヴィリエ通り界隈にある円柱形の建物。ラジオ・フランス本社、ラジオ・フランス博物館などがある。
- ロンシャン城（Château de Longchamp）
  - ブローニュの森西部シュレンヌ側にある。森南西側にあるパリロンシャン競馬場と森北西側にあるバガテル庭園とに挟まれた場所になる。バガテル城をパヴィヨンあるいはヴィラ (ないしフォリ, Folie[7]) として利用していたウジェニー皇后と、ブローニュの森の散策を楽しんでいた子ナポレオン4世のために、"パリ改造"で知られるジョルジュ・オスマン男爵により、トロカデロ宮殿も建築した建築家ガブリエル・ダヴィウ (fr) の下で建造された。現在の建物は建て替えられたもの。
- バガテル城（Château de Bagatelle） 
  - ブローニュの森北西部、バガテル庭園内にある。ルイ16世の弟で後のフランス復古王政国王シャルル10世に即位するアルトワ伯爵が、古びた土地建物をパヴィヨンあるいはヴィラないしフォリとして購入し、1777年に同城及び同庭園を建造した。

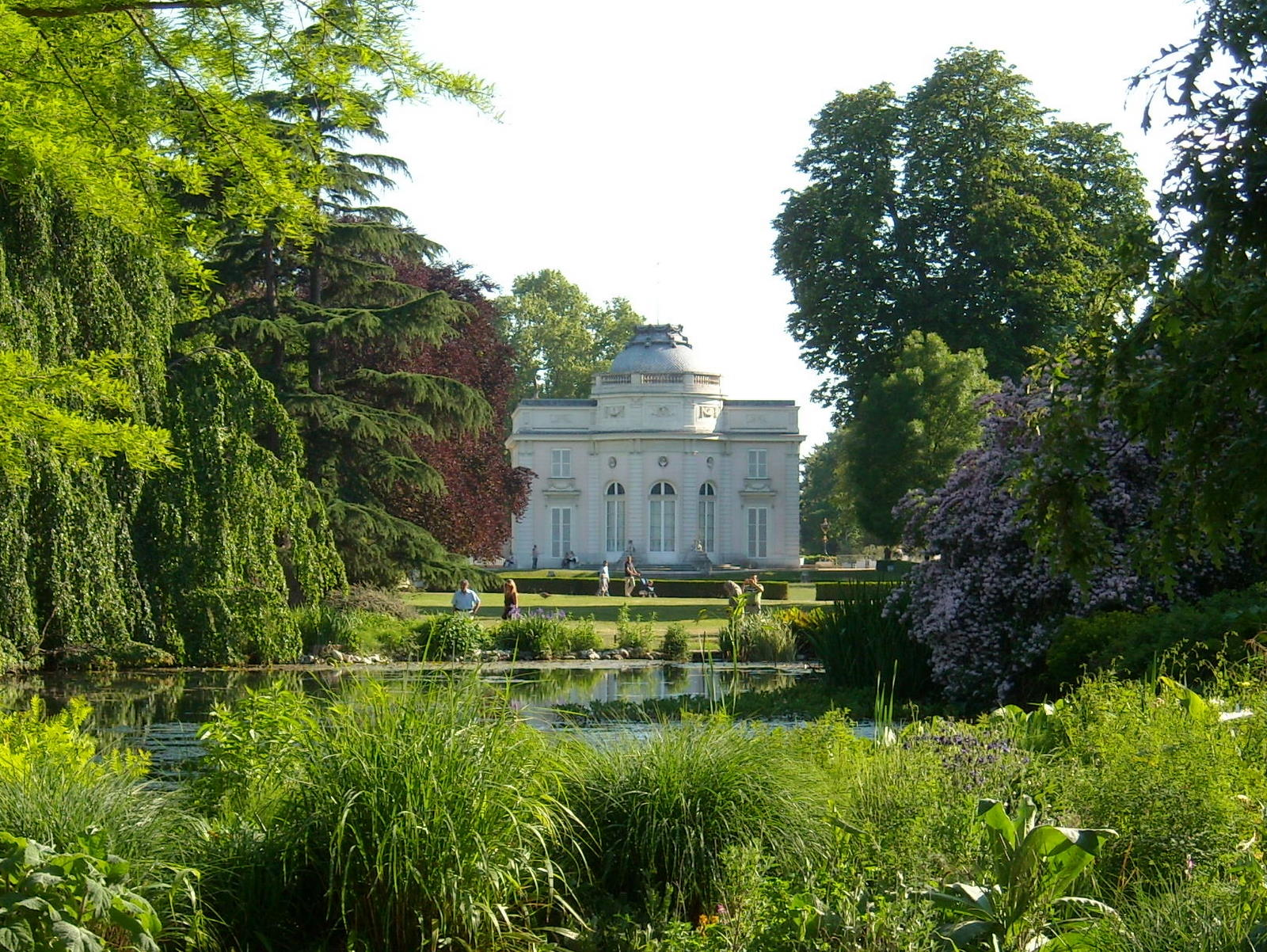
バガテル庭園及びバガテル城

### 公園・緑地等
- サント＝ペリーヌ庭園 (Jardin Sainte-Périnne)
- オートゥイユ温室庭園 (Jardin des Serres d'Auteuil) 
  - ブローニュの森南東部にある。
- シェイクスピア庭園 (Jardin Shakespeare)
  - ブローニュの森のほぼ中央にある。
- トロカデロ庭園 (Jardin du Trocadéro)
- バガテル庭園 (Jardin de Bagatelle) 
  - 特にバラで有名なバガテル・バラ園がある。ブローニュの森北西部にある。
- ポエット庭園 （詩人の庭園） (Jardin des Poètes) 
  - ブローニュの森にある。
- ラヌラグ庭園 （Jardin du Ranelagh）

### 名所・娯楽
- アクリマタシオン庭園 (ジャルダン・ダクリマタシオン、Jardin d'Acclimatation)
  - ブローニュの森北部にある子供向けの遊園地。ゴーカート、動物園、人形劇場、ミニゴルフ場などがある[8]。

## 交通

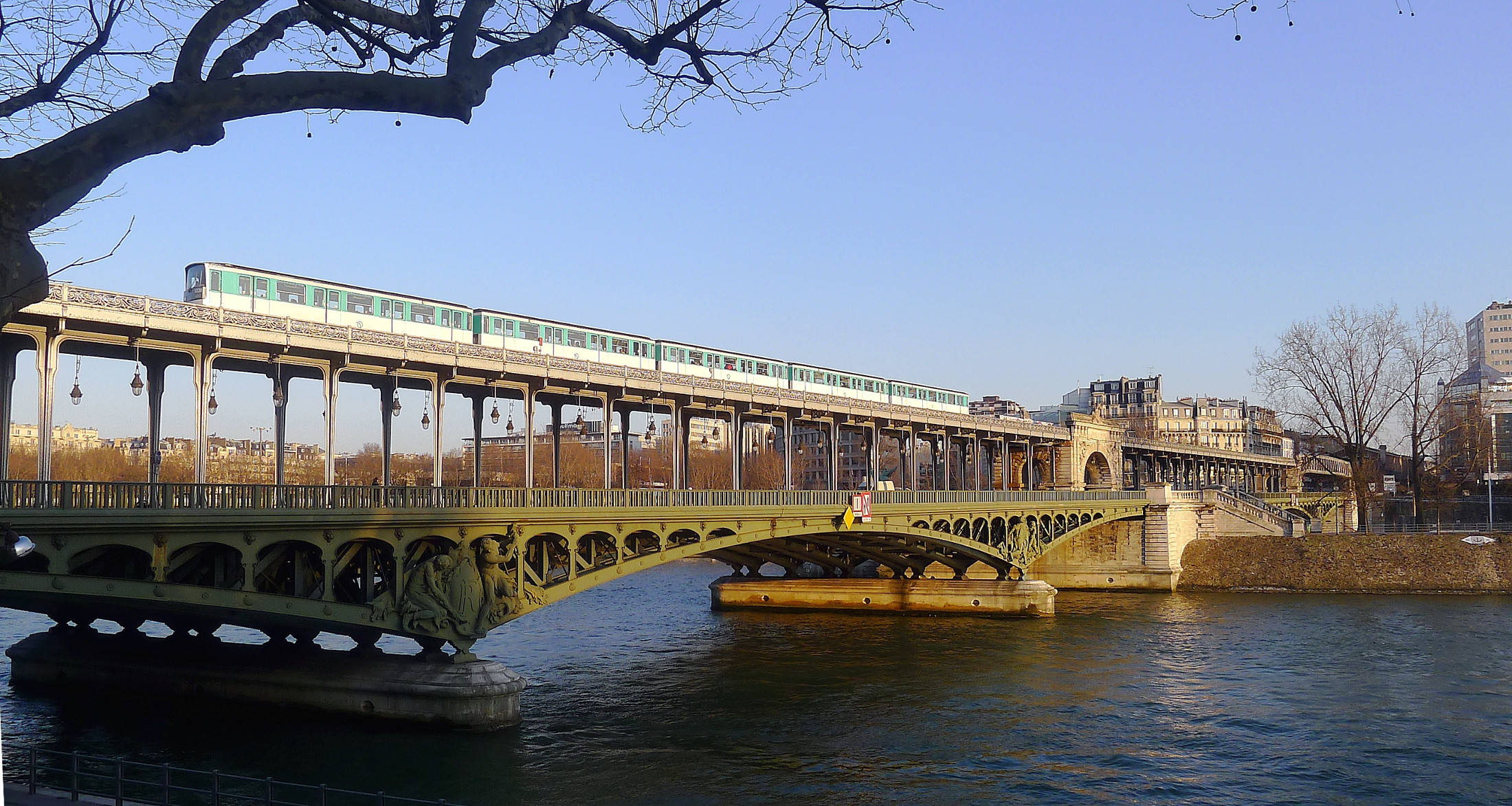
パッシー側から望むビラケム橋
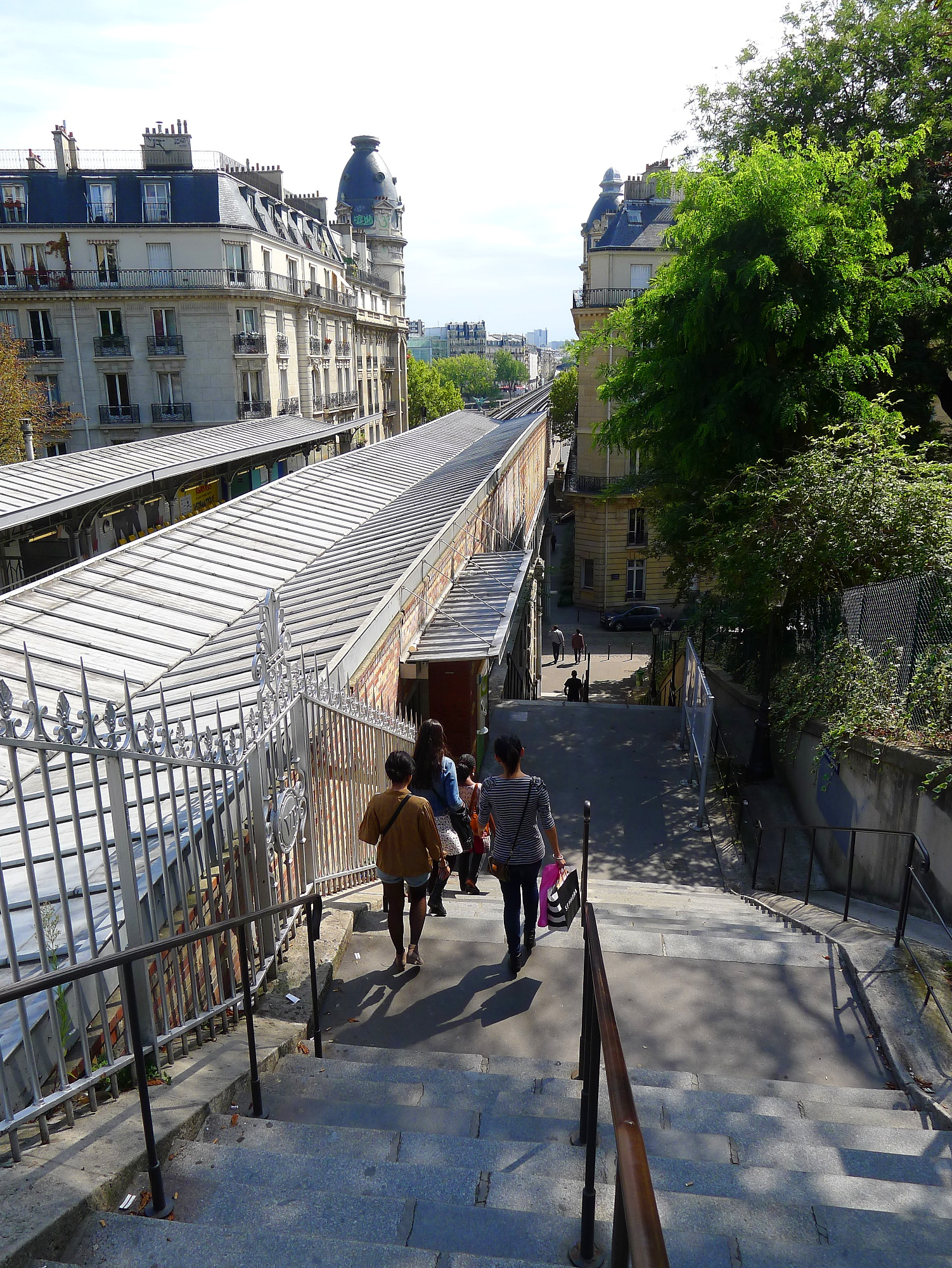
メトロ パッシー駅出入り口、アルボニ通り (ラルボニ通り, Rue de l'Alboni) より
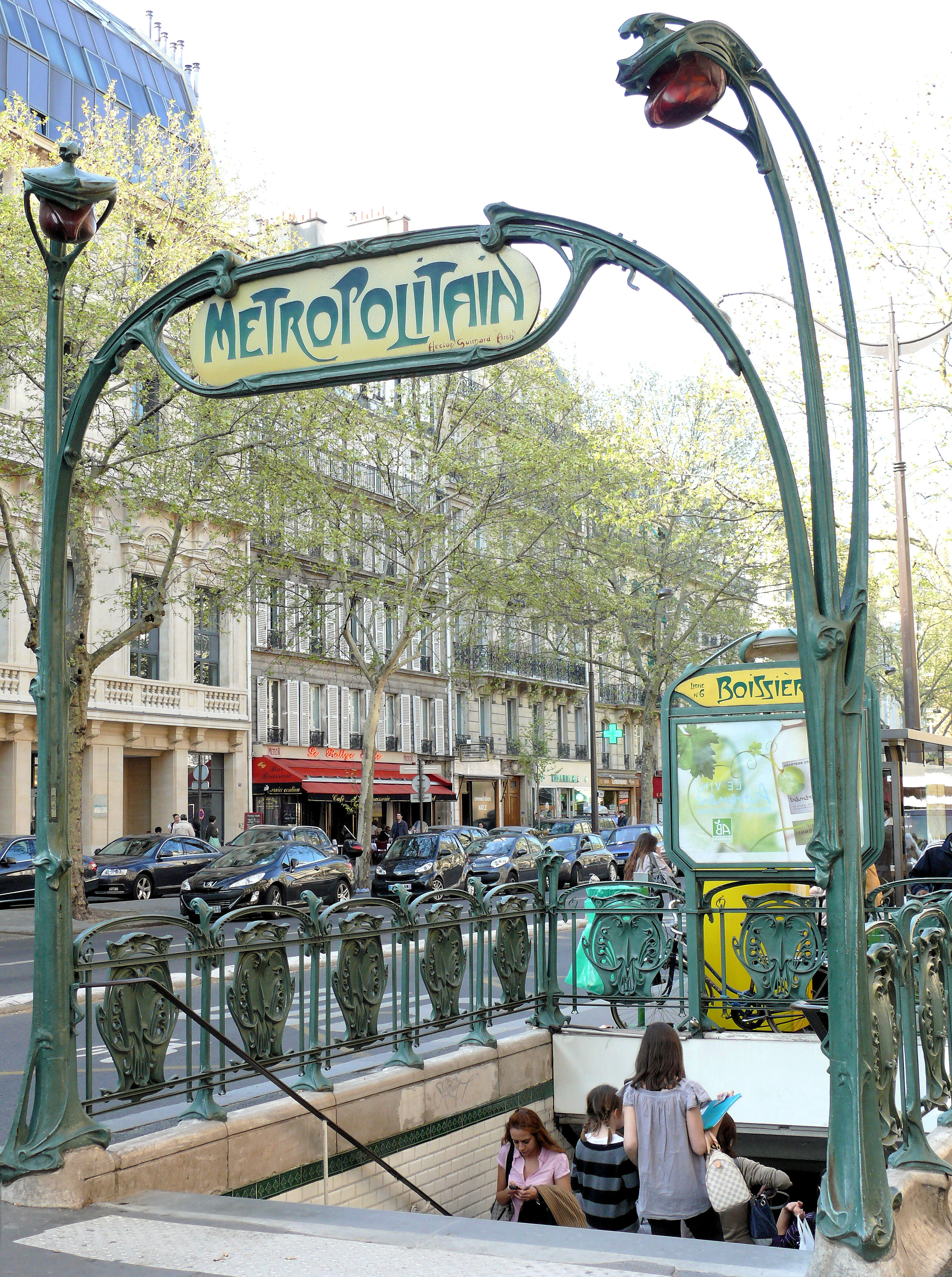
メトロ ボワシエール駅出入口のギマールのアール・ヌーボー作品 (Édicule Guimard - Station de métro Boissière)
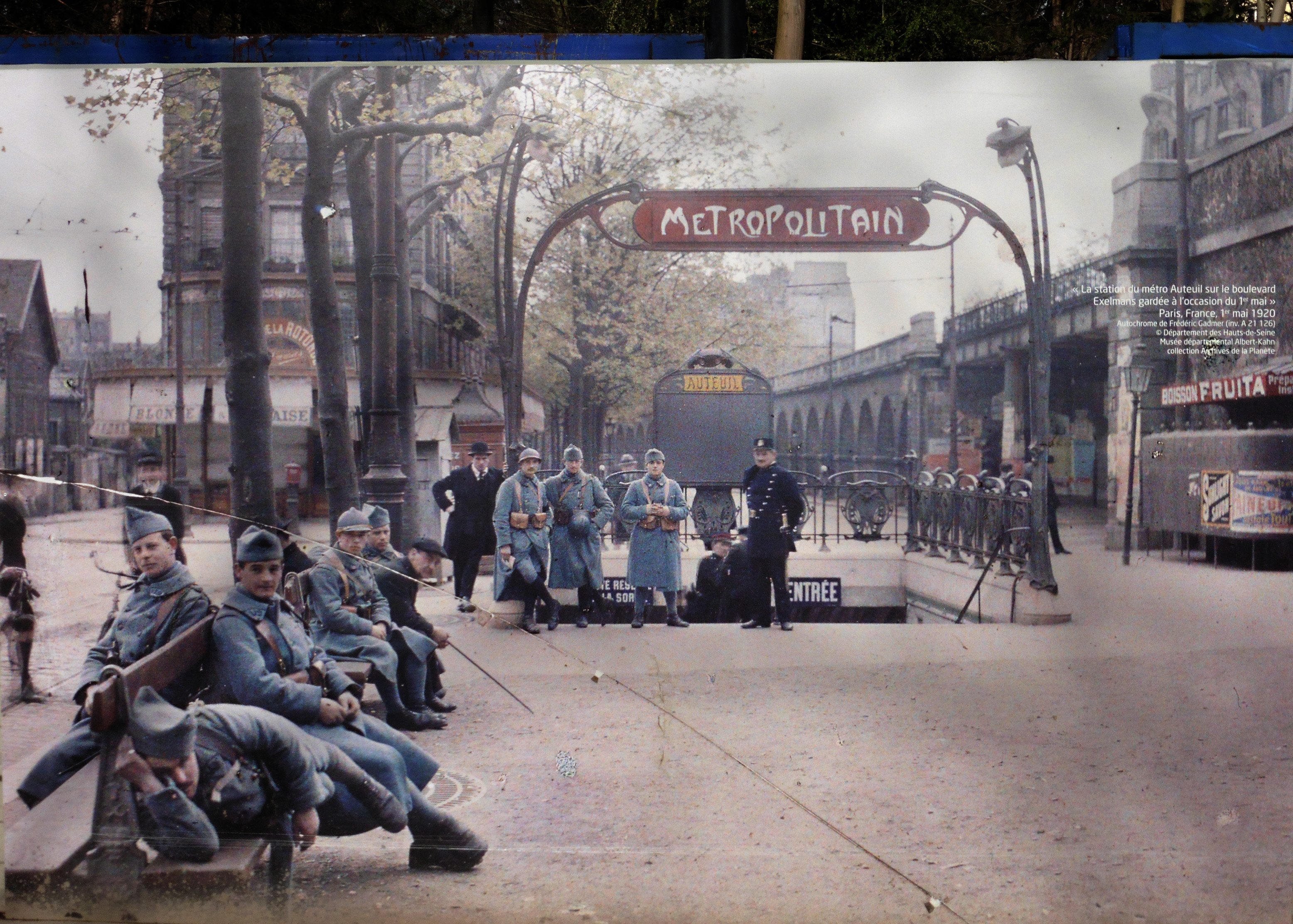
メトロのオートゥイユ駅入り口（現・ポルト・ドートゥイユ駅エグゼルマン大通側入口）

### 鉄道
- 地下鉄・メトロ （RATP） （Métro）
  - 1号線
    - ポルト・マイヨ駅 – アルジャンティーヌ駅 – シャルル・ド・ゴール＝エトワール駅

  - 2号線
    - ポルト・ドーフィヌ駅 – ヴィクトル・ユゴー駅 – シャルル・ド・ゴール＝エトワール駅

  - 6号線
    - シャルル・ド・ゴール＝エトワール駅 – クレベール駅 – ボワシエール駅 – トロカデロ駅 – パッシー駅

  - 9号線
    - ポルト・ド・サン＝クル駅 – エグゼルマン駅 – ミケランジュ＝モリトール駅 – ミケランジュ＝オートゥイユ駅 – ジャスマン駅 – ラヌラグ駅 – ラ・ミュエット駅 – リュ・ド・ラ・ポンプ駅 – トロカデロ駅 – イエナ駅

  - 10号線
    - 北側の分岐線 (西方のブローニュ＝ポン・ド・サン＝クル駅方面（パリ市外）への一方通行) : ポルト・ドートゥイユ駅 – ミケランジュ＝オートゥイユ駅 – エグリーズ・ドートゥイユ駅
    - 南側の分岐線 (東方のオステルリッツ駅方面への一方通行) : ミケランジュ＝モリトール駅 – シャルドン＝ラガシュ駅 – ミラボー駅
- RER （フランス国鉄 (SNCF)／パリ交通公団（RATP）） （Réseau Express Régional d'Île-de-France）
  - A線
    - シャルル・ド・ゴール＝エトワール駅のみ。

  - C線
    - アヴニュー・フォッシュ駅 - アヴニュー・アンリ・マルタン駅 - ブランヴィリエ駅 - アヴニュー・デュ・プレジダン・ケネディ駅

### 高速道路・有料道路
- ペリフェリック （パリ環状道路） （Boulevard Périphérique）
  - ポルト・ド・サン＝クル - ポルト・モリトール - ポルト・ドートゥイユ - ポルト・ド・パッシー - ポルト・ド・ラ・ミュエット - ポルト・ドーフィーヌ - ポルト・マイヨ

### 道路

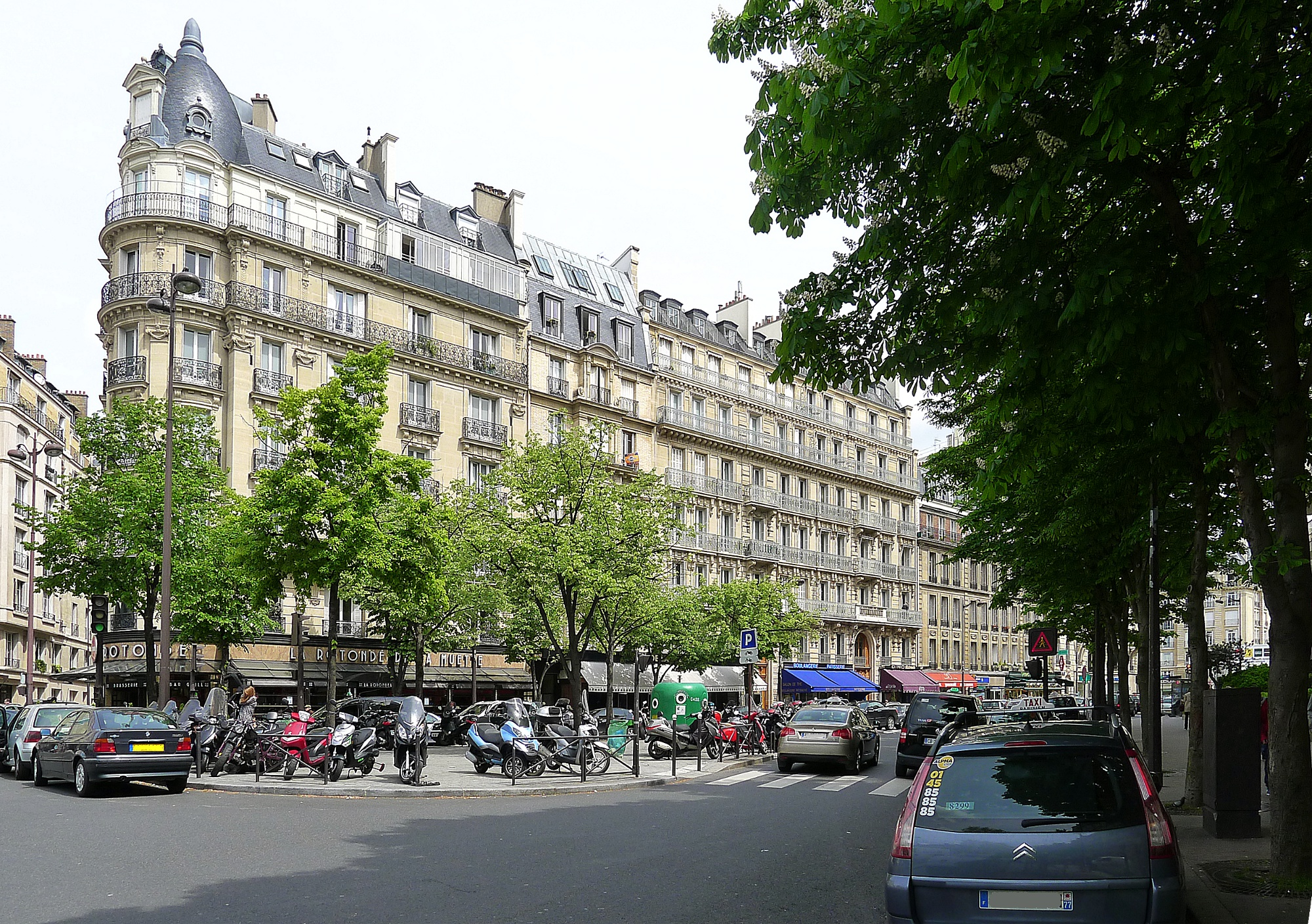
ラ・ミュエット通り (Chaussée de la Muette)
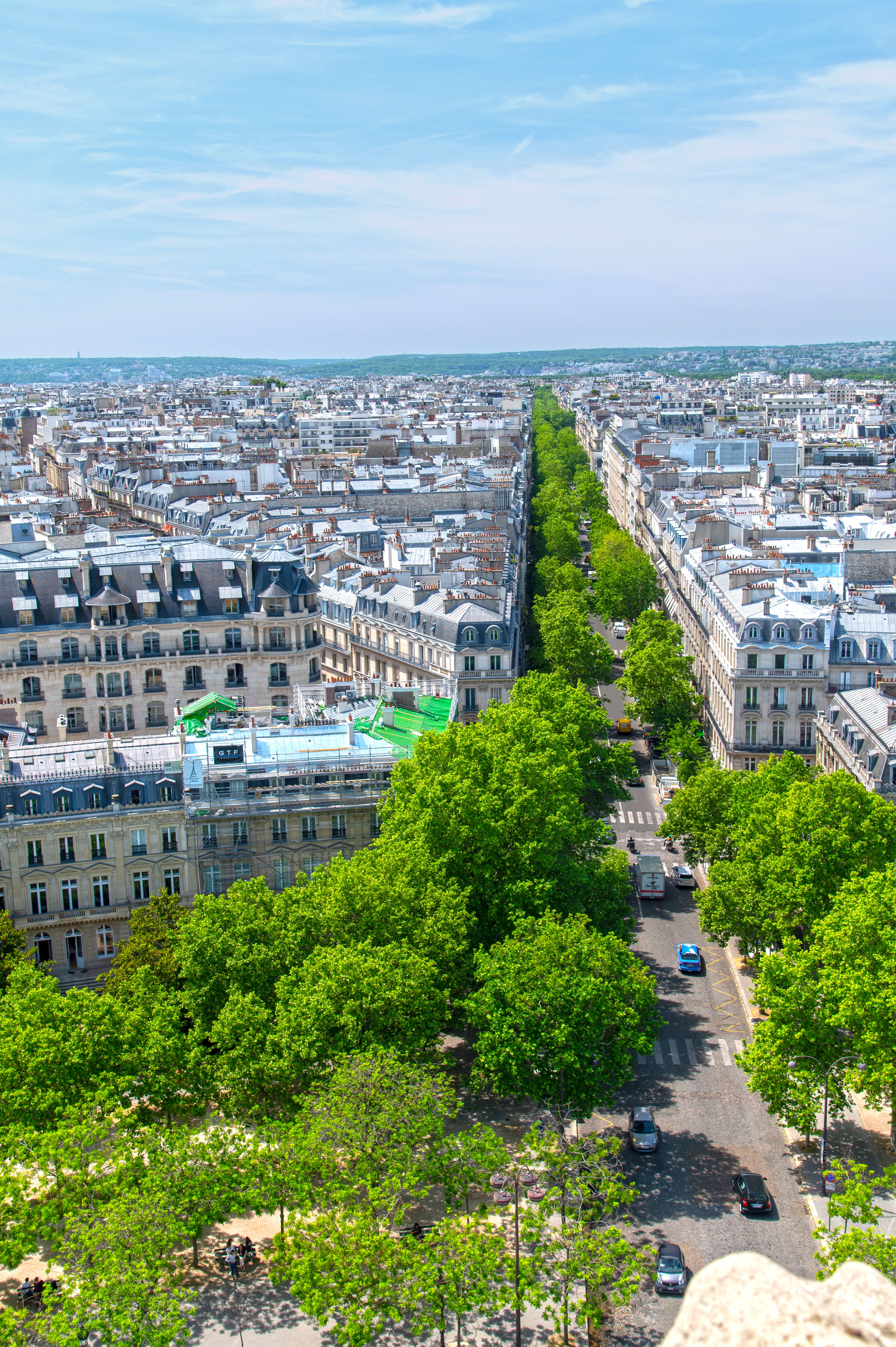
イエナ大通り (Avenue d'Iéna)
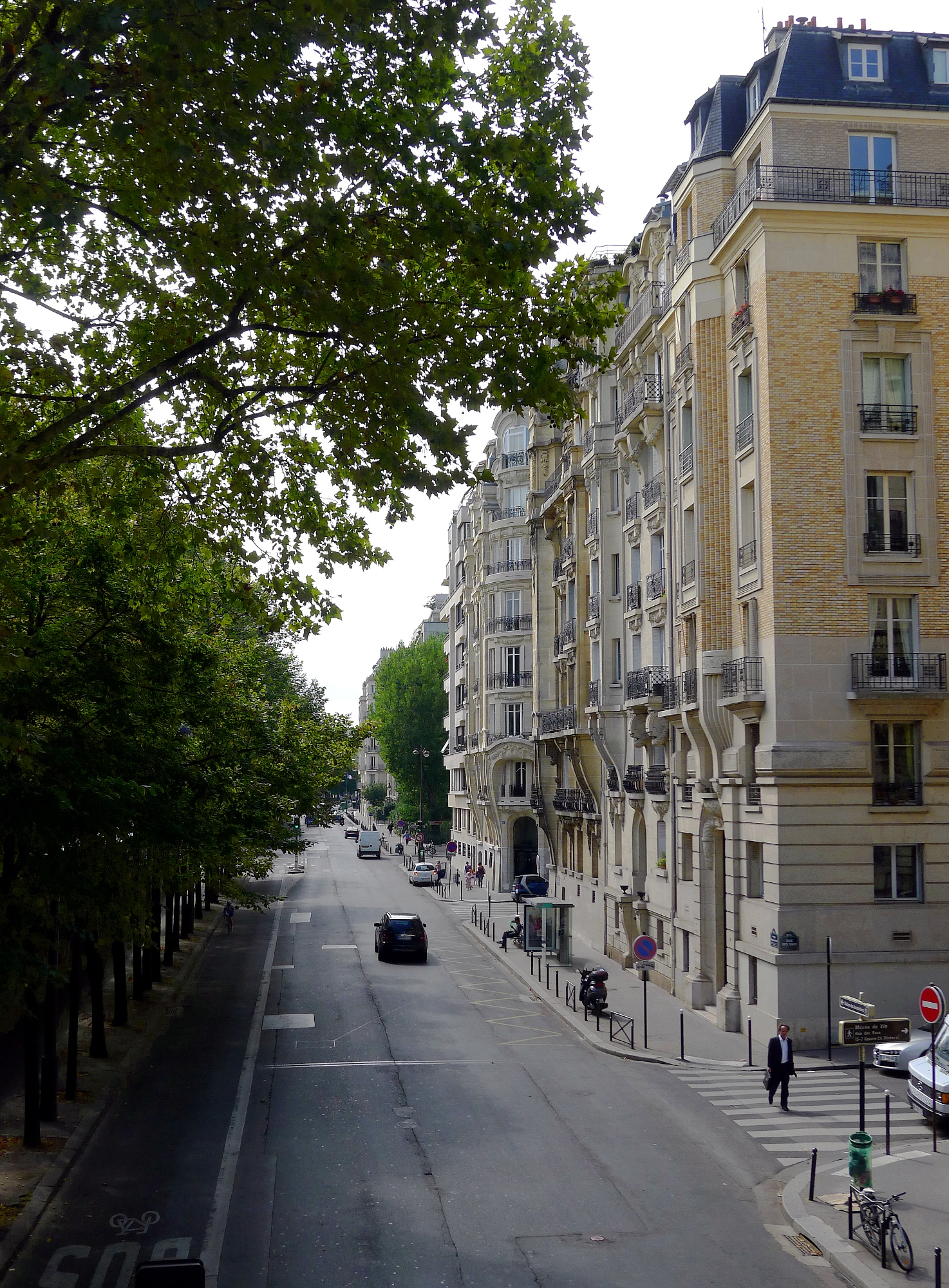
プレジダン＝ケネディ大通り (Avenue du Président-Kennedy)
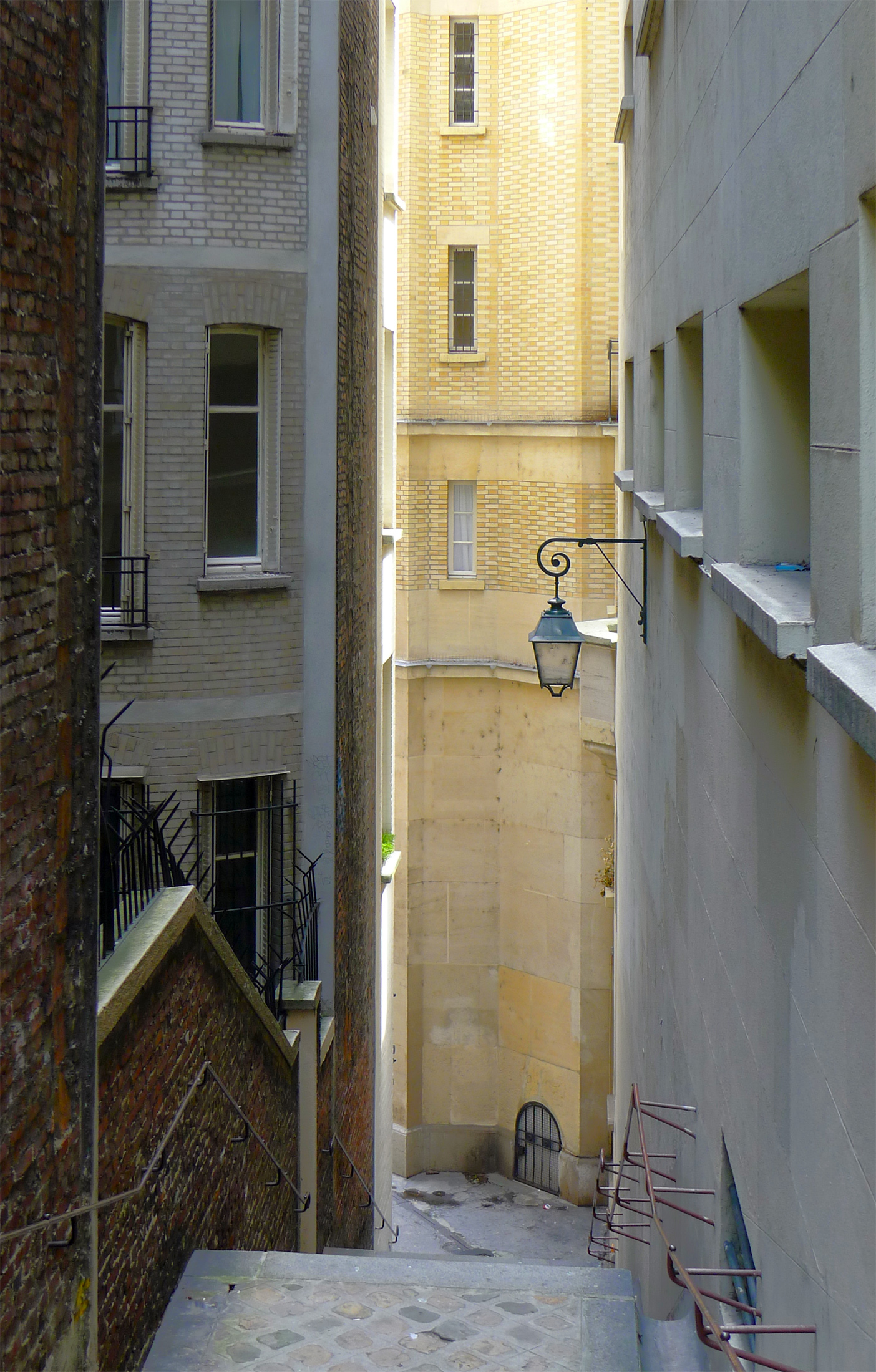
水通り (Rue des Eaux)。パッシー駅 (fr) 西側至近, ワイン博物館があるスクアール・シャルル＝ディケンス (Square Charles-Dickens) とパッシー河岸プレジダン＝ケネディ大通りとを結ぶ南北の短い路[9]。
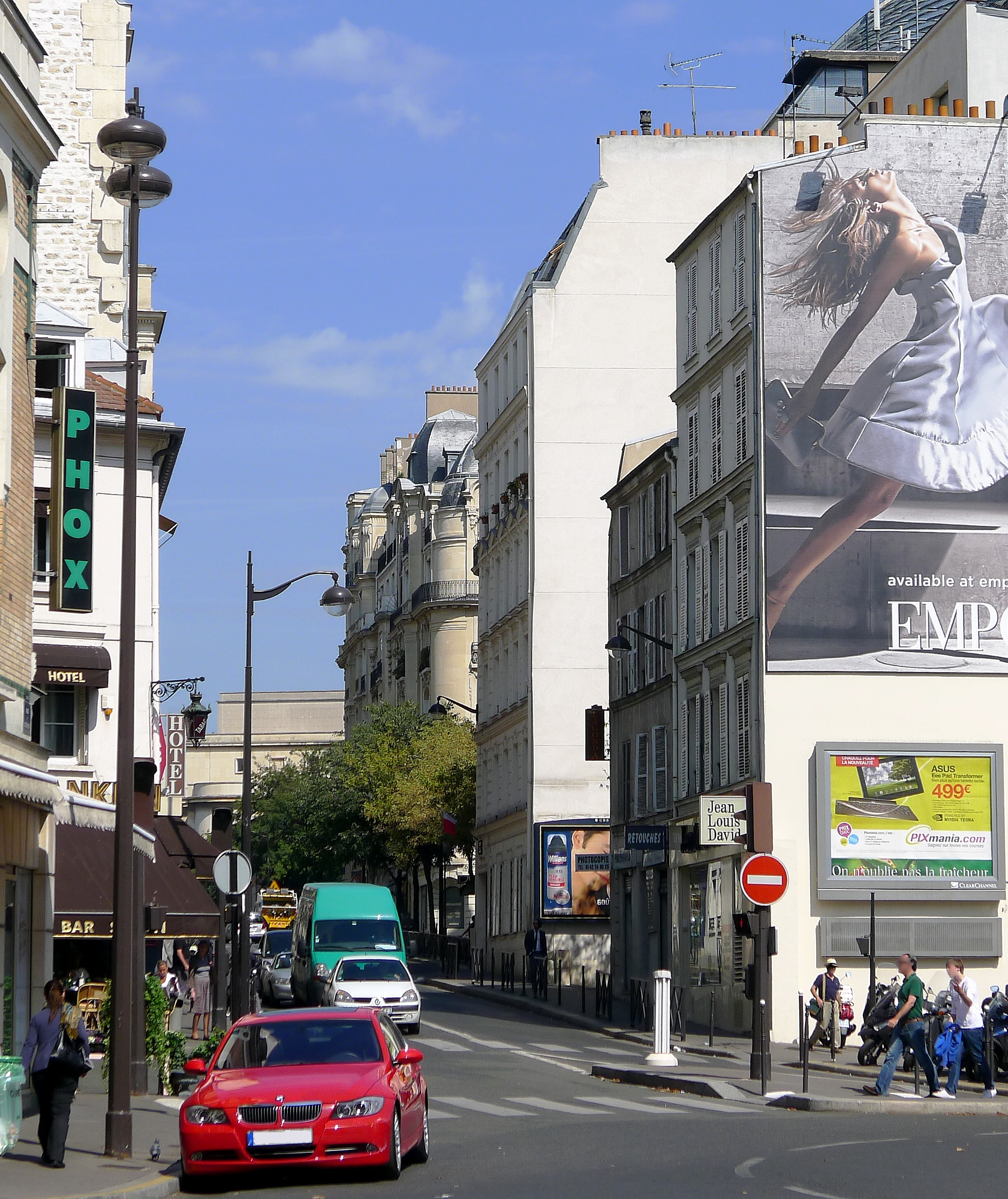
シャイヨ宮トロカデロとパッシー通りを結ぶバンジャマン＝フランクラン通り (Rue Benjamin-Franklin)
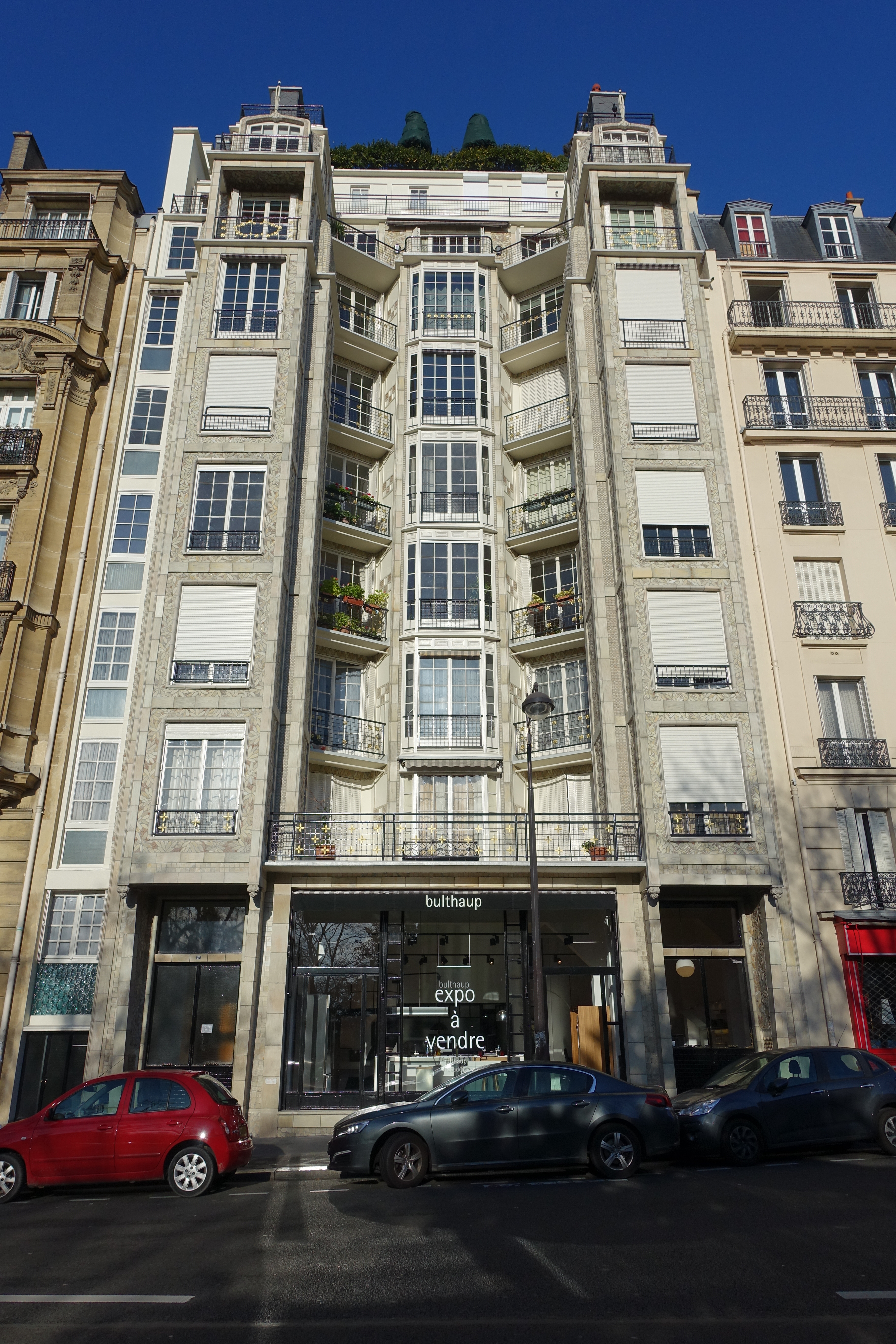
バンジャマン＝フランクラン通り25番地bisにある、鉄筋コンクリートによるアール・デコ調の先駆的建物,。1902-04年のオーギュスト・ペレ作, かつ自身も最上階居住。モダニズム建築#新技術による作品例も参照
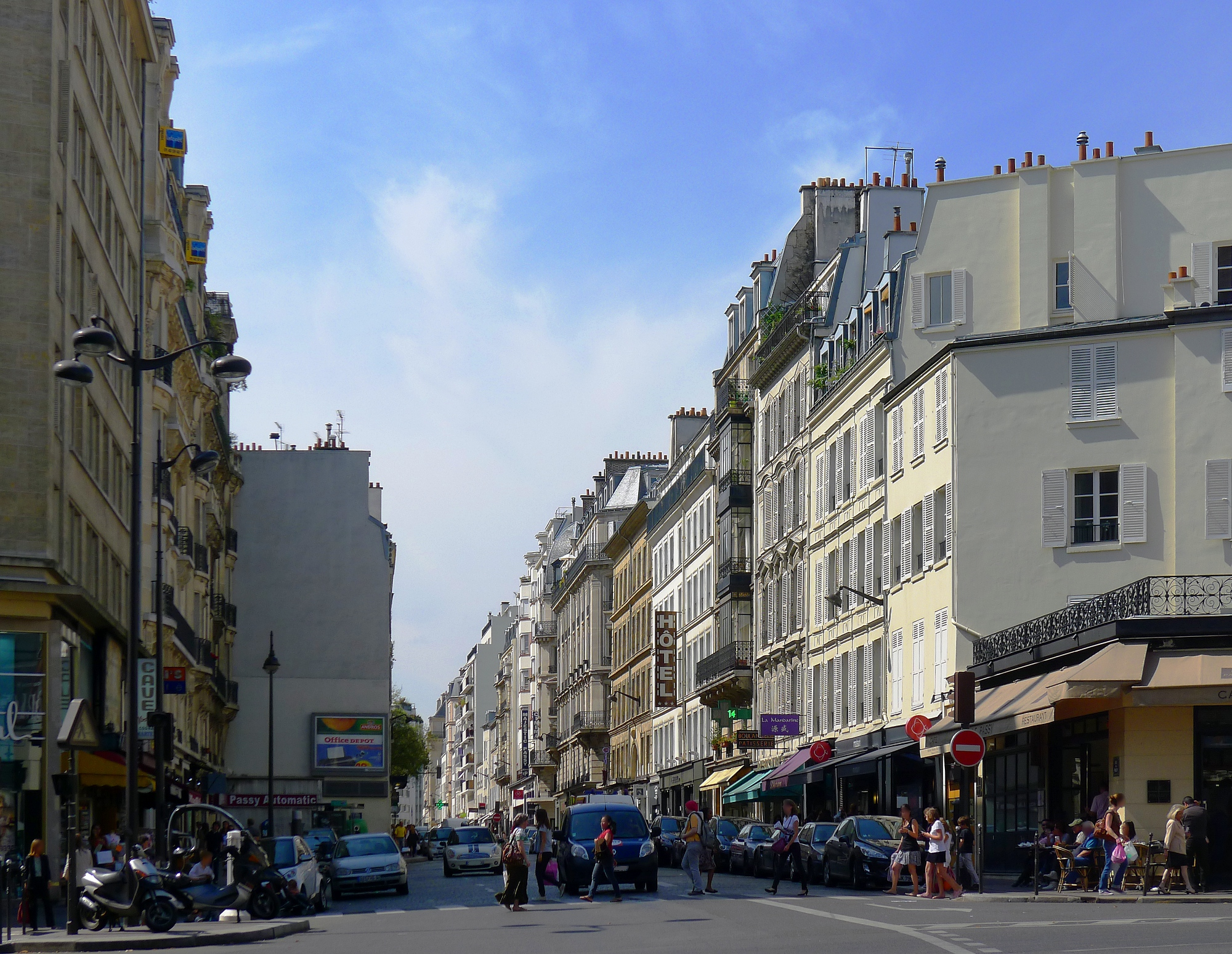
コスタリカ広場 (Place de Costa-Rica) から見るパッシー通り (Rue de Passy)
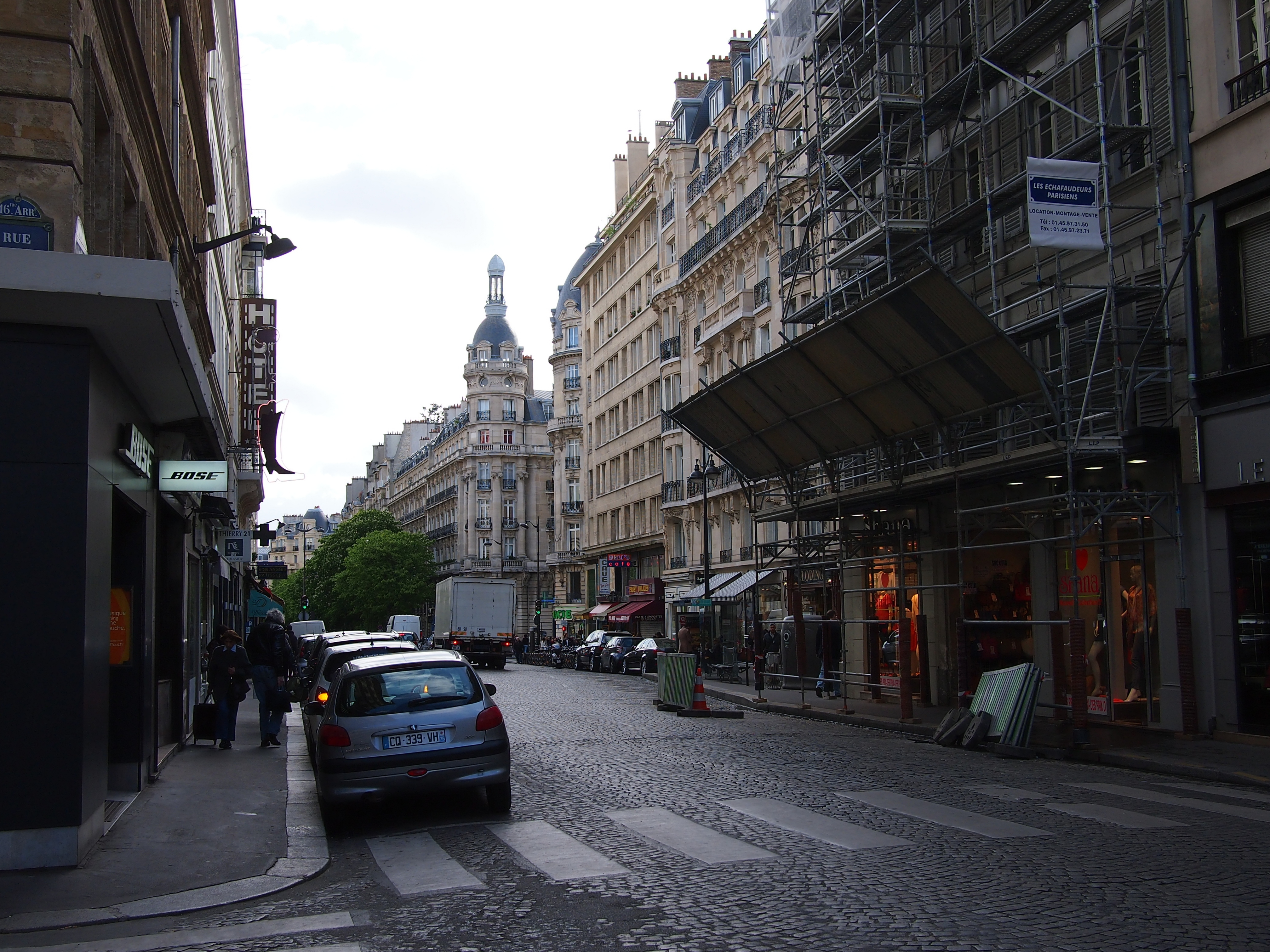
反対にパッシー通りから見るコスタリカ広場
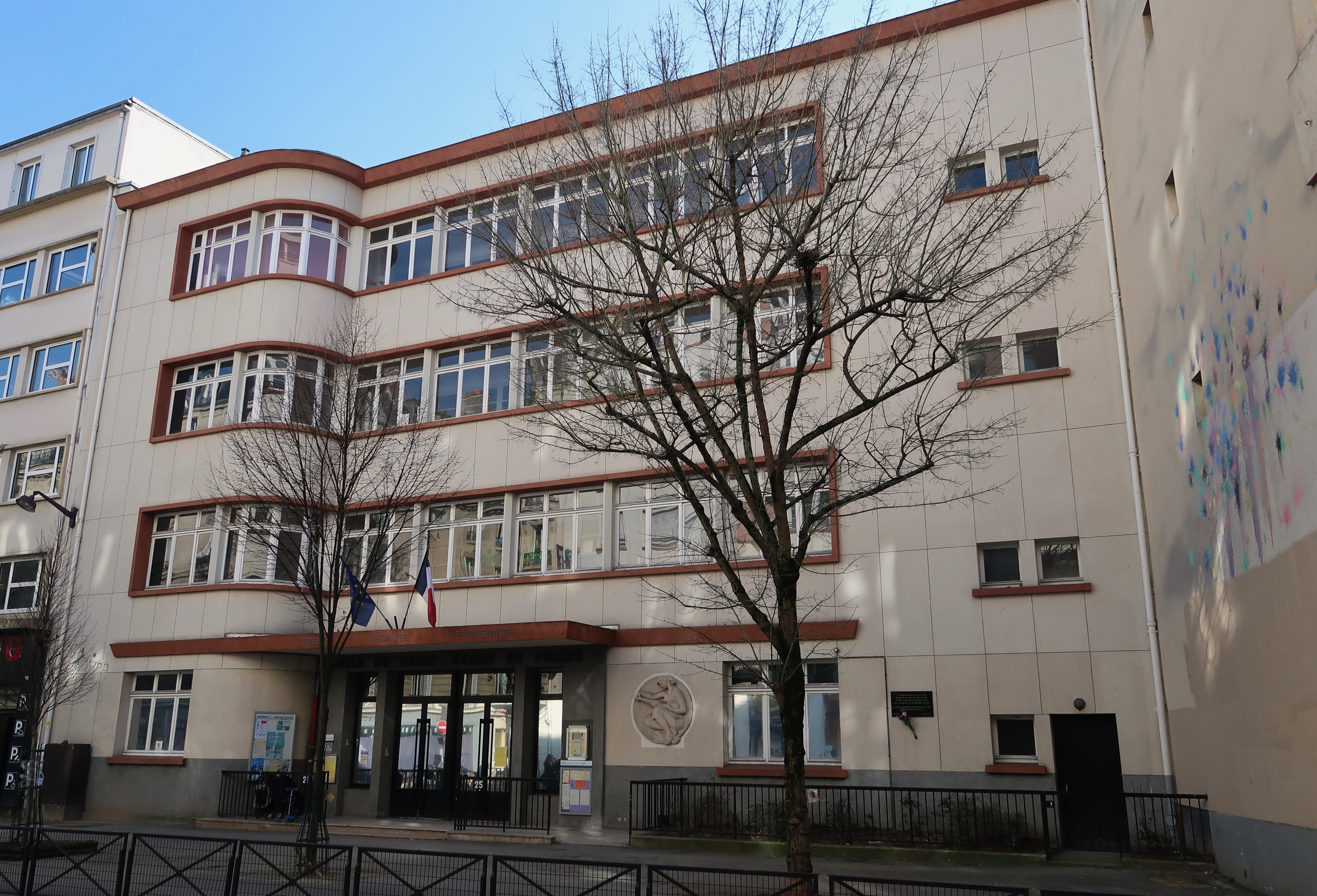
パッシー通り25番地, 旧公立パッシー通り小(École primaire rue de Passy. 現在はパッシー通り幼, École maternelle rue de Passy)。裏手に公立シェルノヴィズ幼・小(エコール・シェルノヴィズ, École Chernoviz)がある。パッシー通り向かいには16区界隈唯一の映画館マジェスティック・パッシーがある。
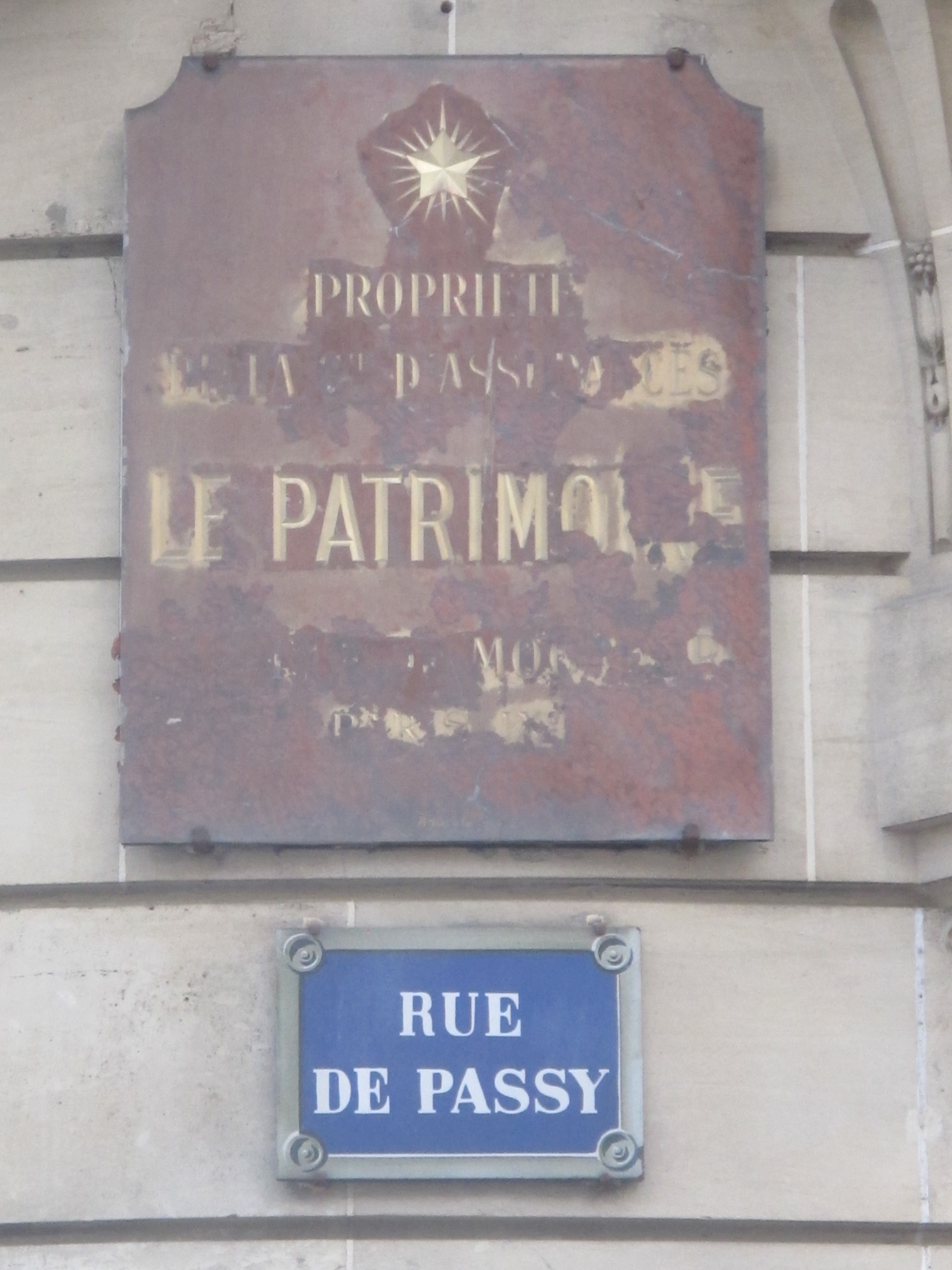
シェルノヴィズ通り (Rue Chernoviz) との角にあるパッシー通りと保険会社の古いプラーク (Ancienne plaque d'assurance donnant sur la rue de Passy - immeuble du 15 rue Chernoviz, Paris, 16e.)
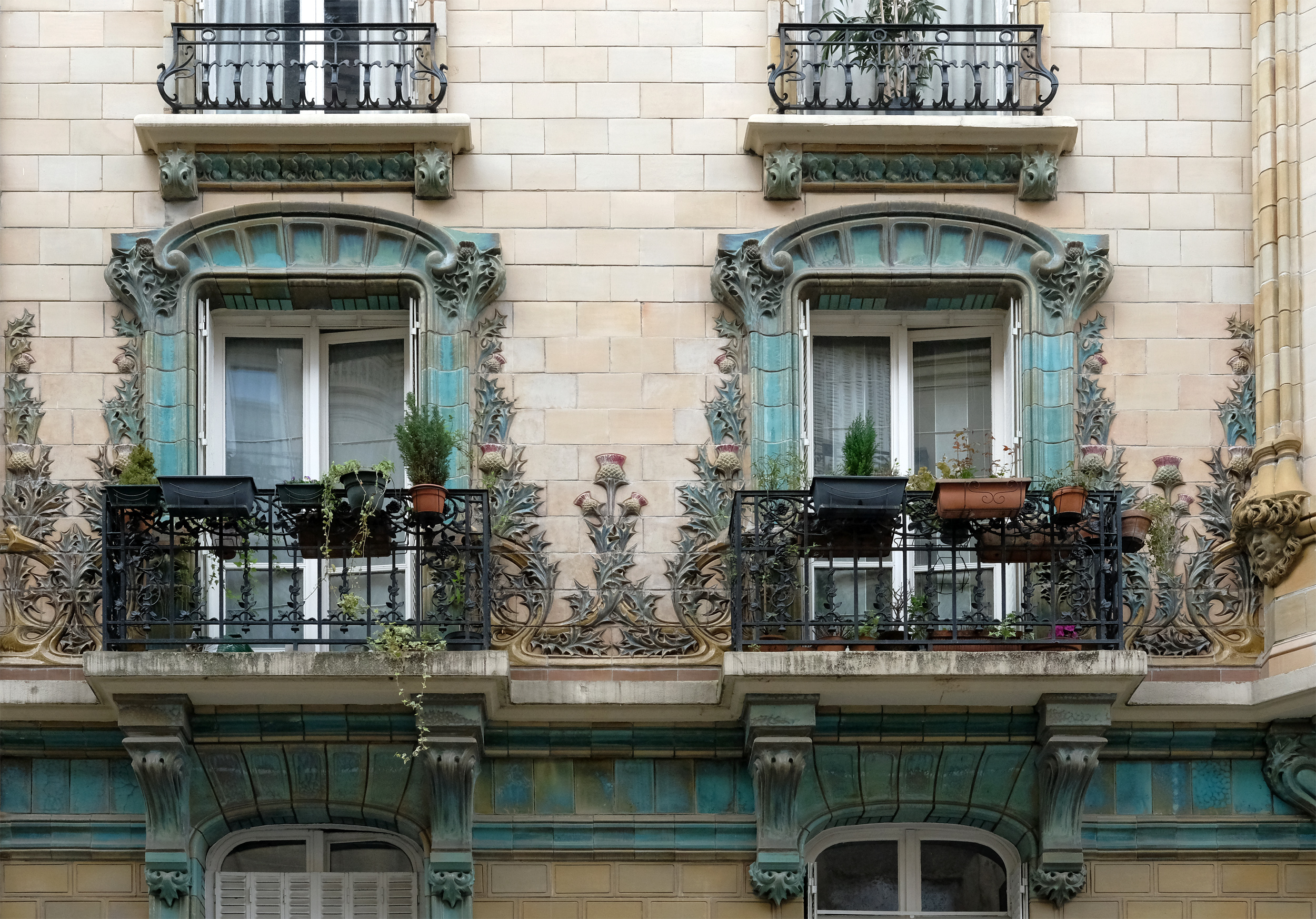
パッシー通り周辺界隈、1903年築アール・ヌーヴォー建築 (ネオ・ゴシック建築) の居住建物シャルドン館 (Immeuble Les Chardons)
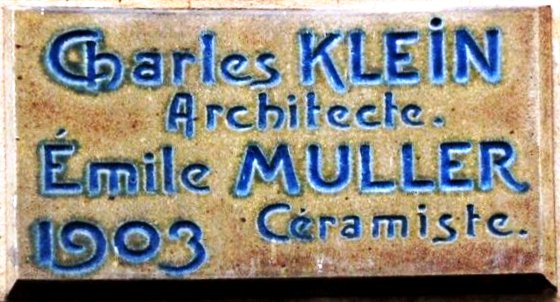
同シャルドン館のプラーク
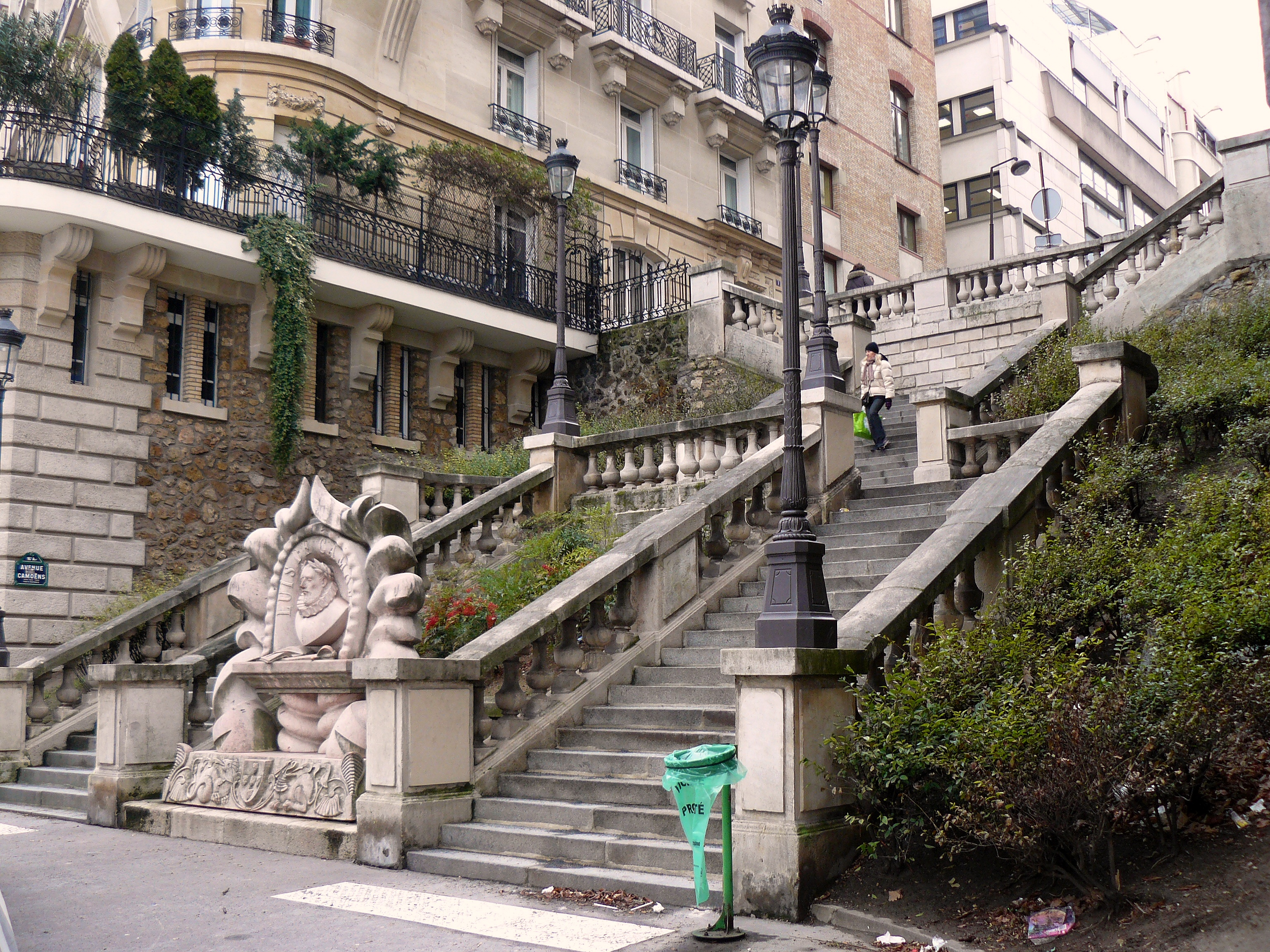
カモアン大通り (Avenue de Camoëns)
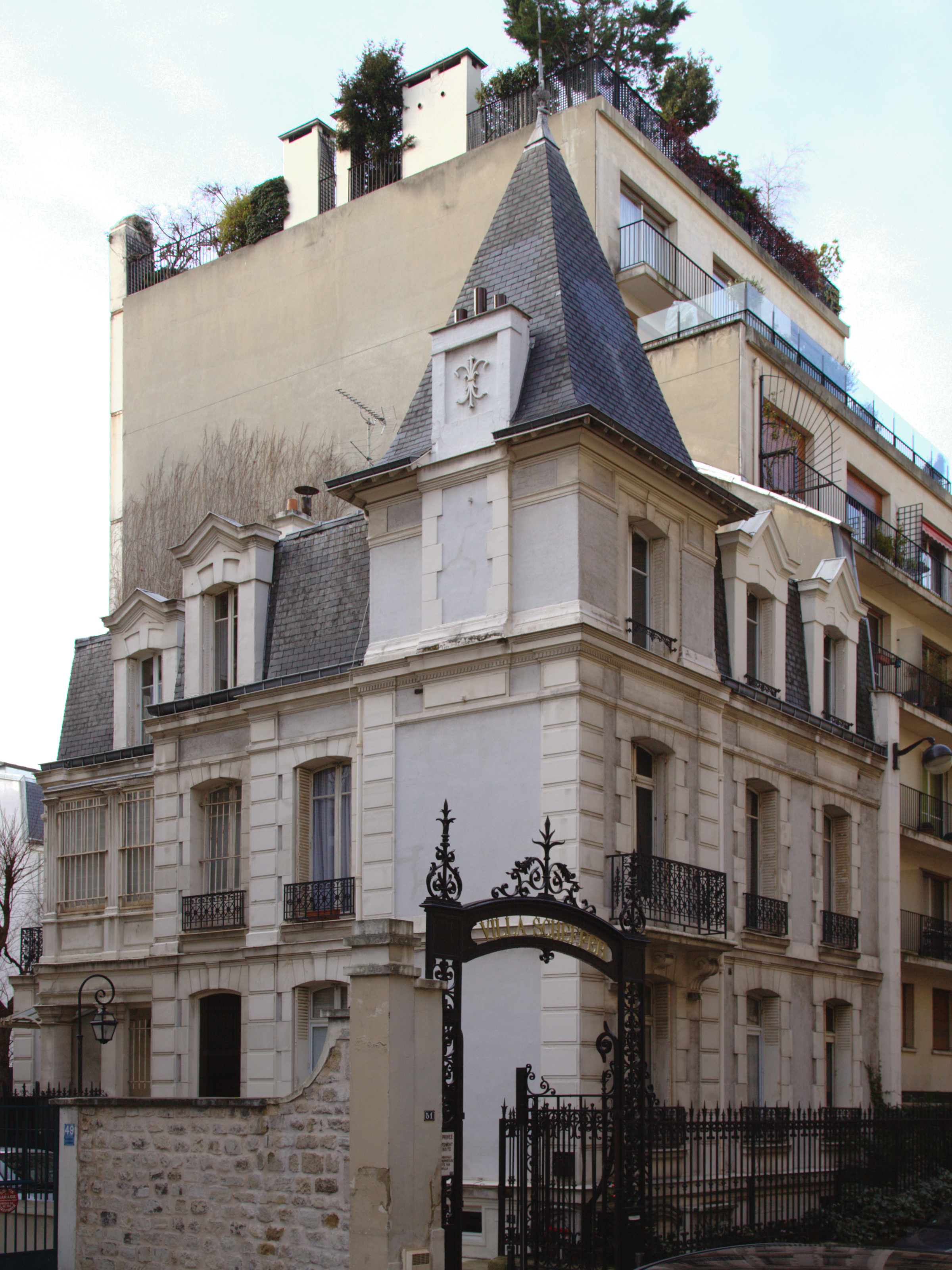
トロカデロ界隈シェフェール通りにあるヴィラ・シェフェール (L'entrée de la villa Scheffer depuis la rue Scheffer.)
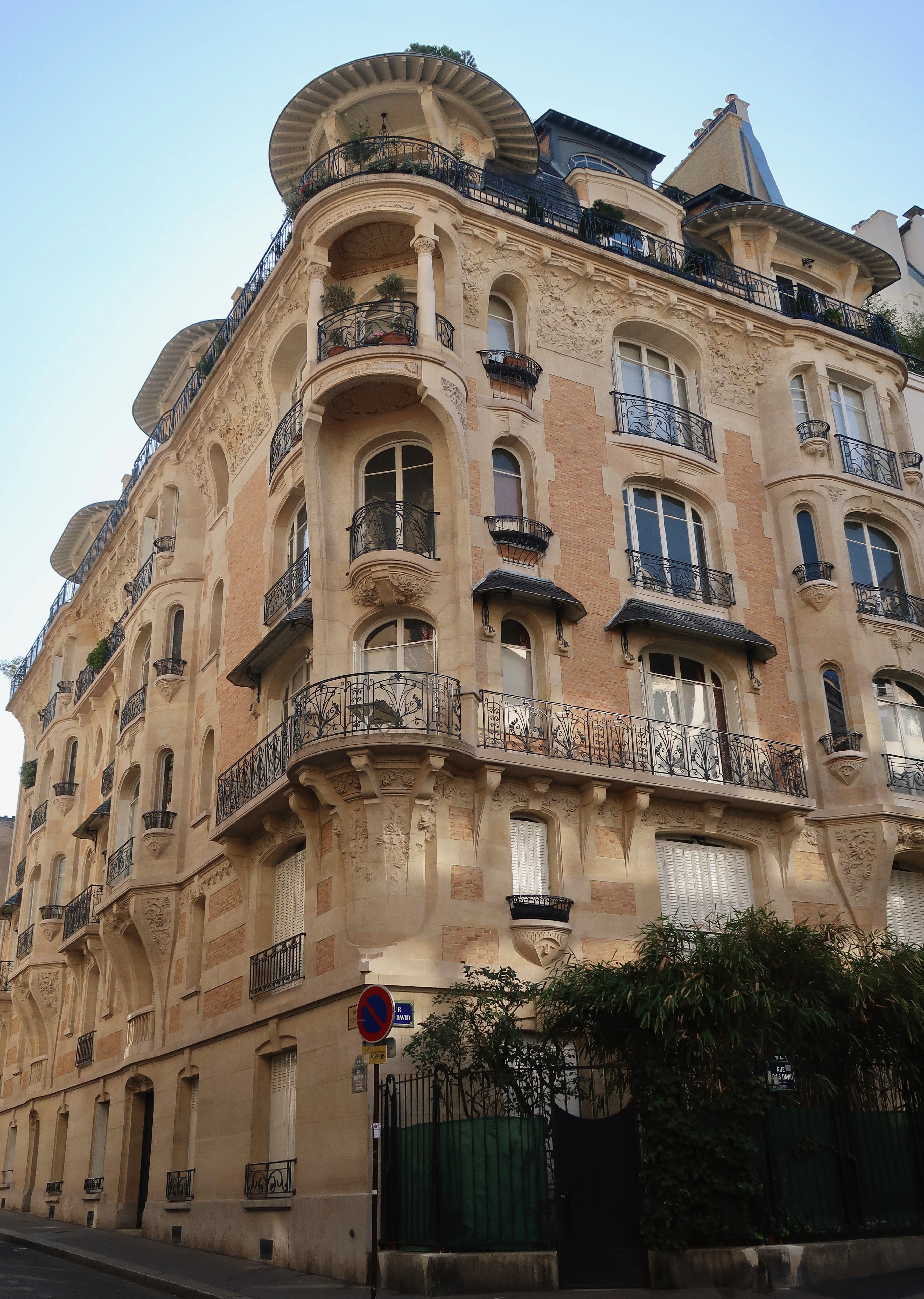
シェフェール通り39番地のアール・ヌーヴォー建築 (ネオ・ゴシック建築) の居住建物
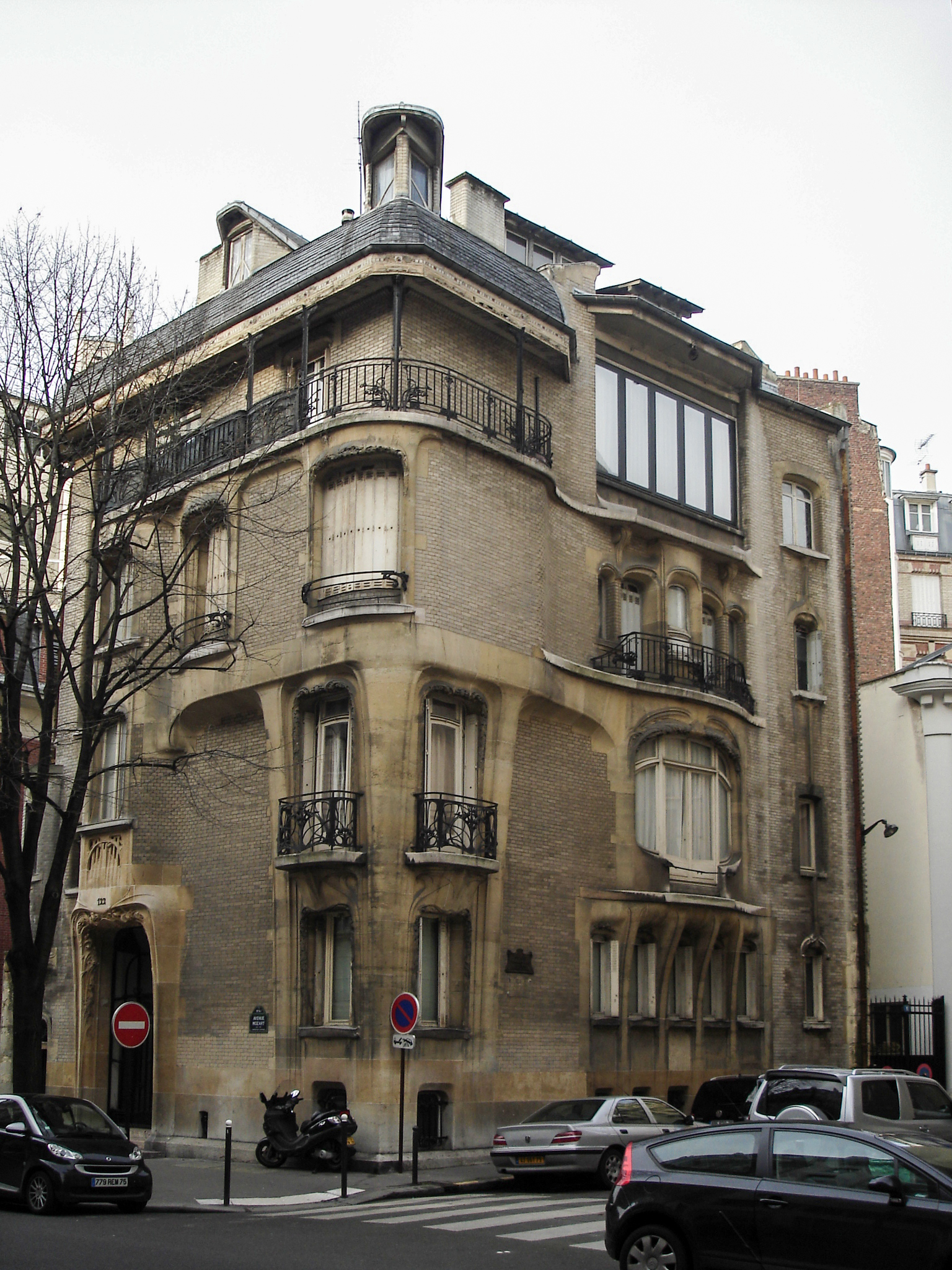
ギマール館 (Hôtel Guimard), 122 avenue Mozart
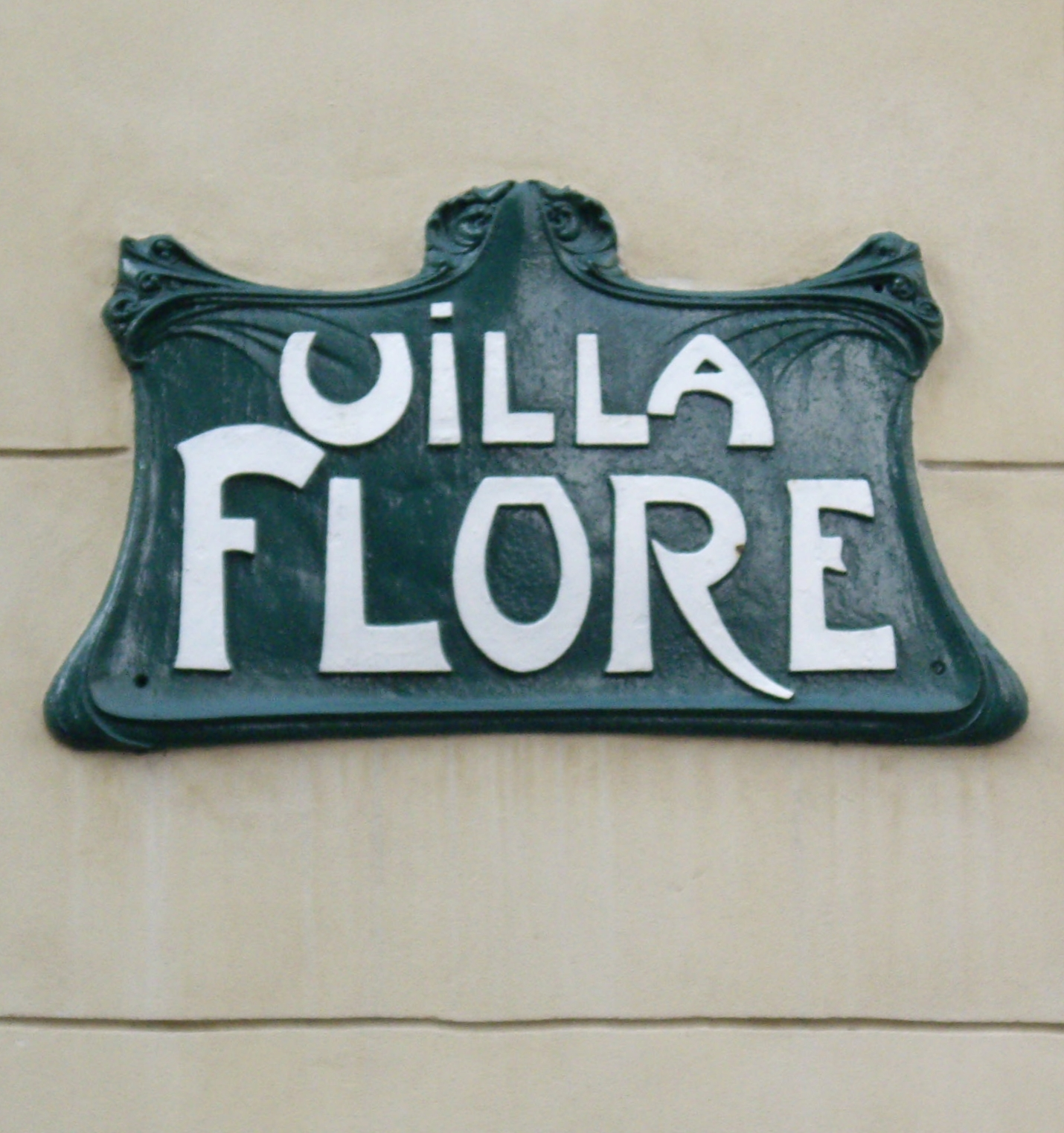
ギマール作のプラーク ヴィラ・フロール (Villa Flore)
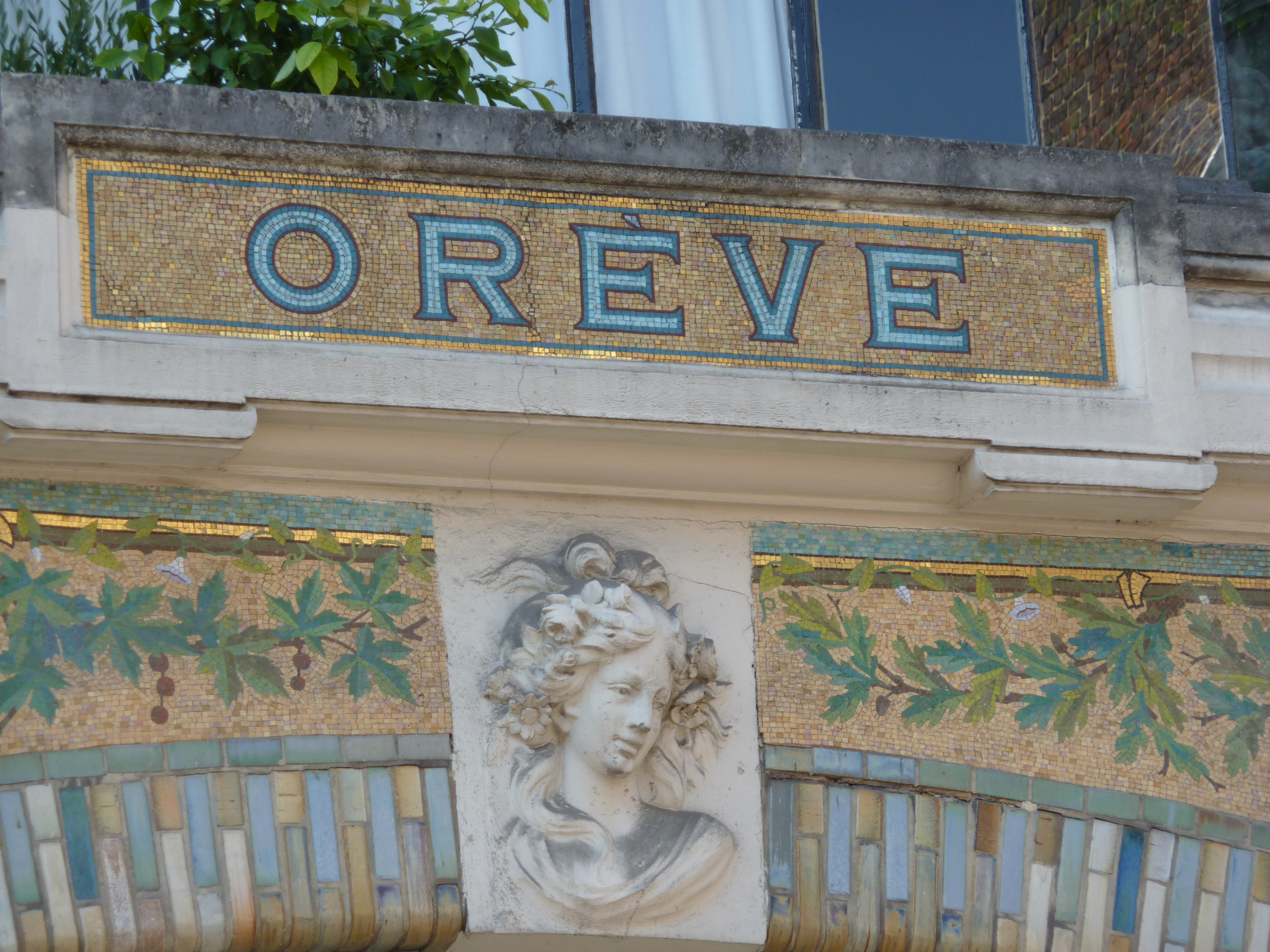
ファサードが歴史的記念物に指定, 1911年築, 旧居住建物フルーリスト・オレーヴ (Fleuriste Orève, 25 rue de la Pompe, Paris)
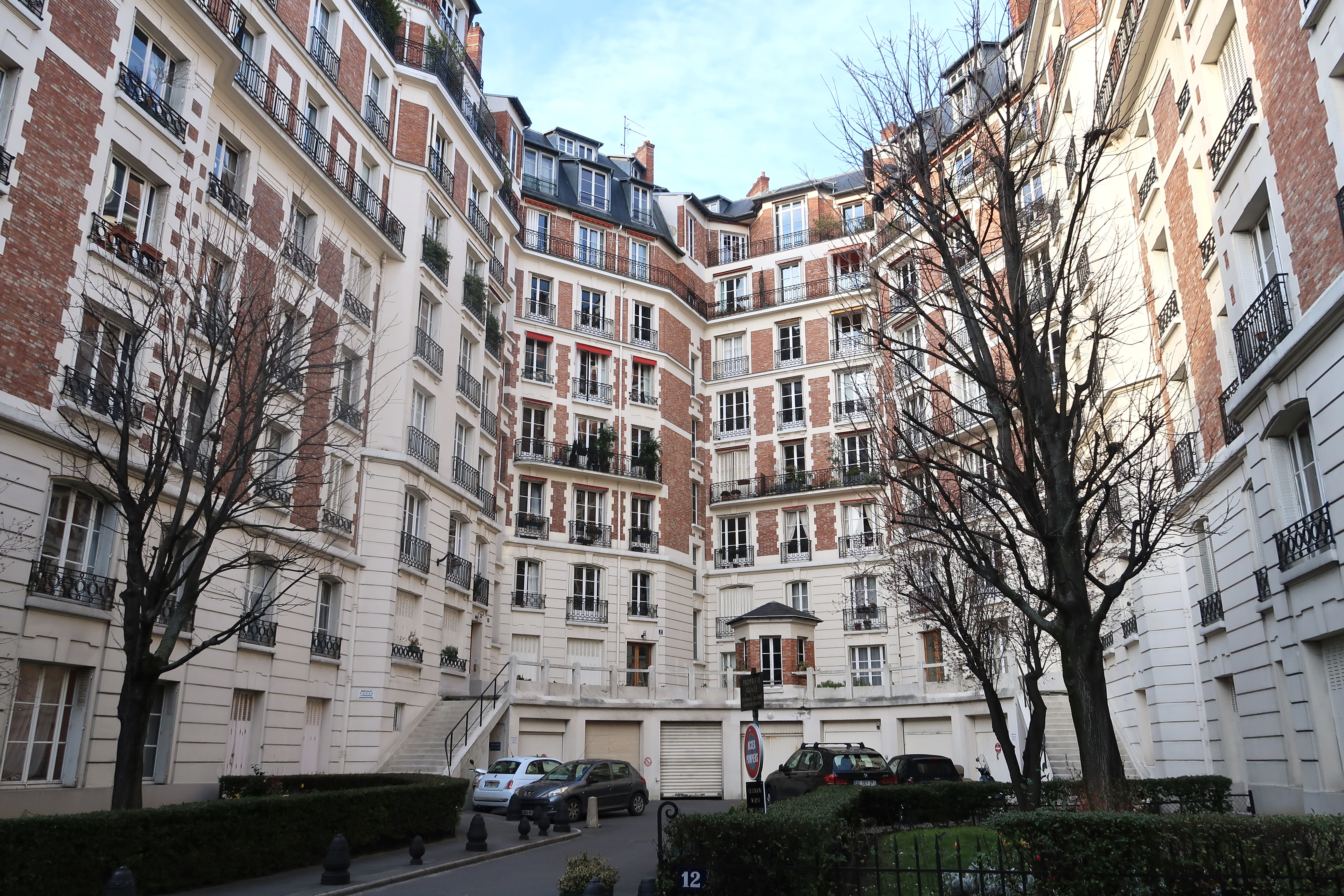
ラ・ミュエット地区マロニエ通りから引っ込んだ場所にある2つのレジデンスの一方 (Une des deux résidences en alcôve de la rue des Marronniers, Paris, 16e.)
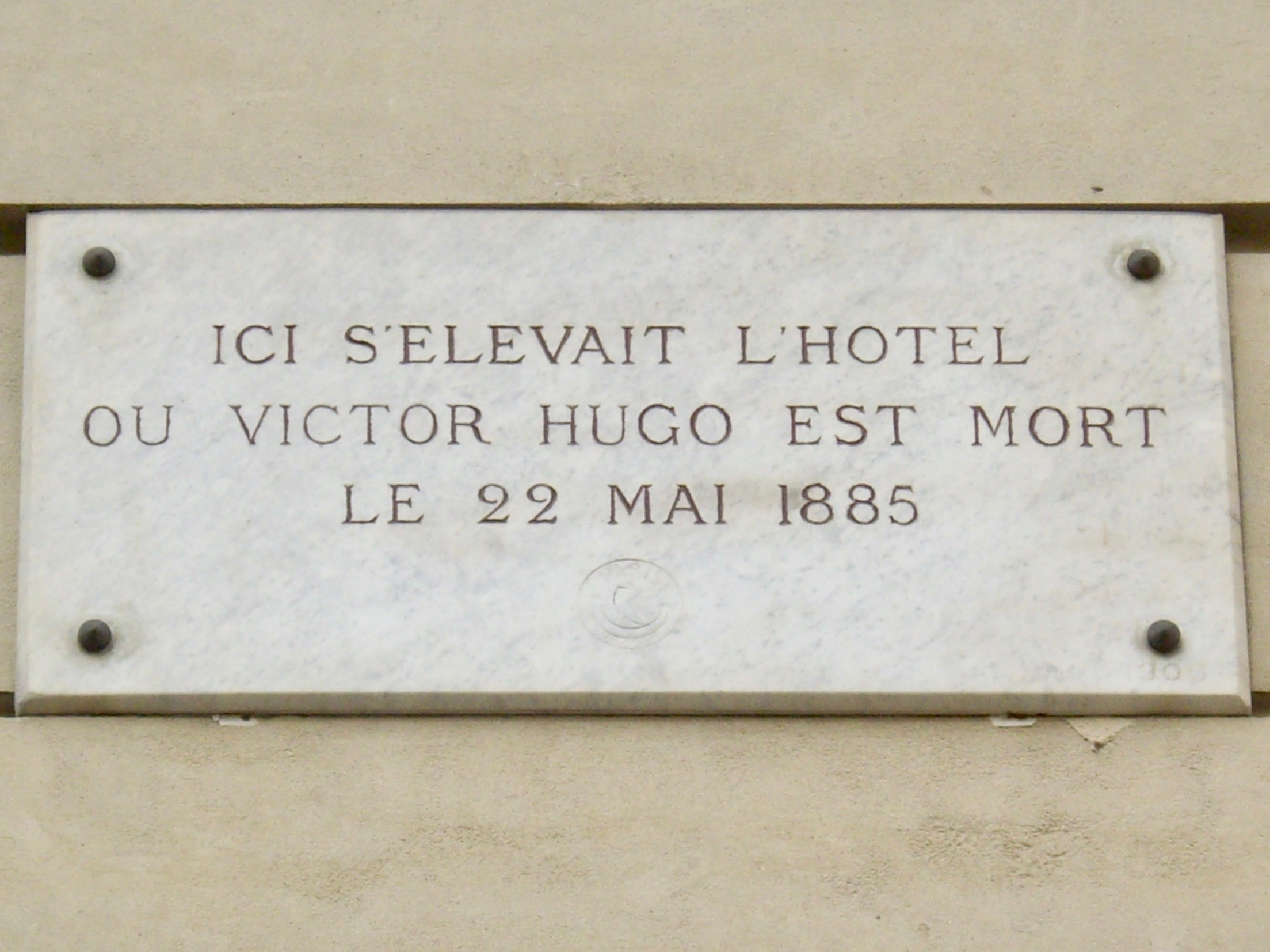
ヴィクトル・ユーゴーが居住し亡くなった地 (Plaque au n°124 avenue Victor-Hugo, Paris)
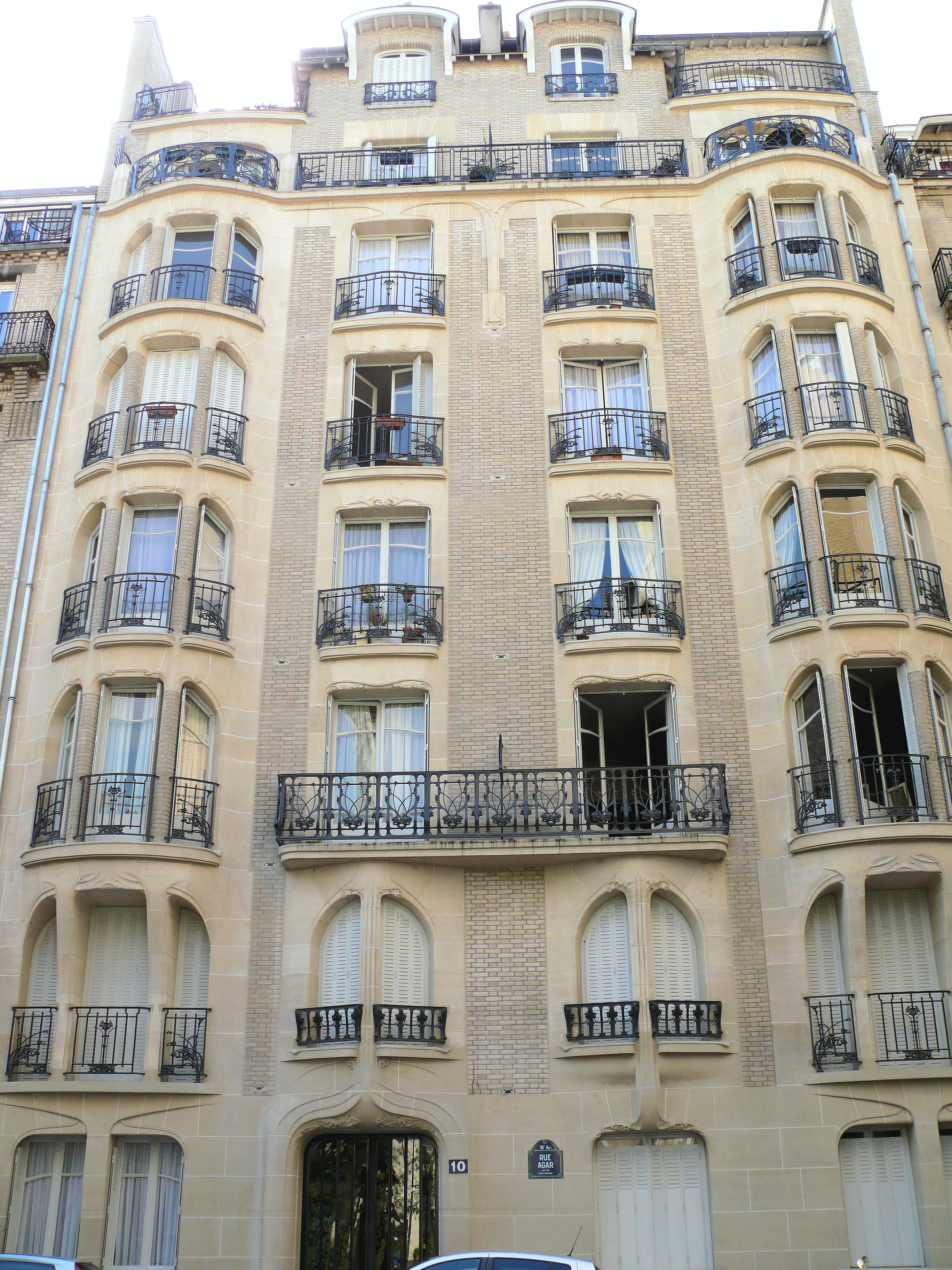
オートゥイユ地区アガー通り10番地のイムーブル (居住建物, Immeubles Agar - 10 rue Agar)
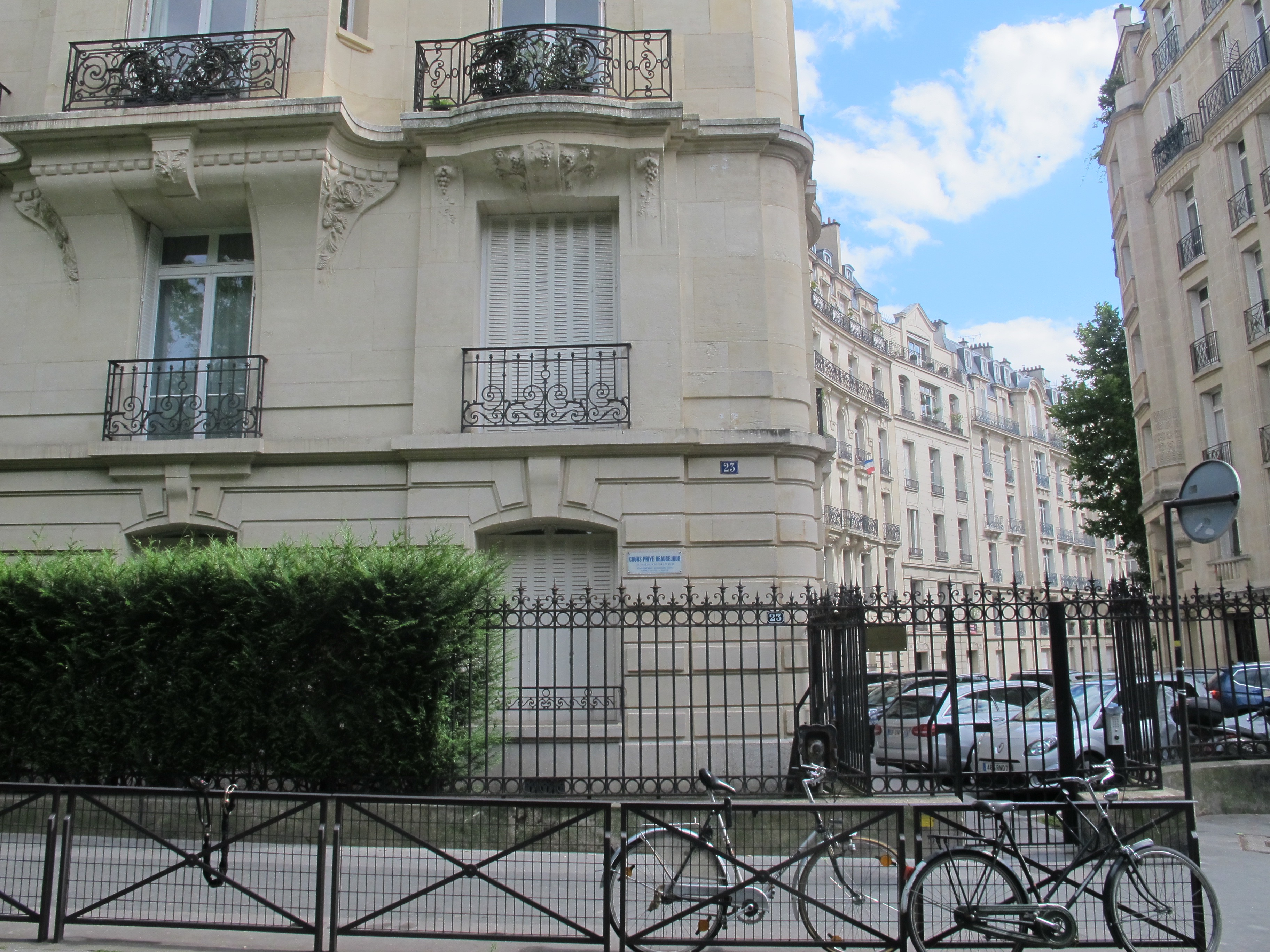
ボーセジュール大通り (Boulevard de Beauséjour) 23番地界隈
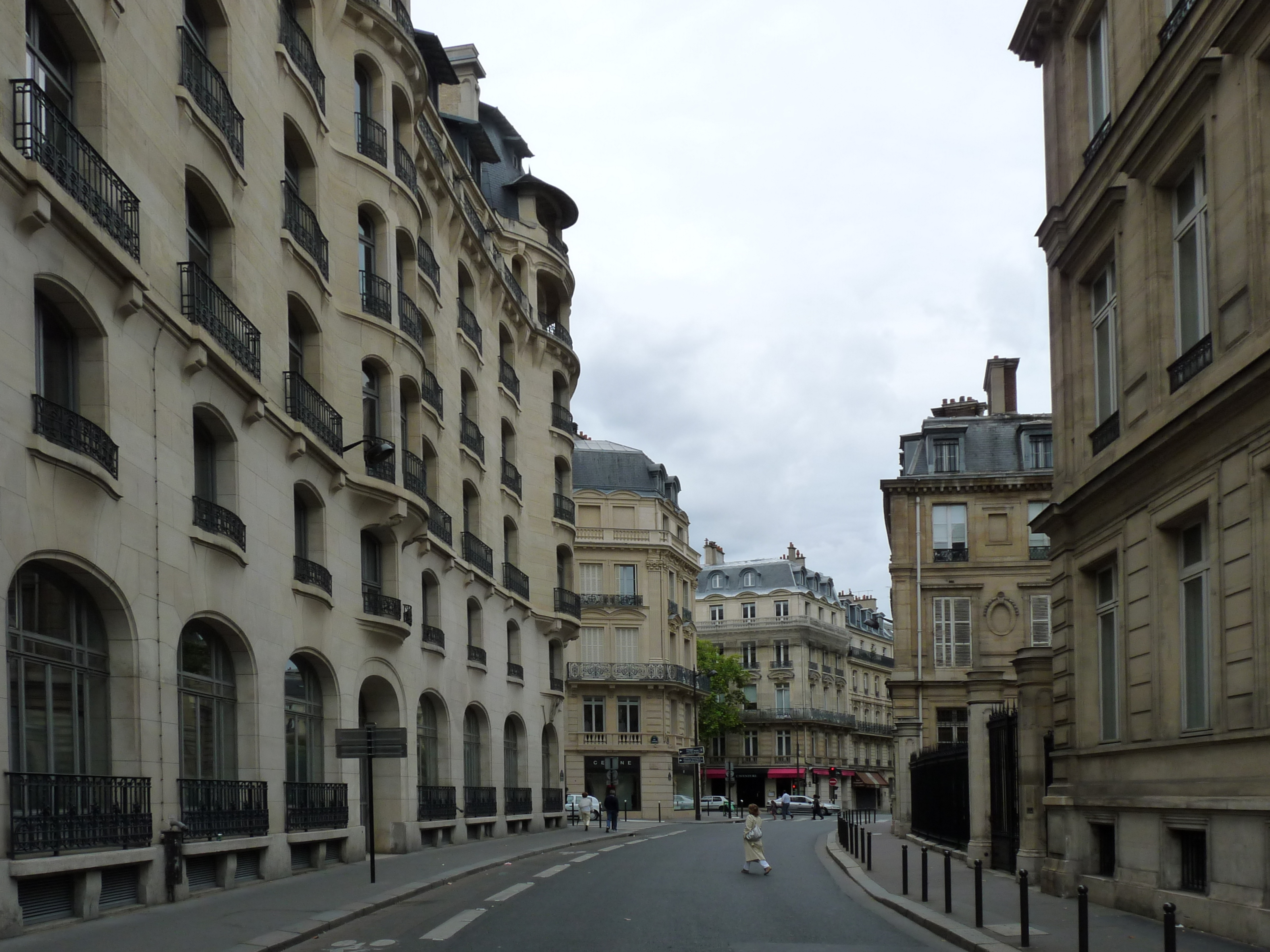
エトワール凱旋門至近のプレスブール通り (Rue de presbourg)
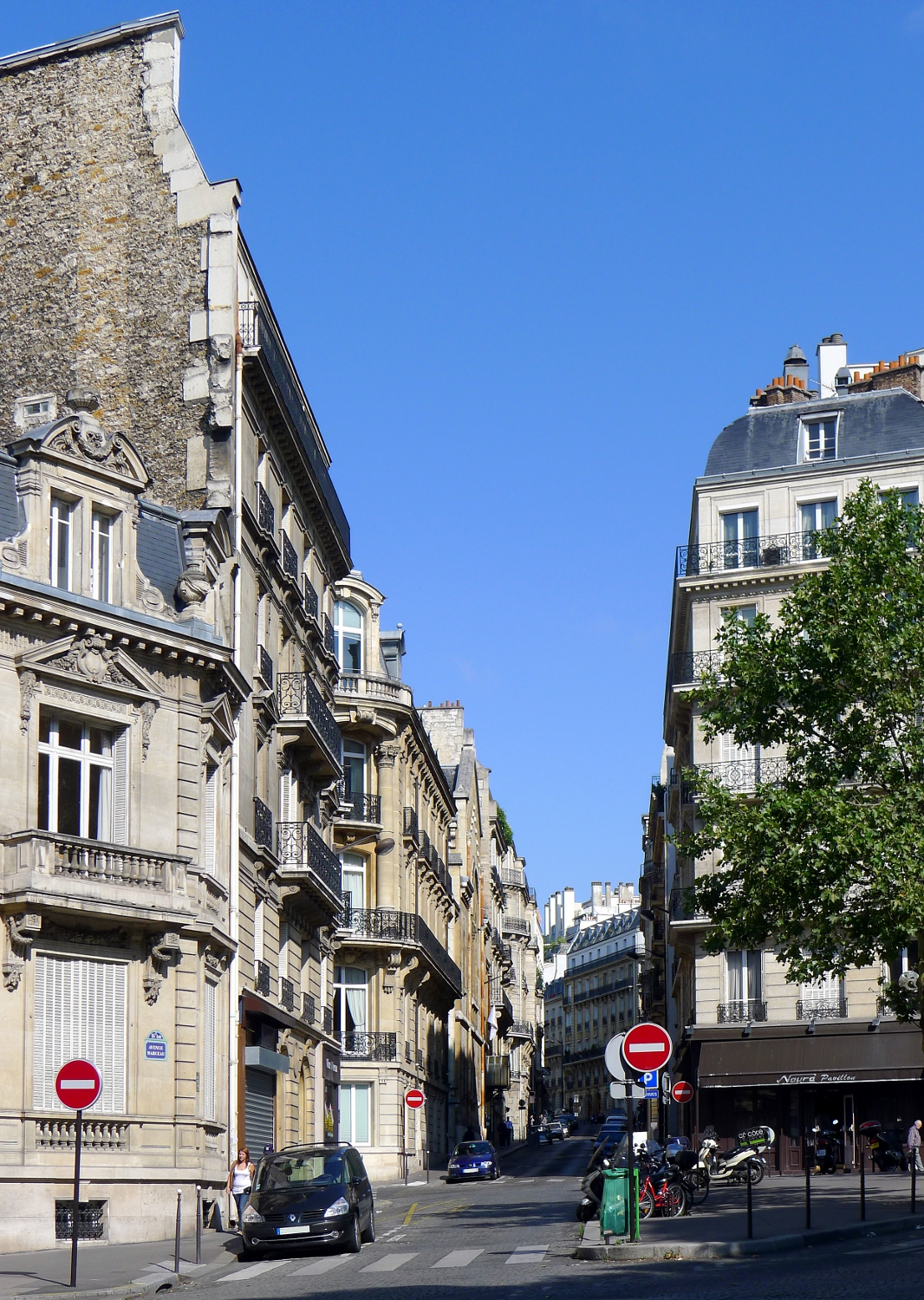
ジョルジュ＝ビゼー通り (Rue Georges-Bizet)
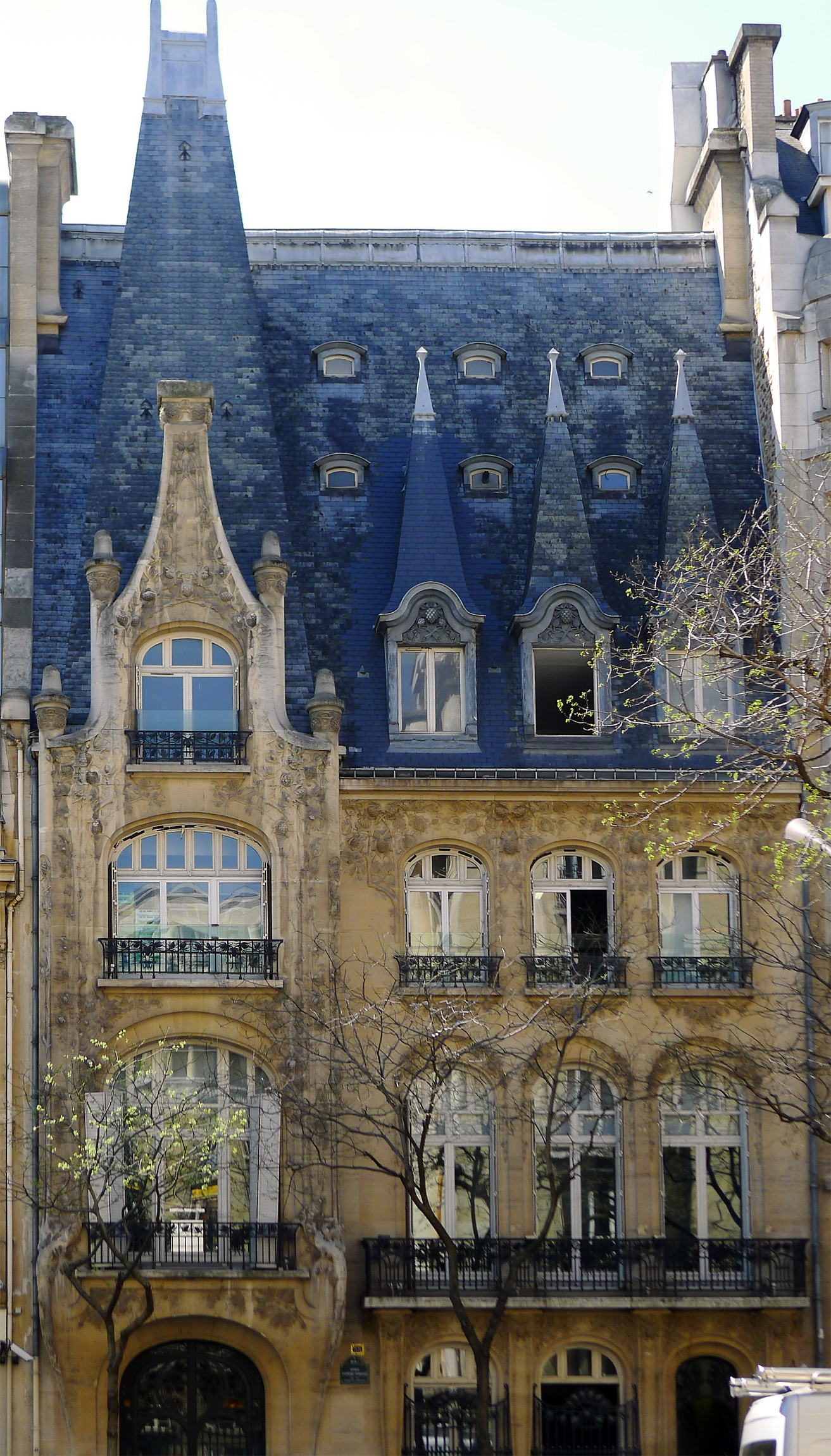
1910-11年に作られ歴史的記念物のアール・ヌーヴォー (ネオ・ゴシック建築) 建築ポイヤック館 (Hôtel Pauilhac)。レイモン・ポアンカレ大通り (Avenue Raymond-Poincaré) 59番地
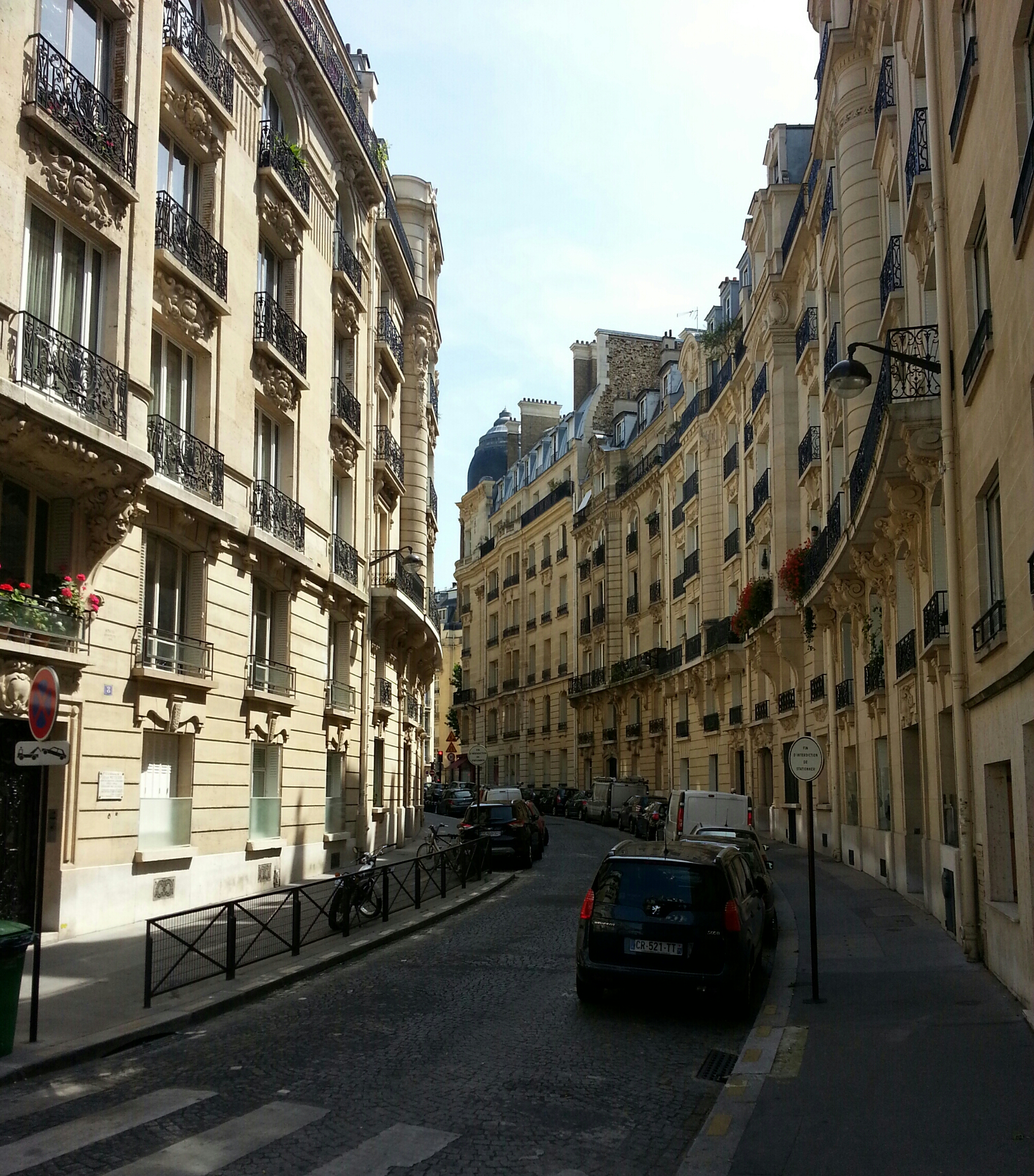
ポルト＝ドーフィヌ地区バンジャマン＝ゴダール通り (Rue Benjamin-Godard)
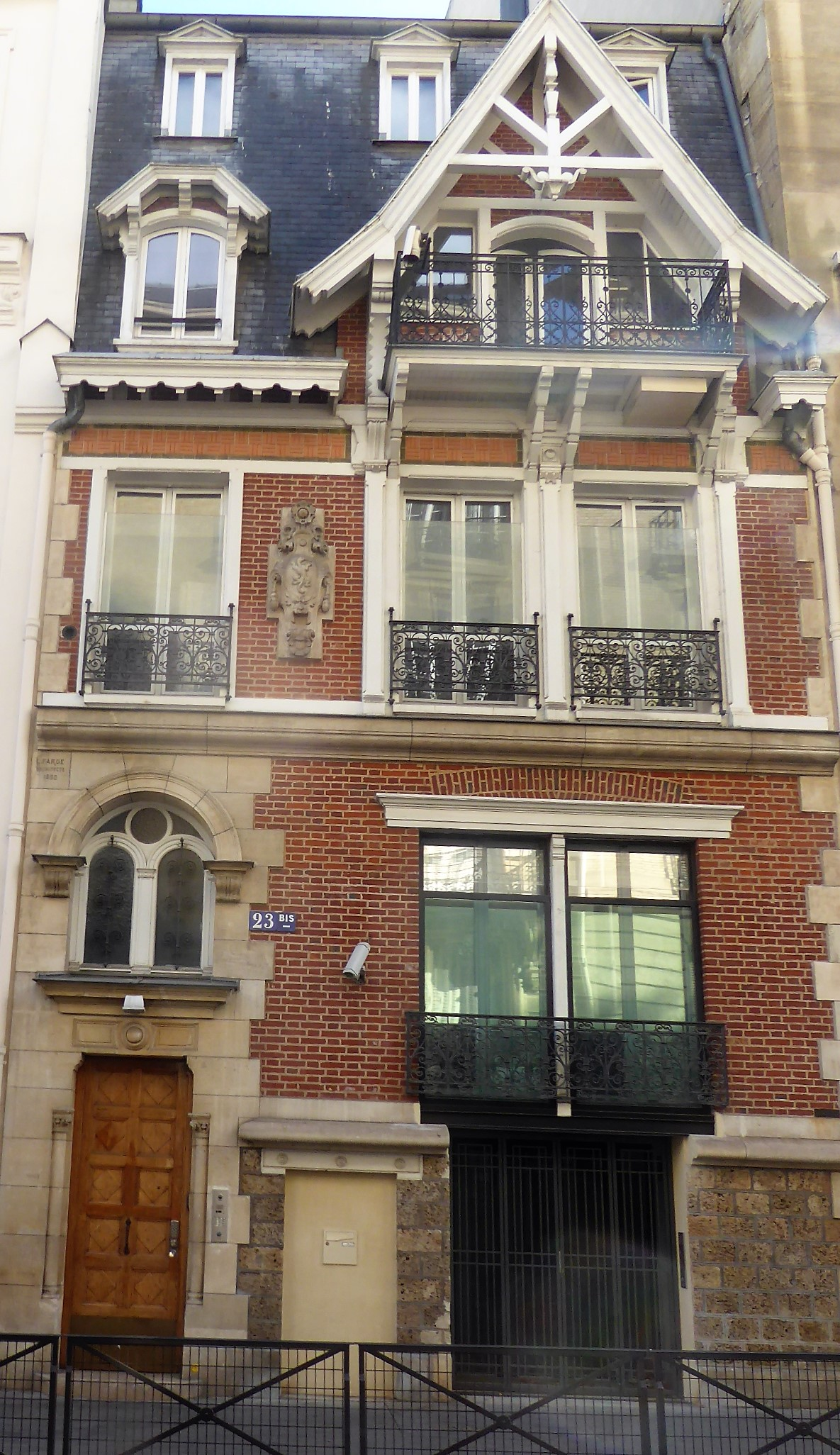
デュフレノワ通り (Rue Dufrenoy) 23番地bis にある建物

- アミラル＝ブリュイ大通り（Boulevard de l'Amiral-Bruix）
- アンリ＝マルタン大通り（Avenue Henri-Martin）
  - シャイヨー宮前トロカデロ広場より走るジョルジュ＝マンデル大通りから接続する、ラ・ミュエット地区とポルト＝ドーフィーヌ地区との境界を走る通り。元はジョルジュ＝マンデルやプレジダン＝ウィルソンとひと続きの道路 "皇帝(陛下)大通り" (Avenue de l’Empereur) として、第二帝政期パリ改造で整備された。ナポレオン3世追放後、トロカデロ大通り (Avenue du Trocadéro) と改称、1885年アンリ＝マルタン（歴史家, 上院議員やパリ16区長歴任, fr）と再改称した。そのうち第一次世界大戦後の1918年、現在のプレジダン＝ウィルソンがアンリ＝マルタンから分かれ、さらに1941年、アンリ＝マルタンはジャン＝シアップ (高級官僚, パリ市長やパリ警視総監歴任, fr) と改められた。第二次世界大戦後の1945年、アンリ＝マルタンに戻り、また現在のジョルジュ＝マンデルとに分割された。
- イエナ大通り（Avenue d'Iéna）
  - シャイヨ宮南側(東側)にあるイエナ橋経由トロカデロ庭園内を走るナシオン・ユニ(国際連合)大通りと、東側(北側)イエナ広場とを結ぶ。同西側(南側)コスタリカ広場とを結ぶのは下記ドレセール大通り。16区内のグランダルメ、フォッシュ、ユーゴー、ポアンカレ、クレベール、マルソー大通りと共にシャルル・ド・ゴール広場（エトワール凱旋門）まで続く通り。名称はナポレオンの「イエナの戦い」から。
- プレジダン＝ウィルソン大通り（Avenue du Président-Wilson）
  - シャイヨ宮前トロカデロ広場から、同宮東側(北側)のイエナ広場 (Place d'Iéna) に接続し、区内東側8区アルマ広場まで続く1キロ無い通り。上記のように元は皇帝大通りの一部であった。
- エグゼルマン大通り（Boulevard Exelmans）
  - パリ郊外ブローニュ＝ビヤンクールとの境界線界隈を走る通り。セーヌ川を跨いだ15区からオートゥイユ地区へ続く通りで、ミュラ、スーシェ、ランヌ、アミラル＝ブリュイ大通りと共に"ブルヴァール・デ・マレショー"を構成する。
- エロー大通り（Avenue d'Eylau）
  - シャイヨ宮前トロカデロ広場とメクシコ広場とを結ぶ通り。メクシコ広場から先は、下記ブジョー大通りまで接続するベル＝フイユ通り (fr) になるが、同広場界隈から同通り沿いには寿司屋からピカール、マクドナルド、各種食材店、MOFのブーランジュリー ラロス (LALOS) の店舗、スーパーマーケットチェーンのモノプリ (Monoprix) 、ベル＝フイユ・ショッピングセンター (Centre Commercial des Belles Feuilles) 等が連なる。同ショッピングセンター内にはセフォラからリモワ、ワイン専門チェーンのニコラ (Nicolas)、スーパーのカジノ (Casino)、東京品川駅や新宿駅等でも展開するブーランジュリーチェーンのポール (Paul[10]) 等が入居する。名称はナポレオン戦争期の「アイラウの戦い」から。
- オートゥイユ大通り（Boulevard d'Auteuil）
- オートゥイユ通り（Rue d'Auteuil）
- グランダルメ大通り（Avenue de la Grande-Armée）
  - エトワール凱旋門からラ・デファンスに向かって、17区との境界線上を走る。名称はナポレオンの「大陸軍」から。
- クレベール大通り（Avenue Kléber）
  - シャイヨ宮前トロカデロ広場とシャルル・ド・ゴール広場（エトワール凱旋門) とを最短で結ぶ通り。トロカデロ広場前のコンビニのモノップ (Monop') や通り界隈にあるカルフール・シティ (Carrefour City) から、カフェやレストラン、ファッションやインテリアのブティック、ソシエテ・ジェネラルやBNPパリバ、ゴールドマン・サックス、ペニンシュラホテル (Hôtel The Peninsula Paris)･･まである。
- ケ・サンテグジュペリ通り（サンテグジュペリ河岸通り, Quai Saint-Exupéry）
  - 16区南側オートゥイユ地区のセーヌ川河岸沿いの通り。名称はアントワーヌ・ド・サン＝テグジュペリから。
- プレジダン＝ケネディ大通り（Avenue du Président-Kennedy）
  - 南側オートゥイユ方面へはヴェルサイユ大通り、北側シャイヨー方面へはニューヨーク大通りへとそれぞれ接続する、セーヌ川沿い界隈を走る通り。
- ケ・ルイ＝ブレリオ通り（ルイ＝ブレリオ河岸通り, Quai Louis-Blériot）
- コペルニク通り（Rue Copernic）
  - ヴィクトル＝ユーゴー広場とクルベール大通りとの間、シャイヨ地区を走る通り。ベネズエラやレバノン各大使館、兵士俘虜全国連盟 (fr)、パッシー貯水池 (fr) などがある。1980年10月3日、コペルニク通り爆弾テロ事件 (fr) が、同通り24番地のユダヤ教改革派のシナゴーグ (Union libérale israélite de France) のシムハット・トーラーの祭日（トーラー歓喜祭, fr）に起きた。ナチス占領期1941年同月同日にも急襲されたのに続き、1980年時は第二次大戦後では初めてのユダヤ人へのテロだった。名称はニコラウス・コペルニクスから。
- シェルノヴィズ通り（Rue Chernoviz）
  - 旧公立パッシー通り小学校 (École primaire rue de Passy, 現在はパッシー通り幼稚園 École maternelle rue de Passy) 裏手にある短い通り。同様に公立のシェルノヴィズ幼稚園・小学校 (École Chernoviz) があるのみ。通り先レヌアール通り方向は、ランバル公妃の館だった駐仏トルコ大使館やメゾン・ド・バルザック、セーヌ川になる。
- シャルドン＝ラガシュ通り（Rue Chardon-Lagache）
  - オートゥイユ地区を走る通り。リセ・ジャン＝バティスト＝セ (fr)、シャルドン＝ラガシュ幼稚園 (École maternelle Chardon-Lagache)などの公立校、2つの病院、41番地にギマール作ジャスデ館 (hôtel Jassedé) が建つ。
- ジョルジュ＝ポンピドゥー道路（Voie Georges-Pompidou）
  - セーヌ川右岸沿いを12区方面まで走る高速路。
- ジョルジュ＝マンデル大通り（Avenue Georges-Mandel）
  - 通り中央分離帯は駐車スペースになっている、シャイヨー宮前トロカデロ界隈からアンリ＝マルタン大通りに接続する、ラ・ミュエット地区とポルト＝ドーフィーヌ地区との間を走る通り。上記アンリ＝マルタンやプレジダン＝ウィルソンと共に皇帝大通りとして整備された。第二次世界大戦後の1945年、アンリ＝マルタンの一部から、現在のジョルジュ＝マンデルに分割された。
- スーシェ大通り（Boulevard Suchet）
- テオフィル＝ゴーティエ大通り（Avenue Théophile-Gautier）
- ドレセール大通り（Boulevard Delessert）
  - シャイヨ宮南側(東側)にあるイエナ橋経由トロカデロ庭園内の東西を走るナシオン・ユニ大通りと、西側(南側)コスタリカ広場とを結ぶ。同東側(北側)イエナ広場とを結ぶのはイエナ大通り。メトロ パッシー駅入り口になるコスタリカ広場に接続する他の通りは、下記パッシー通り、レヌアール通り、西側ブローニュの森方面でアンリ＝マルタン大通りと接続するトゥール通り。
- ニューヨーク大通り（Avenue de New-York）
  - イエナ広場界隈パレ・ド・トーキョー南側を走る。元の名は「東京大通り」だったが、第二次世界大戦中の1945年改称[11]。
- パッシー通り（Rue de Passy）
  - メトロ パッシー駅の入り口になるシャイヨ宮西側(南側)のコスタリカ広場から西側へ伸びる。シャイヨ宮前トロカデロ広場からパッシー通りの北側を並走するポール＝ドゥメール大通りや、セーヌ河岸ラジオ・フランスから北側へ伸びるブーランヴィリエ通り乃至ポンプ通り、ポール＝ドゥメール大通り乃至ラ・ミュエット通り(fr)等が交差するメトロ ラ・ミュエット駅界隈ジャンヌ＝エヴラール広場 (fr) 周辺まで続く。ブティックから食材店、レジ (REGIS) といったショコラトリー、いくつかの和食店、スタバ･･まで立ち並ぶ高級住宅街にある生活感溢れる通り。ファッションブランドでは、GAPやH&M、ザディグ・エ・ヴォルテール (Zadig & Voltaire)、ラコステファム (Lacoste Femme)、アニエス・ベー、レディースプレタポルテのマージュ (Maje)、エル・ガンソ (El Ganso)、子供服のオカイディー (Okaïdi)、H&M系列のハイブランドコス (COS)、コスメのブランディ・メルビル (Brandy Melville) やキコ・ミラノ (Kiko Milano) などがある。裏通りラノンシアション通り (Rue de l'Annonciation) 沿いにはルイ15世様式（ロココ様式）など18世紀建物が連なり、また同通り起点のパッシー広場から、カフェやマクドナルド、パティスリーのオ・メルヴェイユ・ドゥ・フレッド (Aux Merveilleux de Fred)[12]、2017年開店のインテリアメゾン サラ・ラヴォワンヌ (Maison Sarah Lavoine)、和食店Sazanka、ノートルダム・ド・グラス教会 (fr) ･･などがあり、16区内では最も店舗が多い界隈になる[13]。旧パッシー通り小 (École primaire rue de Passy, 現在はパッシー通り幼) 向かいには映画館マジェスティック・パッシー (Majestic Passy) があり、同映画館隣やパッシー・プラザ (Passy Plaza)にあったスーパーマーケット「イノ (Inno)」が同グループの「モノプリ (Monoprix)」に代わった。同様に旧パッシー通り小向かい側にはルイ15世愛人アンヌ・クーピエ・ドゥ・ロマン (fr) の館があったが、1890年に取り壊されクロード＝シャウ通り(Rue Claude-Chahu) が開通、同通り沿いにアール・ヌーヴォーのシャルドン館 (fr) が建つ。裏通りボワ＝ル＝ヴァン通り (Rue Bois-Le-Vent) には「パッシー (屋内常設) 市場 (Marché (couvert) de Passy)」がある。
- パルク＝デ＝プランス大通り（Avenue du Parc-des-Princes）
- ピエール＝プルミエ＝ド＝セルビー大通り（Avenue Pierre-Ier-de-Serbie）
  - イエナ広場から東側、ガリエラやギメ等があるシャイヨー地区界隈から、8区内へ続く通り。名称はペータル1世 (セルビア王)から。
- ヴィクトル＝ユーゴー大通り（Avenue Victor-Hugo）
  - 124番地(旧50番地)の旧リュジニャン公妃館はヴィクトル・ユーゴーが1878年から亡くなる1885年まで愛人ジュリエット・ドルエと居住した地。建物自体は1907年に取り壊された。また、トラクティル通り (fr) との角の16番地は、かつてのフランス料理人アルフレッド・プルニエ (Alfred Prunier, 1848-1925) のレストランがある地。シャルル・ド・ゴール広場（エトワール凱旋門）からブローニュの森入り口のポルト・ド・ラ・ミュエット界隈アンリ＝マルタン大通りまでを結ぶ通り。凱旋門傍のセリーヌからZARA、オーガニックコスメのイヴ・ロシェ(ール) (Yves Rocher)、マージュ、イザベル・マラン (Isabel Marant[14])、レストランやカフェ、スタバ、パッシー通りにもある回転寿司チェーンのマツリ (Matsuri)･･などが並ぶ通り。
- ヴェルサイユ大通り（Avenue de Versailles）
- フェルディナン＝ビュイソン大通り（Avenue Ferdinand-Buisson）
- フォッシュ大通り（Avenue Foch）
  - エトワール凱旋門(ないしグランダルメ大通りの南側)から分かれて16区内を走るパリの代表的な"ブルジョワ通り"。ブローニュの森傍ポルト・ドーフィーヌ界隈マレシャル＝ド＝ラトル＝ド＝タシニー広場が終点。第二帝政期、ウジェニー皇后に因み"皇后(陛下)大通り" (Avenue de l'Impératrice) と名付けられ整備された。第二帝政崩壊後は、ウリッシュ将軍 (fr) 大通り、ブローニュの森大通りと変遷し、1929年フランス大元帥フェルディナン・フォッシュの名を採って改称された。ナチス・ドイツによるフランス占領時代には82・84・86番地にフランスゲシュタポ本部が置かれた。そのため当時「Avenue Boche」（アヴニュー・ボッシュ）と蔑称で呼ばれていた[15]。"パリ緑化の父" と呼ばれるジャン＝シャルル・アルファン（アドルフ・アルファン）の像がある。
- ジャン・ド・ラ・フォンテーヌ通り（Rue Jean de La Fontaine）
  - パッシーのレヌアール通りから続き、オートゥイユ方面を走り、オートゥイユ通りやミケランジュ通り等に接続する。略して「ラ・フォンテーヌ通り」。ギマール作アールヌーヴォー様式のモダンアパルトマン（イムーブル）「カステル・ベランジェ」や「オテル・メザラ」等がある。同通りからアガール通り (fr) 界隈にかけてアール・ヌーヴォー様式の建物が並ぶ。
- ブジョー大通り（Avenue Bugeaud）
  - ヴィクトル＝ユーゴー広場とポルト＝ドーフィヌないしフォッシュ大通りとの間を走るポルト＝ドーフィヌ地区の通り。公立サン＝フランソワ幼・小 (École maternelle et primaire Saint-François)、ニカラグア大使館、ホテル サン・ジャム・パリ (Saint James Paris[16]などがある。名称はトマ・ロベール・ブジョー元帥から。
- バンジャマン＝フランクラン通り（Rue Benjamin-Franklin）
  - シャイヨ宮前トロカデロ広場と、同宮西側(南側)のコスタリカ広場とを結ぶ短い通り。上記プレジダン＝ウィルソン大通りと対の通り。
- ボーセジュール大通り（Boulevard de Beauséjour）
- ポール＝ドゥメール大通り（Avenue Paul-Doumer）
  - シャイヨ宮前トロカデロ広場から、上記パッシー通りの北側を東西に並走する。通り西側メトロ ラ・ミュエット駅界隈ジャンヌ＝エヴラール広場で、ラ・ミュエット通りに接続し、パッシー通りやブーランヴィリエ通り、同ブーランヴィリエから名を変えた下記ポンプ通りと交差する。ポンプ通りは、そのまま区内を縦断し、エトワール凱旋門から伸びるヴィクトル＝ユーゴー大通り、同様に同凱旋門から伸びるフォッシュ大通りと交差する。また、パッシー通り北側、トゥール通りとの交差点界隈ポール＝ドゥメール大通り58番地にピエール・エルメの店舗がある。
- ポルト＝ドートゥイユ大通り（Avenue de la Porte-d'Auteuil）
- ポンプ通り（Rue de la Pompe）
  - ラ・ミュエット城への水の供給路だったことに因む。セーヌ河岸にあるラジオ・フランスから伸びるブーランヴィリエ通りがパッシー通りやポール＝ドゥメール大通り乃至ラ・ミュエット通り等が交差するメトロ ラ・ミュエット駅界隈ジャンヌ＝エヴラール広場でポンプ通りと名を変える。通り沿いには、25番地にファサードが歴史的記念物指定1911年築, 居住建物フルーリスト・オレーヴ (fleuriste Orève) があり、現在はフィリップ・スタルクデザインによるレストラン等になっている[17]。ジスカール・デスタン元大統領が小学校課程で通った私立エコール・ジェルソン (fr)、マダム・ロワイヤル設立カトリックの幼・小私立エコール・ド・ラ・プロヴィダンス (École de La Providence-Passy)、名門公立リセ・ジャンソン＝ド＝サイイ (fr)、123番地の私立バイリンガル国際小学校 (École primaire du internationale bilingue) ･･等がある。10番地には1910-1924年の間に作曲家アルフレッド・ブリュノー、83番地には19-20世紀の女優キャロリーヌ＝ウジェニー・スゴン＝ウェベー (fr)、89番地には1913-1931年の間に作家フランソワ・モーリアック[18]が、子供時分の女優ブリジット・バルドー[19]、さらに経済思想家ジャック・アタリ[20]らが居住した。また、1857年にはヴィルジニア・オルドイーニがナポレオン3世により通り沿いの小さな家を購入した。115番地にはジョゼフ・ジョフル、1919年から作家イレーヌ・ネミロフスキー[21]が居住した。通りを進むと、エトワール凱旋門からそれぞれ伸びるヴィクトル＝ユーゴー、フォッシュ大通りと交差する、区内東側(北側)一帯にあたる"パッシー"を縦断する全長1.69kmと16区内で最も長い通り。
- マラコフ大通り（Avenue de Malakoff）
  - カフェ・ル・マラコフ (Café Le Malakoff) があるシャイヨ宮前トロカデロ広場から北西へ、ヴィクトル＝ユーゴー広場経由で走るレーモン＝ポアンカレ大通りがフォッシュ大通りとの交差点からマラコフと名を変え、さらに区内北西へ続く通り。フォッシュ同様エトワール凱旋門から伸びるグランダルメ大通り等との交点であり、かつ17区とヌイイ＝シュル＝セーヌとの境界界隈にあたるポルト＝マイヨ広場まで伸びる通り。
- マルソー大通り（Avenue Marceau）
  - 8区との境界線上を走る通り。通り沿いを、上記サン＝ローランの美術館が2017年秋開館。
- ミケランジュ通り（Rue Michel-Ange）
- ミュラ大通り（Boulevard Murat）
  - ヌイイ城 (現在のヌイイ＝シュル＝セーヌの街) にも居住したナポレオンの腹心ジョアシャン・ミュラから名付けられた、上記"ブルヴァール・デ・マレショー"を構成する大通りの一つ。オートゥイユ地区を走る。
- モザール大通り（Avenue Mozart）
  - 16区内側を走る"モーツァルト大通り"。セーヌ川沿い側を走るヴェルサイユ大通り等と共にラ・ミュエット地区からオートゥイユ地区の住宅街へと続く通り。メトロ ラヌラグ駅近く52番地にサン＝ジェルマン＝デ＝プレ界隈や東京南青山でも展開していたショコラトリーのシャポン (Chapon) がある[22]。
- モンモランシー大通り（Boulevard de Montmorency）
- ラヌラグ通り（Rue du Ranelagh）
- ランヌ大通り（Boulevard Lannes）
- レイモン＝ポアンカレ大通り（Avenue Raymond-Poincaré）
- レヌアール通り（Rue Raynouard）
  - 同通り47番地にMaison de Balzacがあり、また、同62番地にベンジャミン・フランクリンが1777年に滞在し、彼の避雷針を取り付けたHôtel de Valentinoisがある。通りコスタリカ広場側界隈には、パリ・ワイン博物館がある。
- ロリストン通り（Rue Lauriston）
- ロンシャン通り（Rue de Longchamp）
  - イエナ広場から西側へ走り、シャイヨ宮前トロカデロ広場から（ジョルジュ＝マンデル大通りの北側に位置する）メクシコ広場を経由、ブローニュの森パリ第9大学界隈まで伸びる通り。同通り27番地に1948年創業ショコラティエのロワ (ROY) があり、32番地にはジョエル・ロブションのジャマン (Jamin) があった。同ロンシャンがブローニュの森界隈近くに差し掛かる辺り、途中スポンティニ通り (fr) に折れると、フォッシュ大通りまでの通り周辺界隈には各国大使館が並ぶ。元首相ミシェル・ドゥブレもこのスポンティニ通り沿いに居住し[23]、同通り30番地bisの建物は、画家ジャン＝ルイ・フォランが居住し亡くなり、1962年1月イヴ・サン＝ローランが初めてコレクションを発表した地[24]。さらに、ジスカール・デスタンが大統領退任後の1981年から、女優オリヴィア・デ・ハヴィランドは1953年からパリ市内に居住し、遅くとも60年代からはスポンティニ界隈のベヌヴィル通り (fr) に居住し2020年7月に同地で亡くなった[25]。

| 左から、メクシコ広場からトロカデロ広場へ走るエロー大通り (Avenue d'Eylau)、同大通りから見るエッフェル塔、トロカデロ広場から見るエッフェル塔 |  | 左から、メクシコ広場からトロカデロ広場へ走るエロー大通り (Avenue d'Eylau)、同大通りから見るエッフェル塔、トロカデロ広場から見るエッフェル塔 |  | 左から、メクシコ広場からトロカデロ広場へ走るエロー大通り (Avenue d'Eylau)、同大通りから見るエッフェル塔、トロカデロ広場から見るエッフェル塔 |
| 左から、メクシコ広場からトロカデロ広場へ走るエロー大通り (Avenue d'Eylau)、同大通りから見るエッフェル塔、トロカデロ広場から見るエッフェル塔 |  | |  | |

### 橋梁
16区は、南北に蛇行するセーヌ川に挟まれた区域であり、区の東西でセーヌ川に接している。そのため、橋梁については、区の東側と西側に分けて記述する。

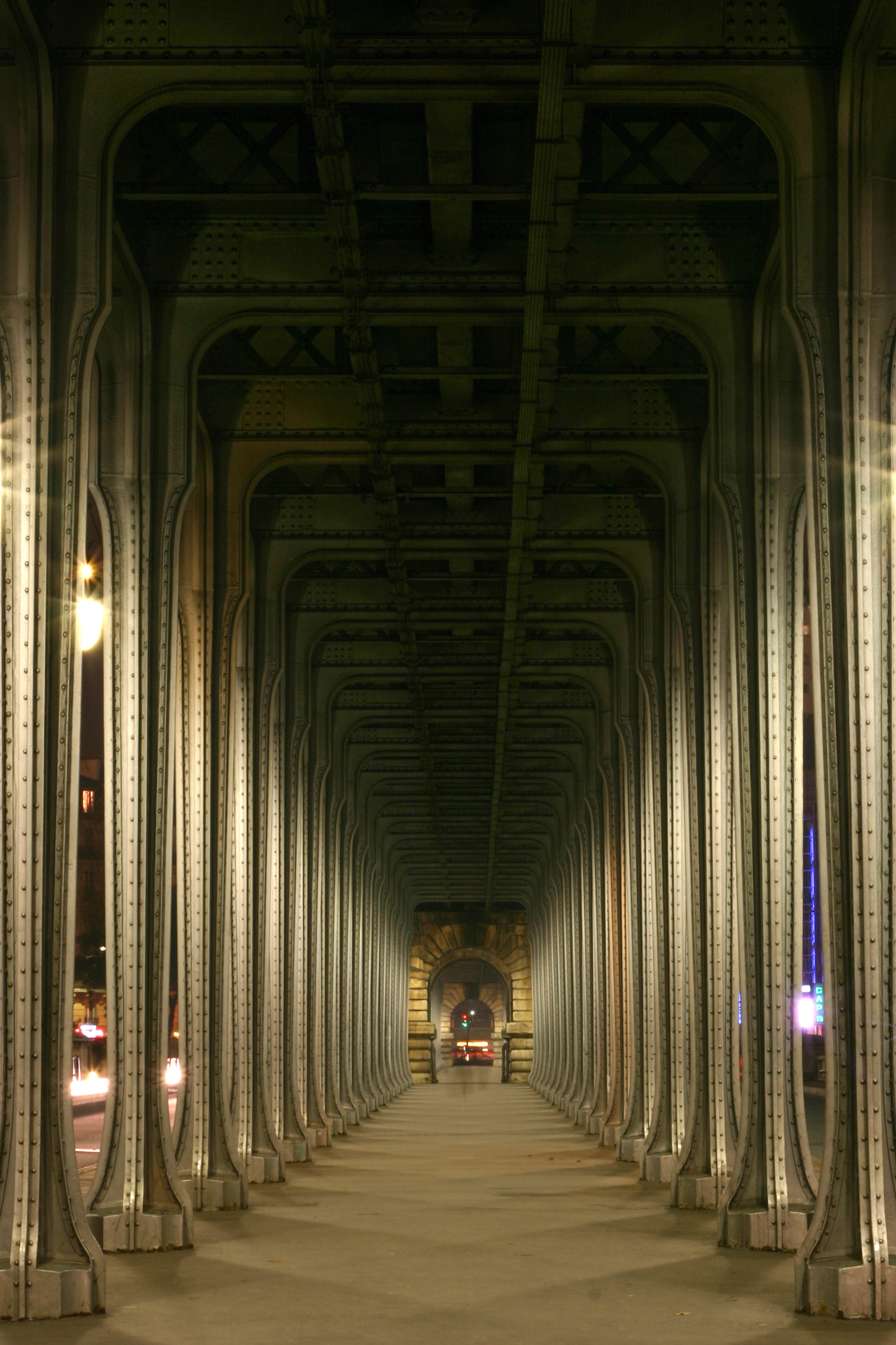
夜のビラケム橋, 11月
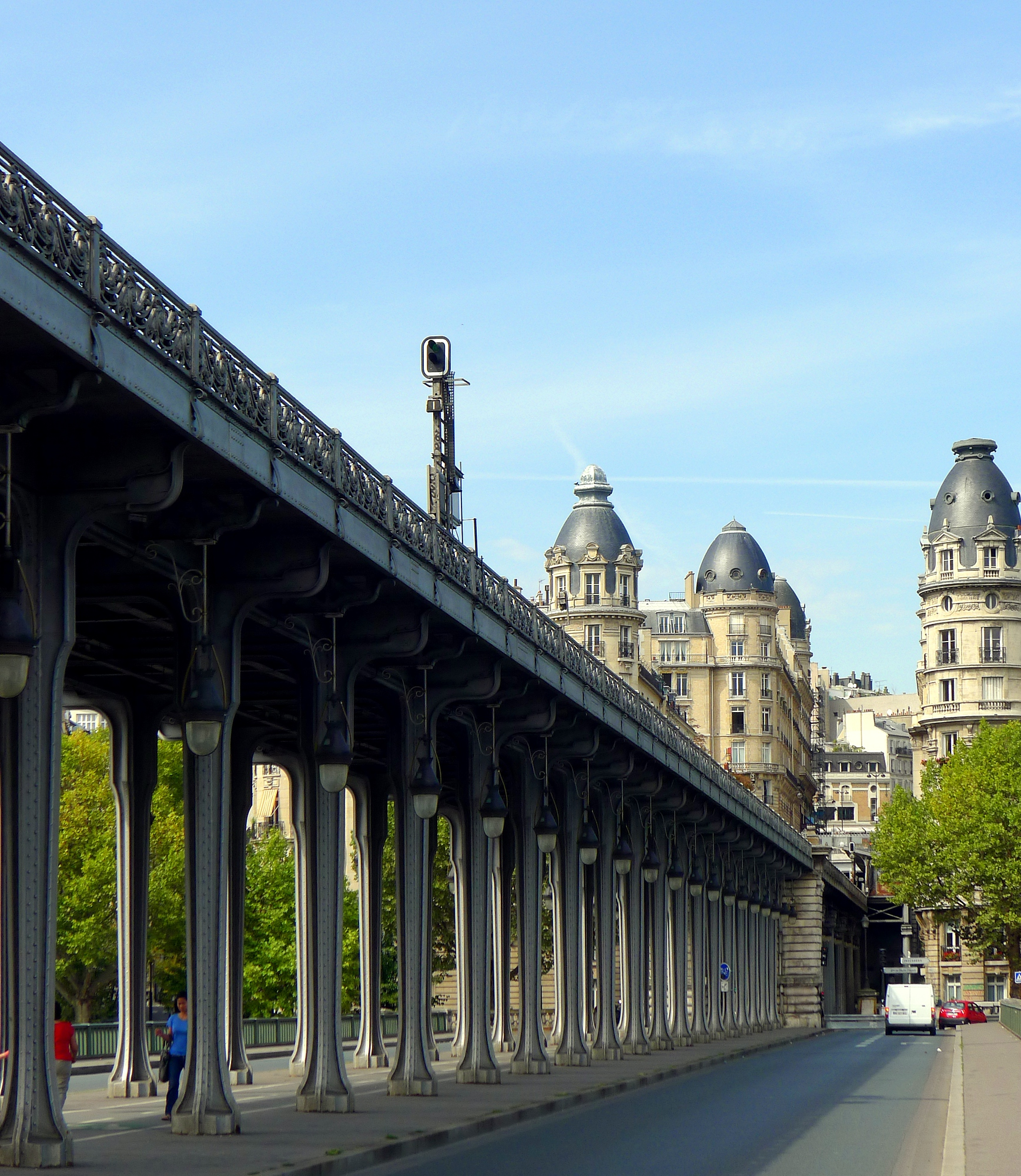
ビラケム橋乃至パッシー高架橋とメトロパッシー駅界隈のオスマニアン建築群, 11月 (Viaduc de Passy - Paris - novembre)
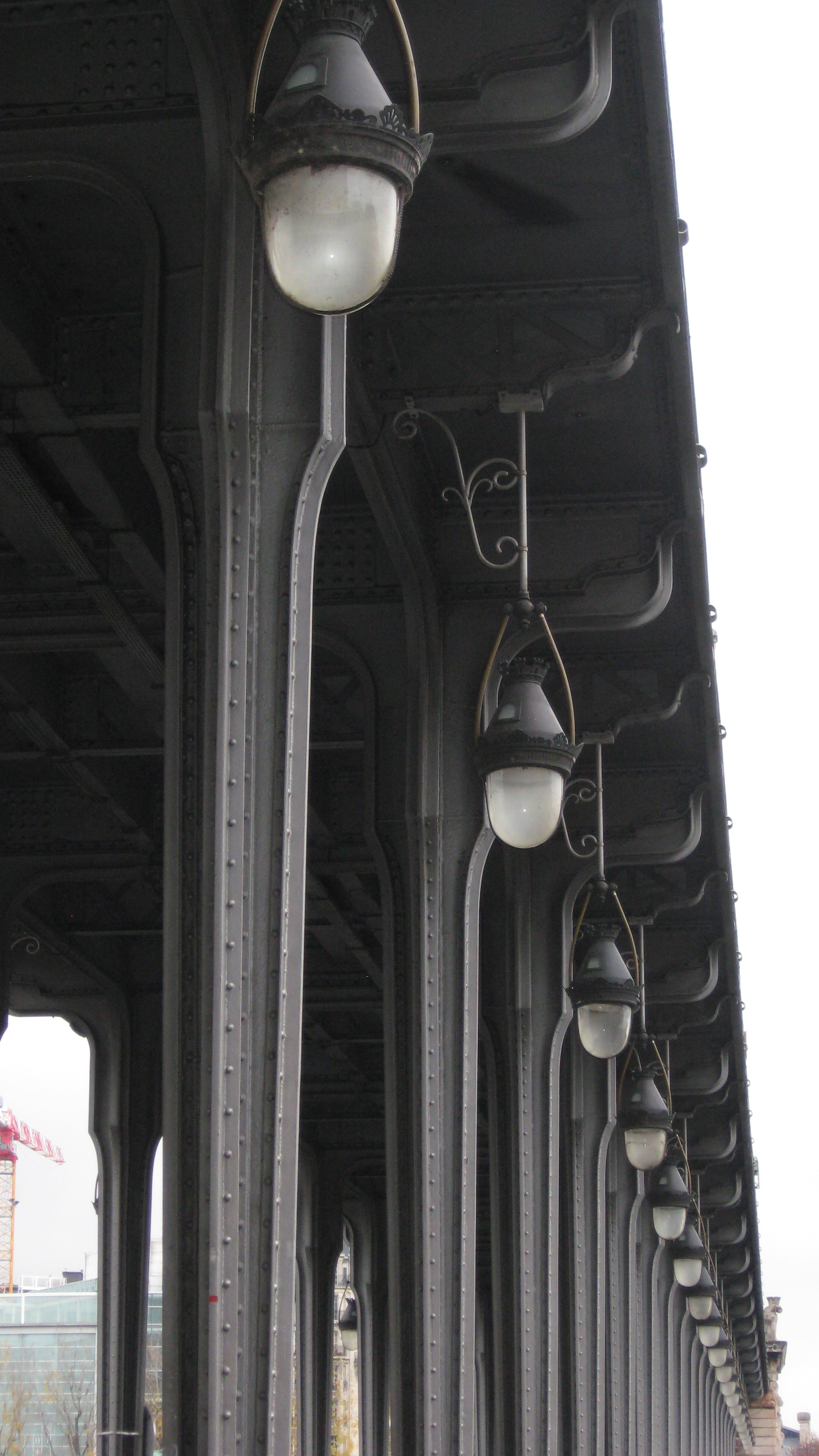
ビラケム橋のランプ装飾
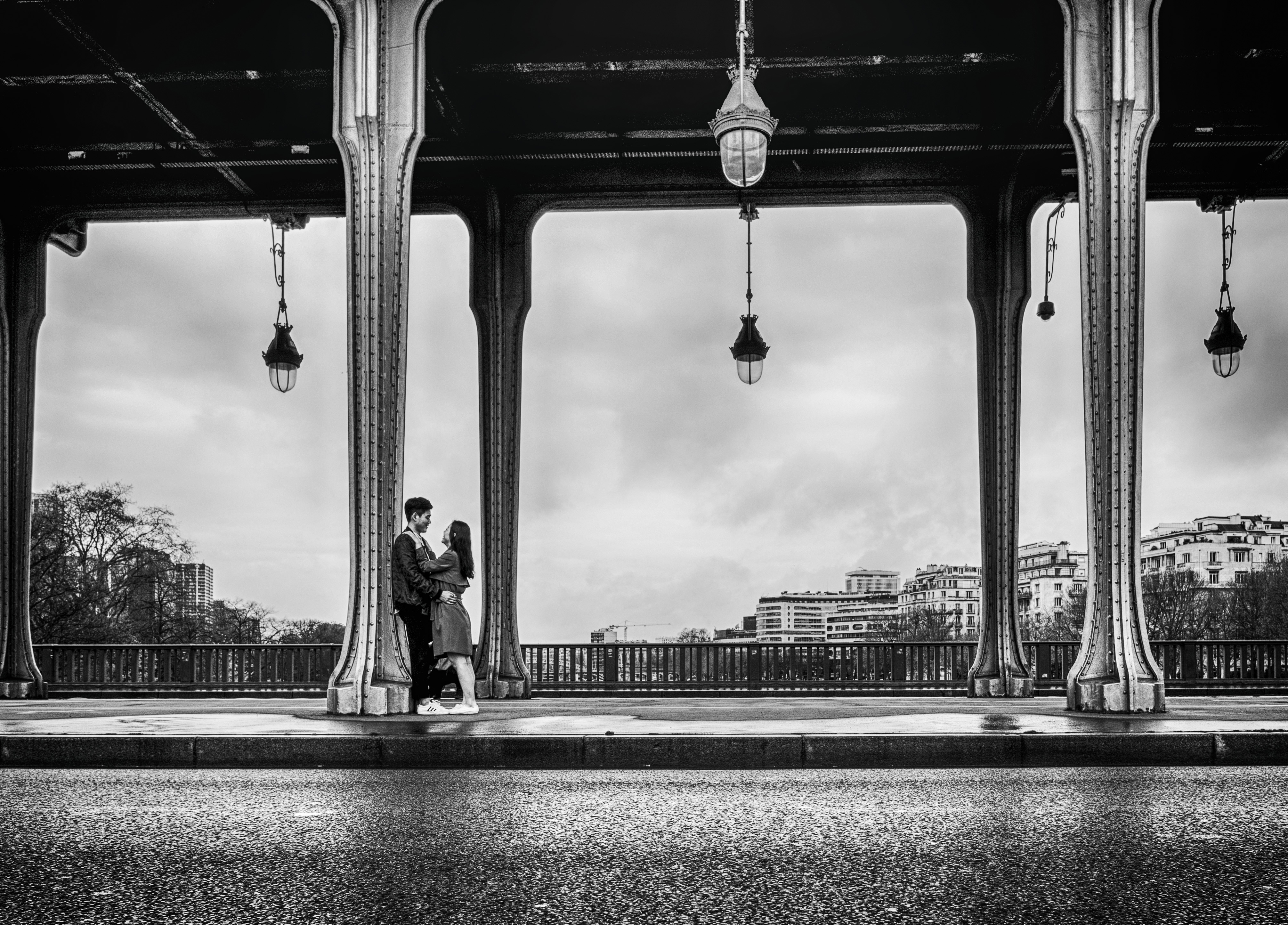
ビラケム橋でのある日の光景. 2017年
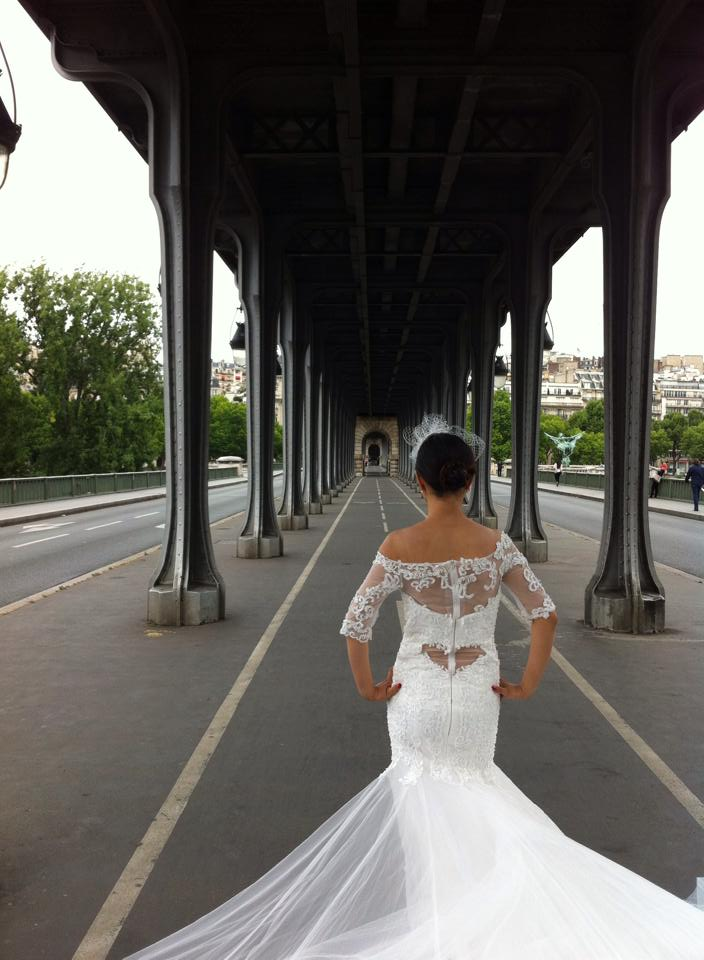
花嫁, ビラケム橋, 2015年 (Une mariée sous le viaduc de Passy en 2015.)
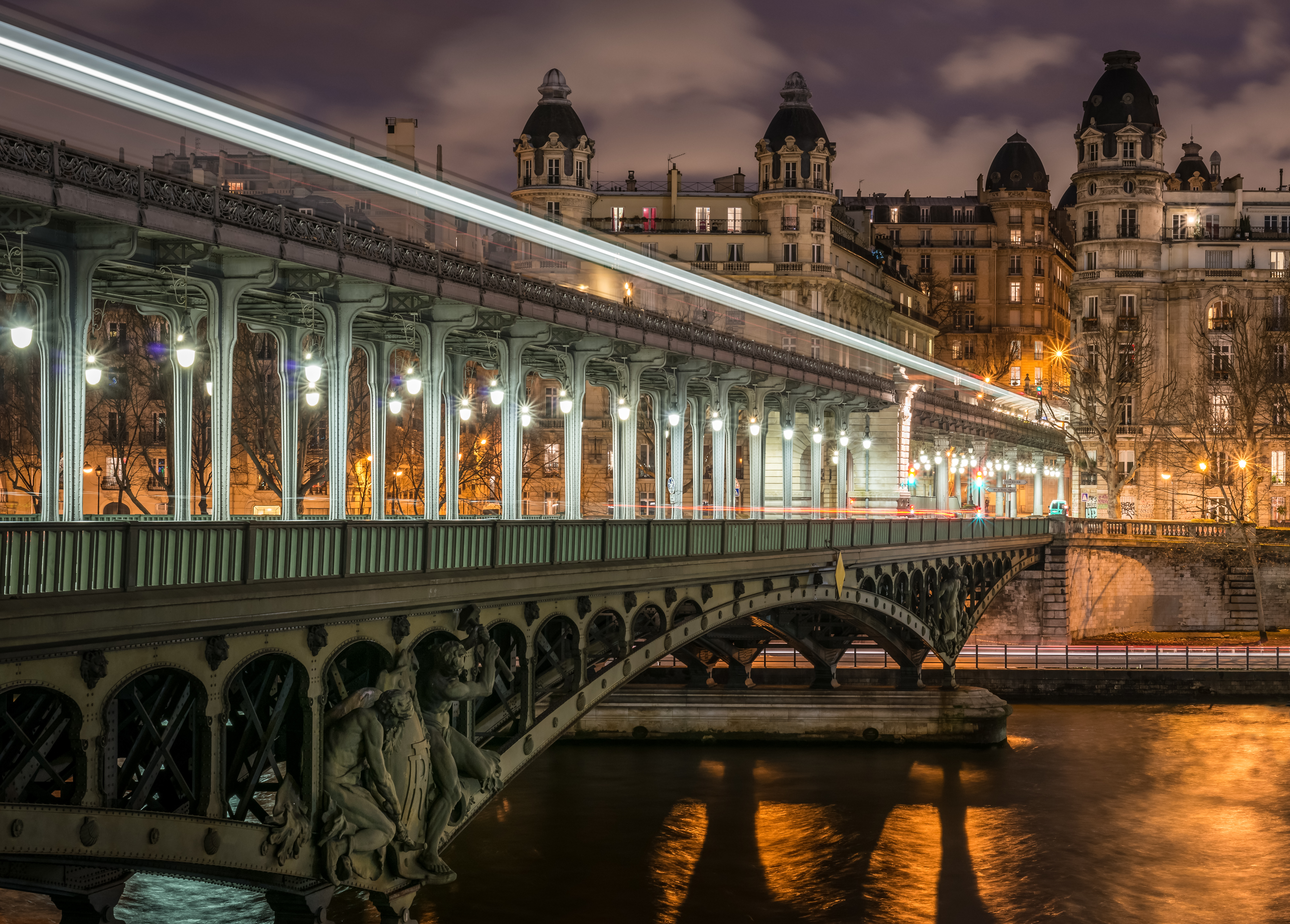
夜のビラケム橋とパッシー駅界隈 (Le pont de Bir-Hakeim vu de la rive gauche de nuit avec en arrière plan des immeubles hausmanniens du 16e arrondissement.)
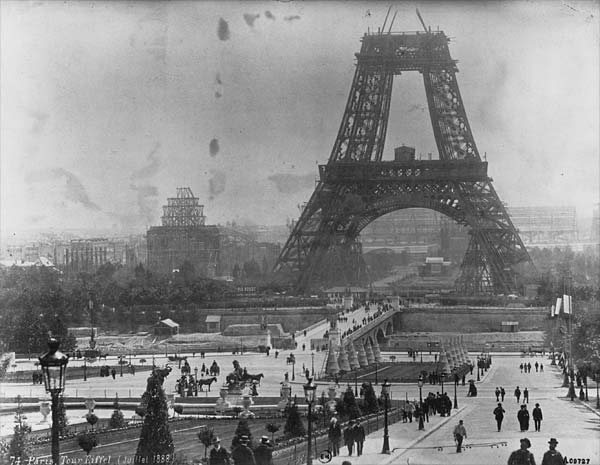
建設途上のエッフェル塔とイエナ橋 (Pendant la construction de la tour Eiffel.)
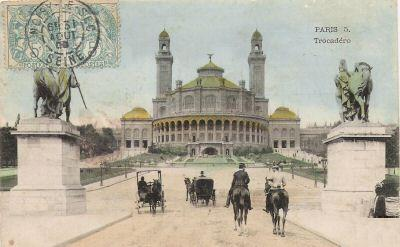
旧トロカデロ宮(現シャイヨ宮)とイエナ橋, 1905年
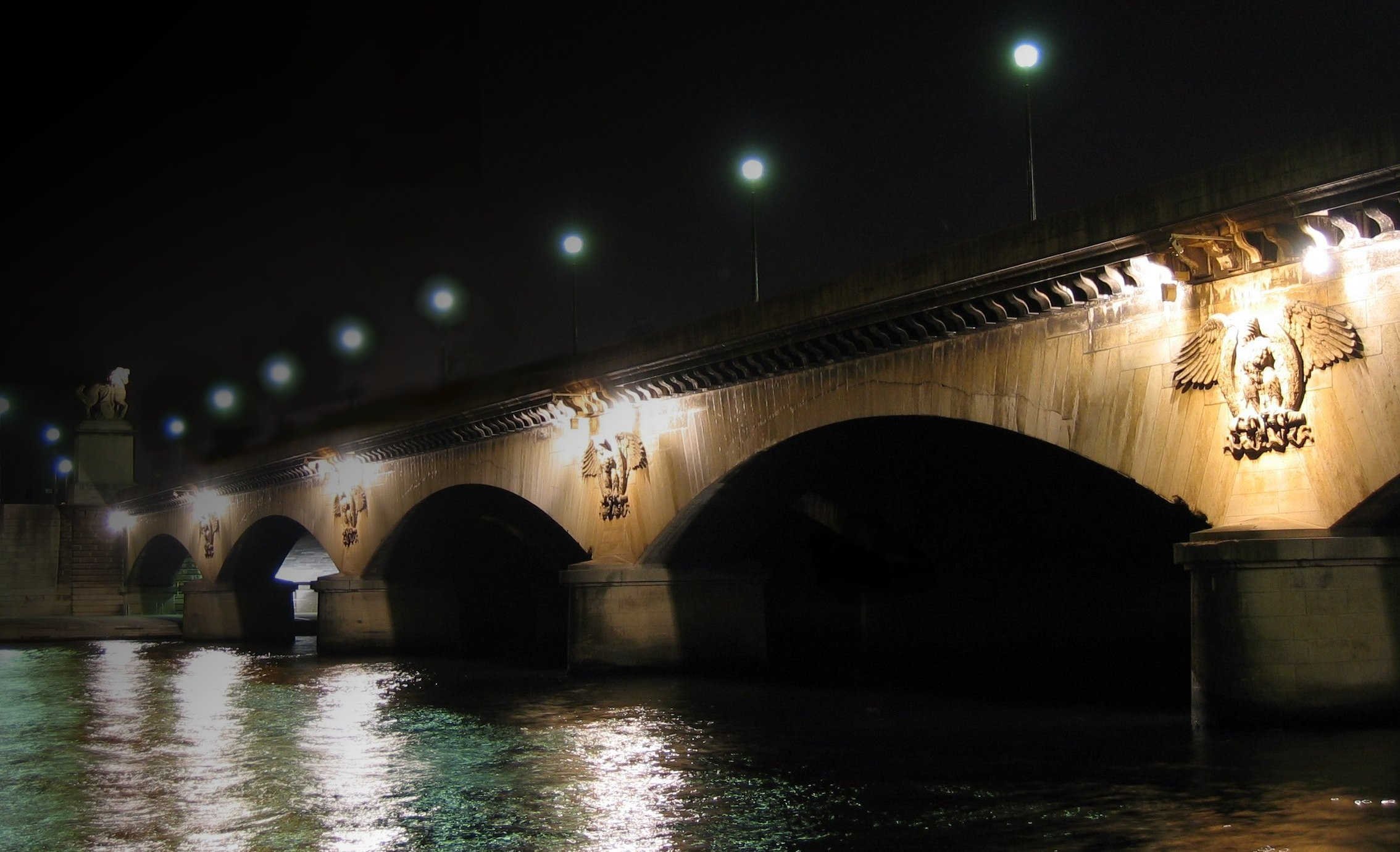
夜のイエナ橋 (Le pont d’Iéna de nuit.)
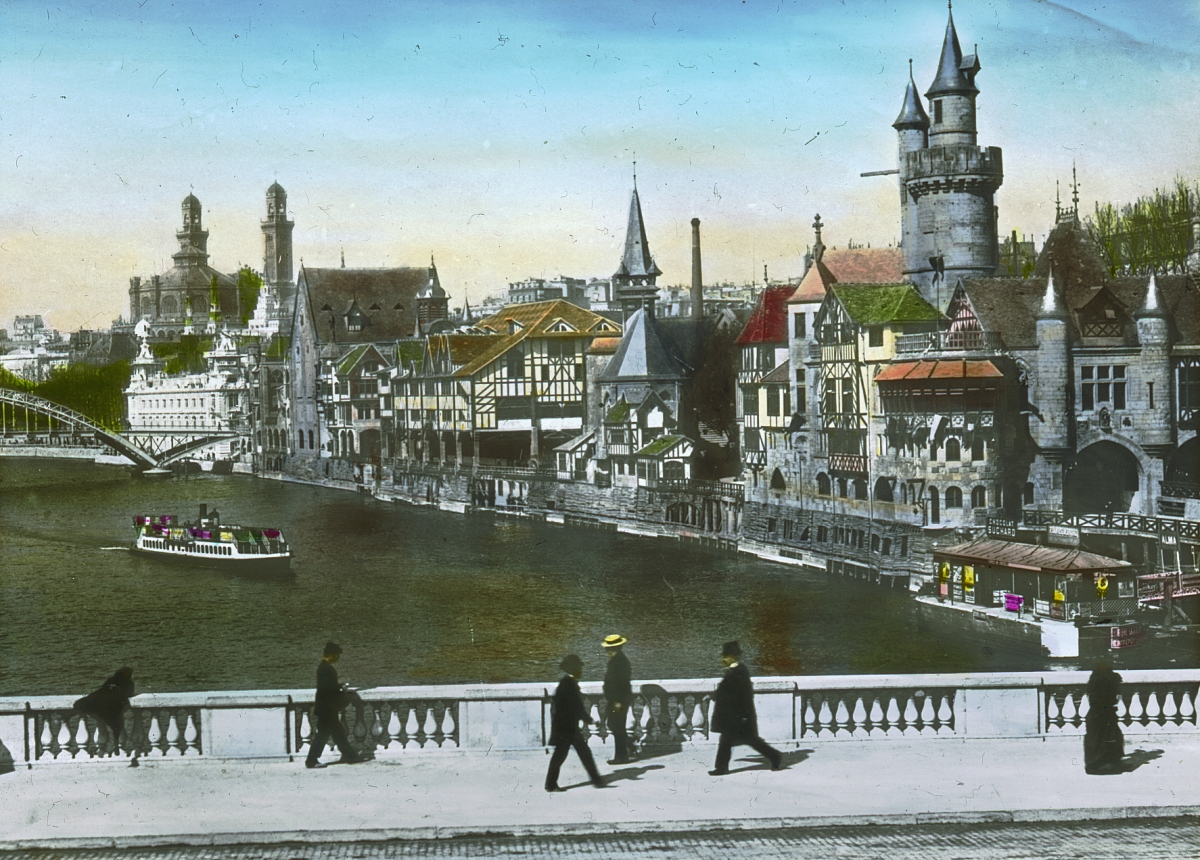
1900年パリ万博時のセーヌ川上流から下流、アルマ橋とドゥビイ橋の間 (La Seine d'amont vers l'aval entre le pont de l'Alma (au premier plan) et la passerelle Debilly.)
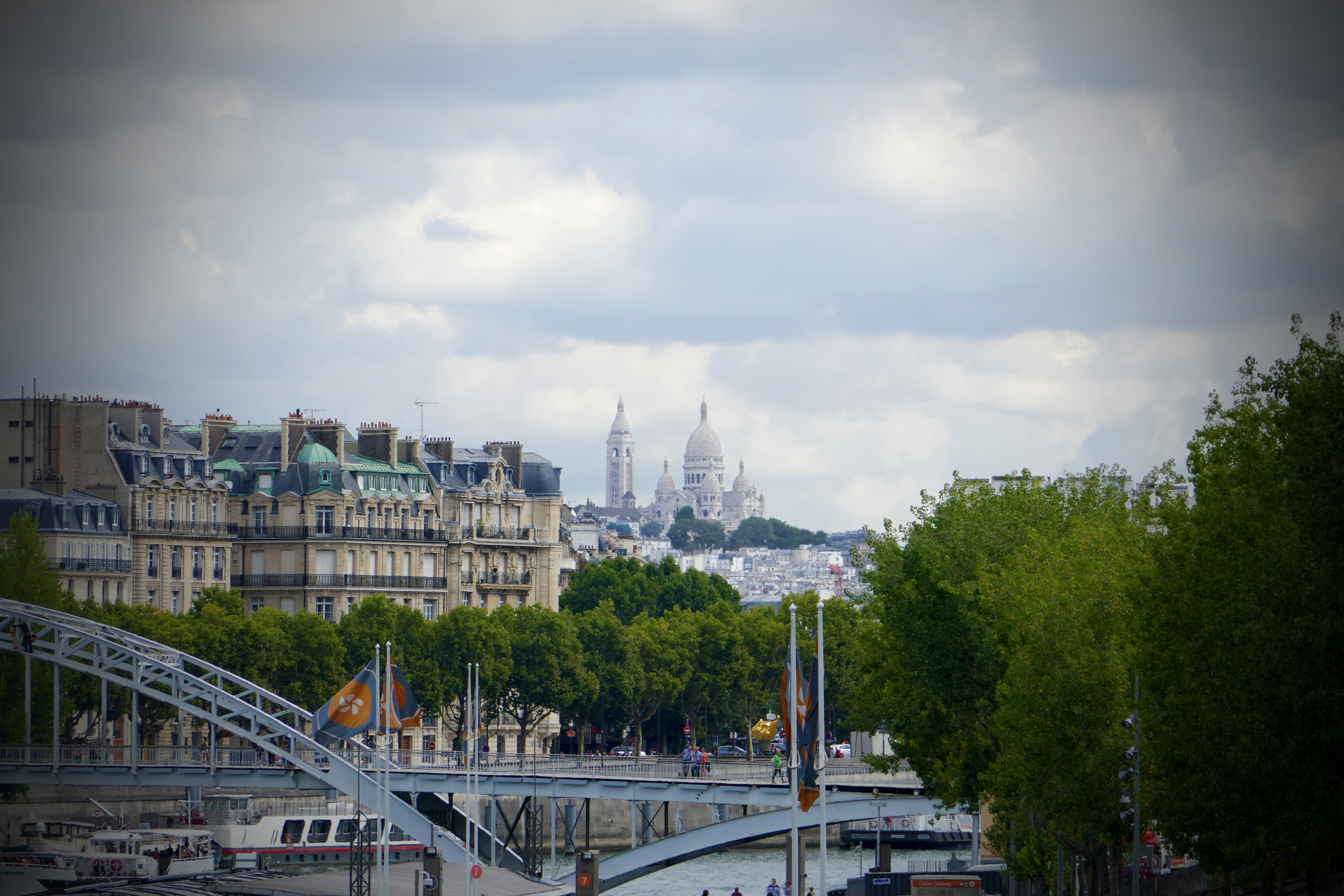
ドゥビイ橋とモンマルトルのサクレ・クール寺院
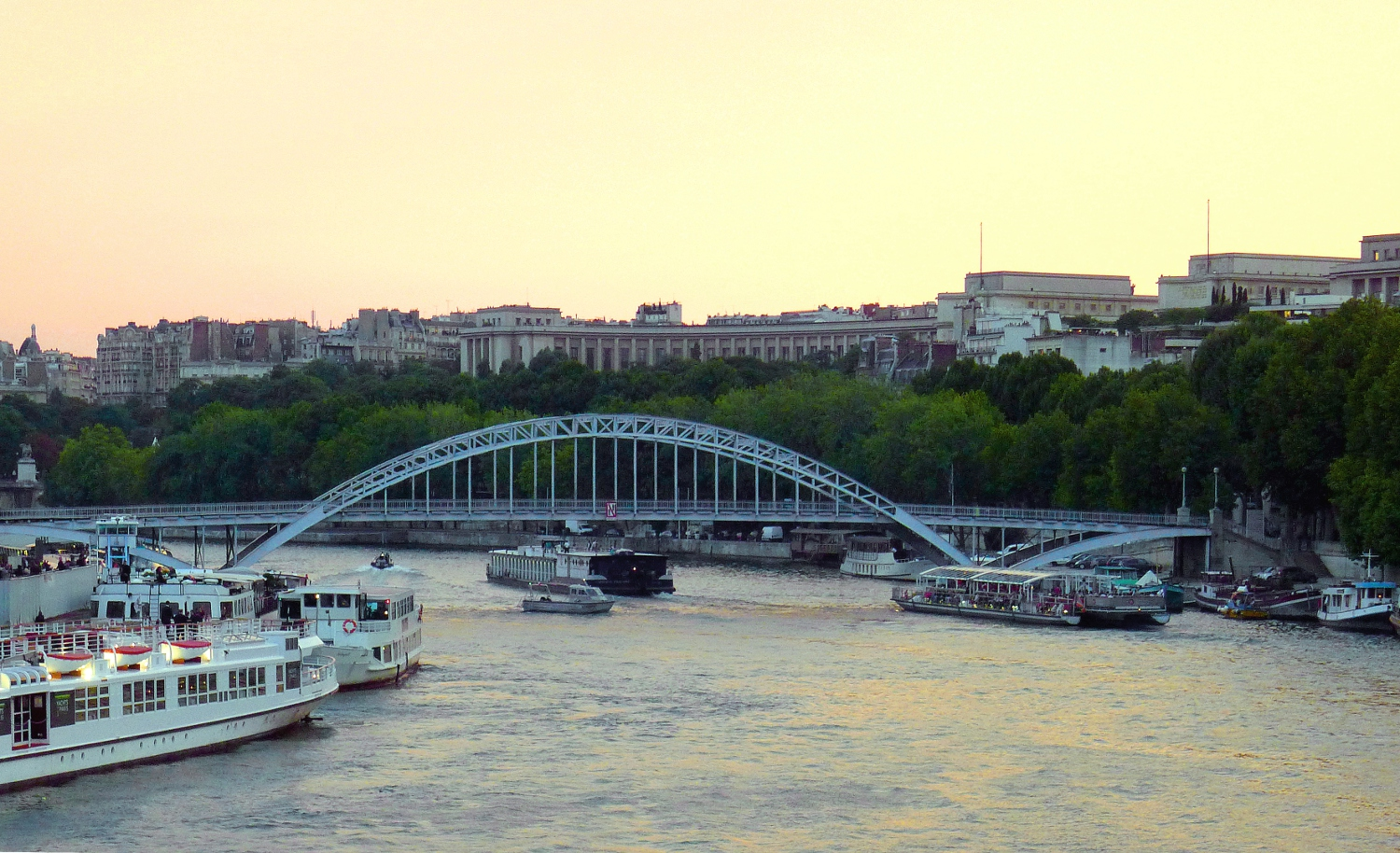
ドゥビイ橋とシャイヨ宮

#### 区東側
16区の東側では、セーヌ川は北から南へ流れる。セーヌ川に架かる橋は、次のとおりである（上流から順に列挙）。
- アルマ橋（Pont de l'Alma）
- ドゥビリ橋（ドゥビイ橋, Passerelle Debilly）
  - セーヌ川北岸にあるパレ・ド・トーキョーの西側と南岸のケ・ブランリ美術館付近とを結ぶ歩道橋。
- イエナ橋（Pont d'Iéna）
- ビラケム橋（Pont de Bir-Hakeim）
  - 白鳥の島を挟んでセーヌ川両岸を結ぶ。メトロ6号線の鉄道橋を兼ねている。
- ルエル橋（Pont Rouelle）
  - RER C線の鉄道橋。
- グルネル橋（Pont de Grenelle）
  - 白鳥の島を挟んでセーヌ川両岸を結ぶ。
- ミラボー橋（Pont Mirabeau）
- ガリグリアノ橋（Pont du Garigliano）
- アヴァル橋（Pont Aval）
  - ペリフェリックの橋。セーヌ川に架かるパリ市内の橋では最も下流に位置する。

#### 区西側
16区からパリ市外に出たセーヌ川は蛇行して、南から北へ大きく方向を変え、16区の西側（すなわち、ブローニュの森の西側）で再び接する。橋は、次のとおりである（上流から順に列挙）。
- アーヴル歩道橋（Passerelle de l'Avre）
  - セーヌ川東岸の16区及びオー＝ド＝セーヌ県の自治体ブローニュ＝ビヤンクールと、西岸の同じくオー＝ド＝セーヌ県の自治体サン＝クルーを結ぶ水道橋兼歩道橋。
- シュレンヌ橋（Pont de Suresnes）
  - セーヌ川東岸の16区と西岸のオー＝ド＝セーヌ県の自治体シュレンヌを結ぶ。
- ピュトー橋（Pont de Puteaux）
  - セーヌ川東岸の16区と西岸のオー＝ド＝セーヌ県の自治体ピュトーを結ぶ。

### 広場・交差点

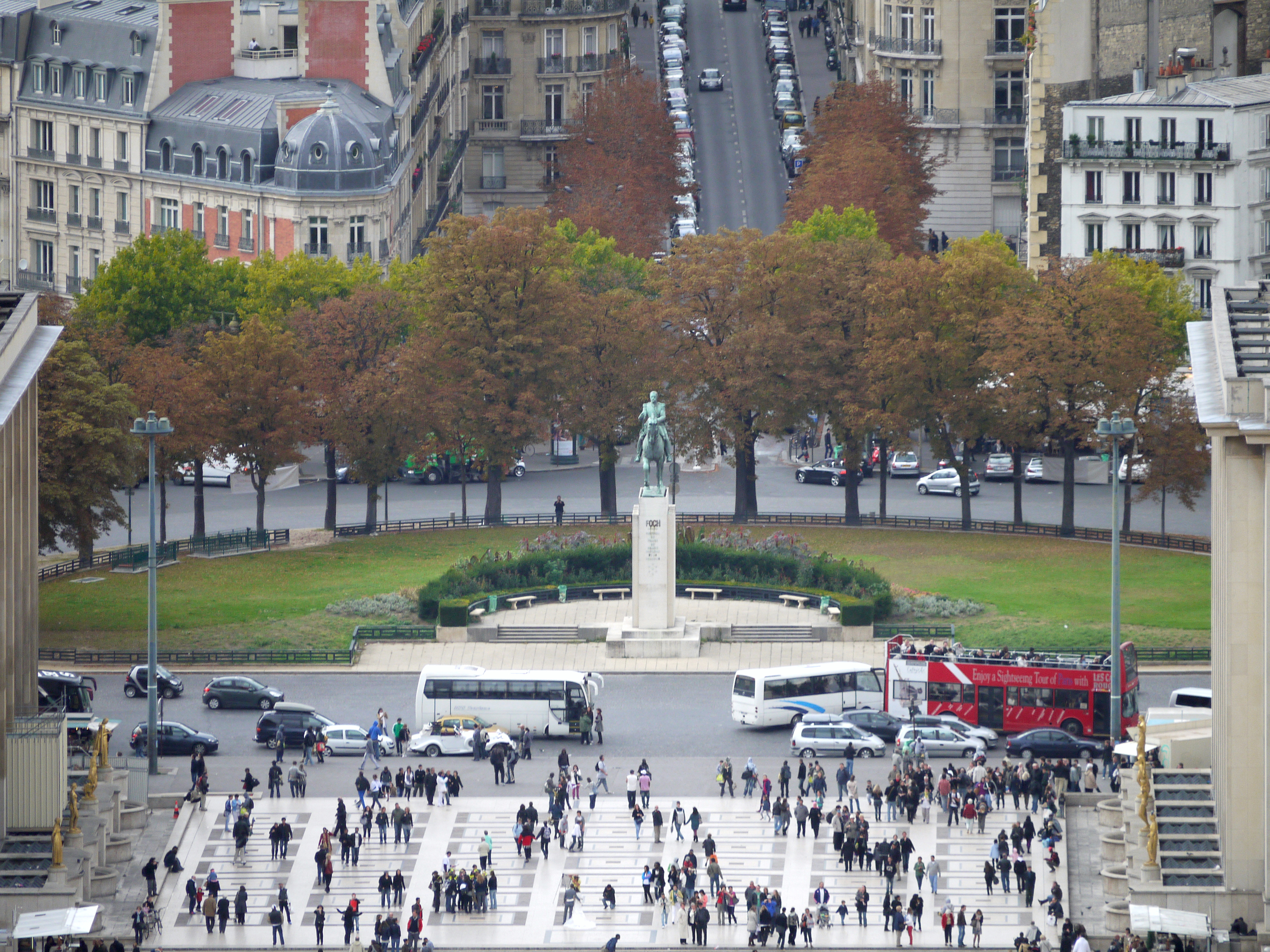
エッフェル塔から見るシャイヨ宮前トロカデロ広場とエロー大通り
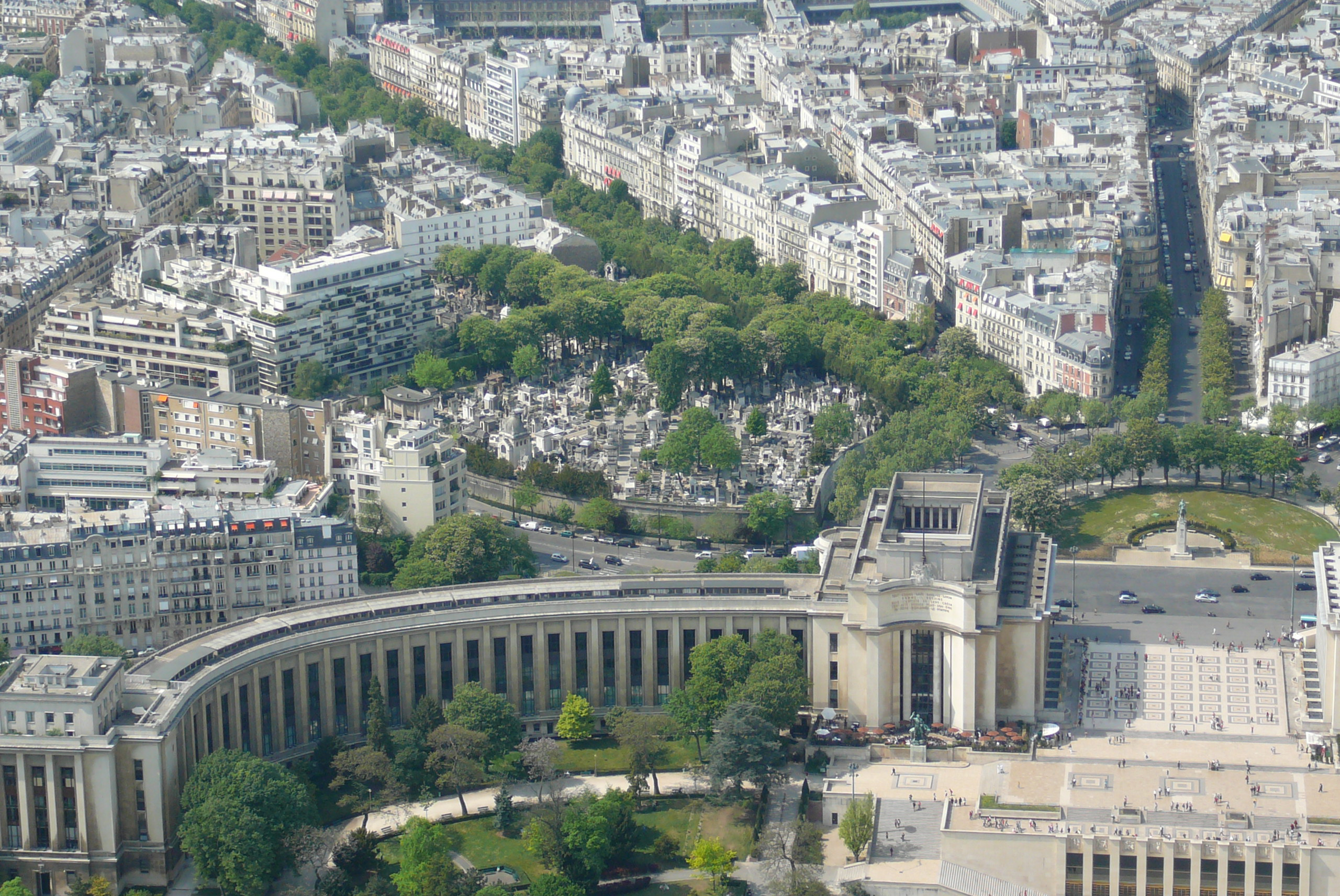
エッフェル塔から見るトロカデロ広場と中央を走るエロー大通り、左斜めに走るジョルジュ＝マンデル大通りとパッシー墓地
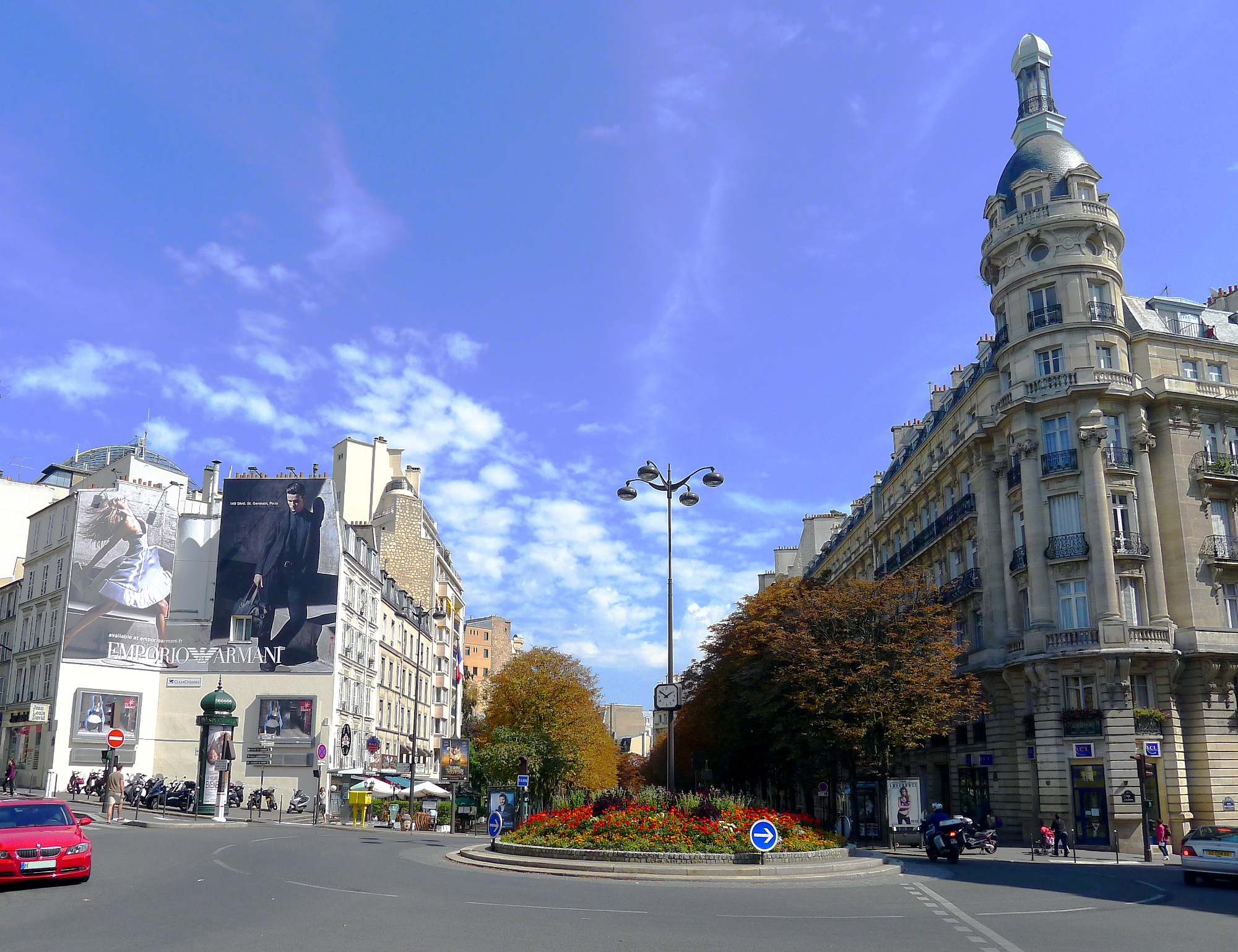
コスタリカ広場 (Place de Costa-Rica)
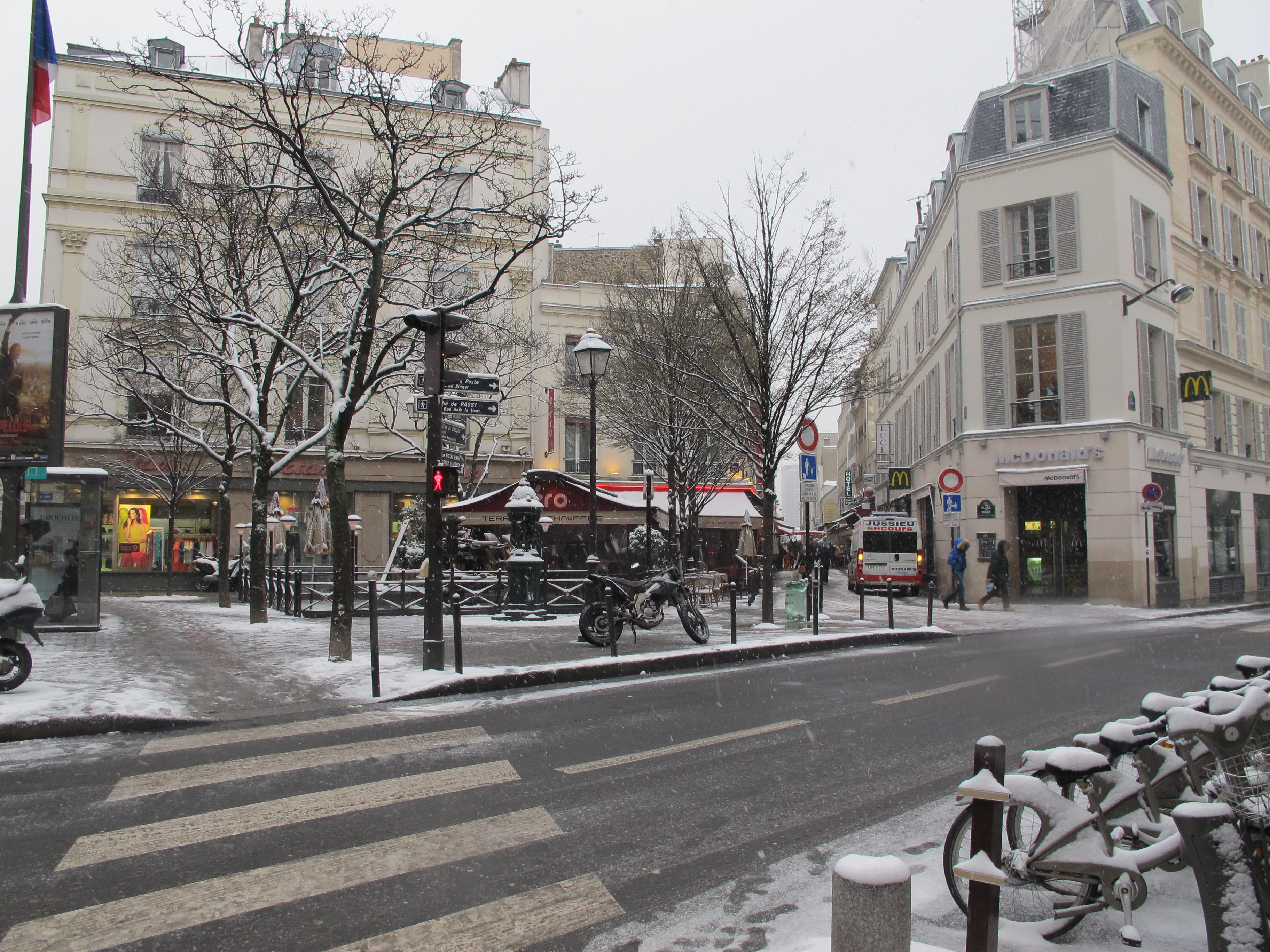
パッシー広場 (Place de Passy)
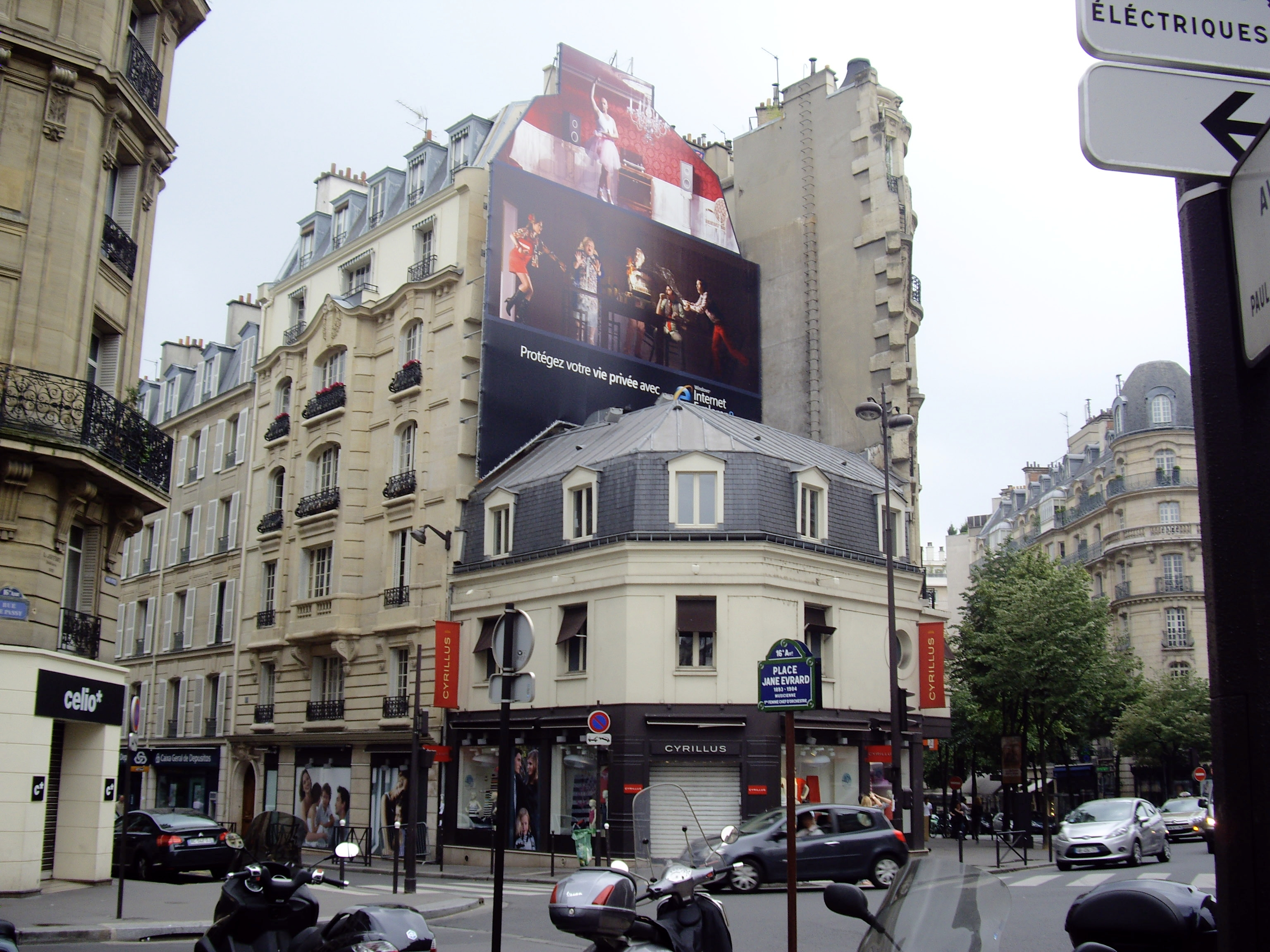
ジェーンヌ＝エヴラール広場 (Place Jane-Evrard)。左がブーランヴィリエ通りで(画像に映らない右側)ポンプ通りへ、右がラ・ミュエット通りで(画像撮影地点側)ポール＝ドゥメール大通りへと続く。
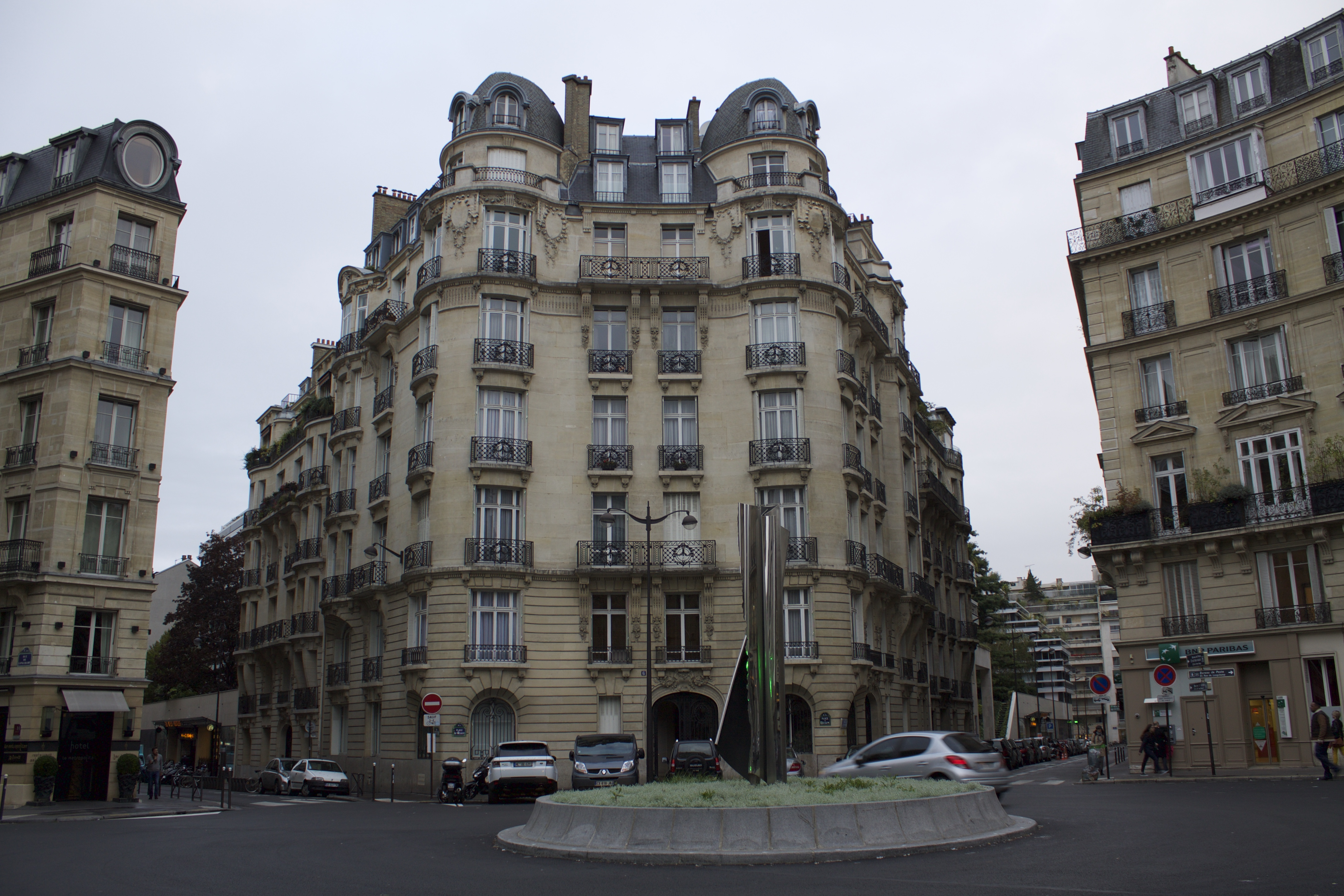
メクシコ広場 (Place de Mexico)
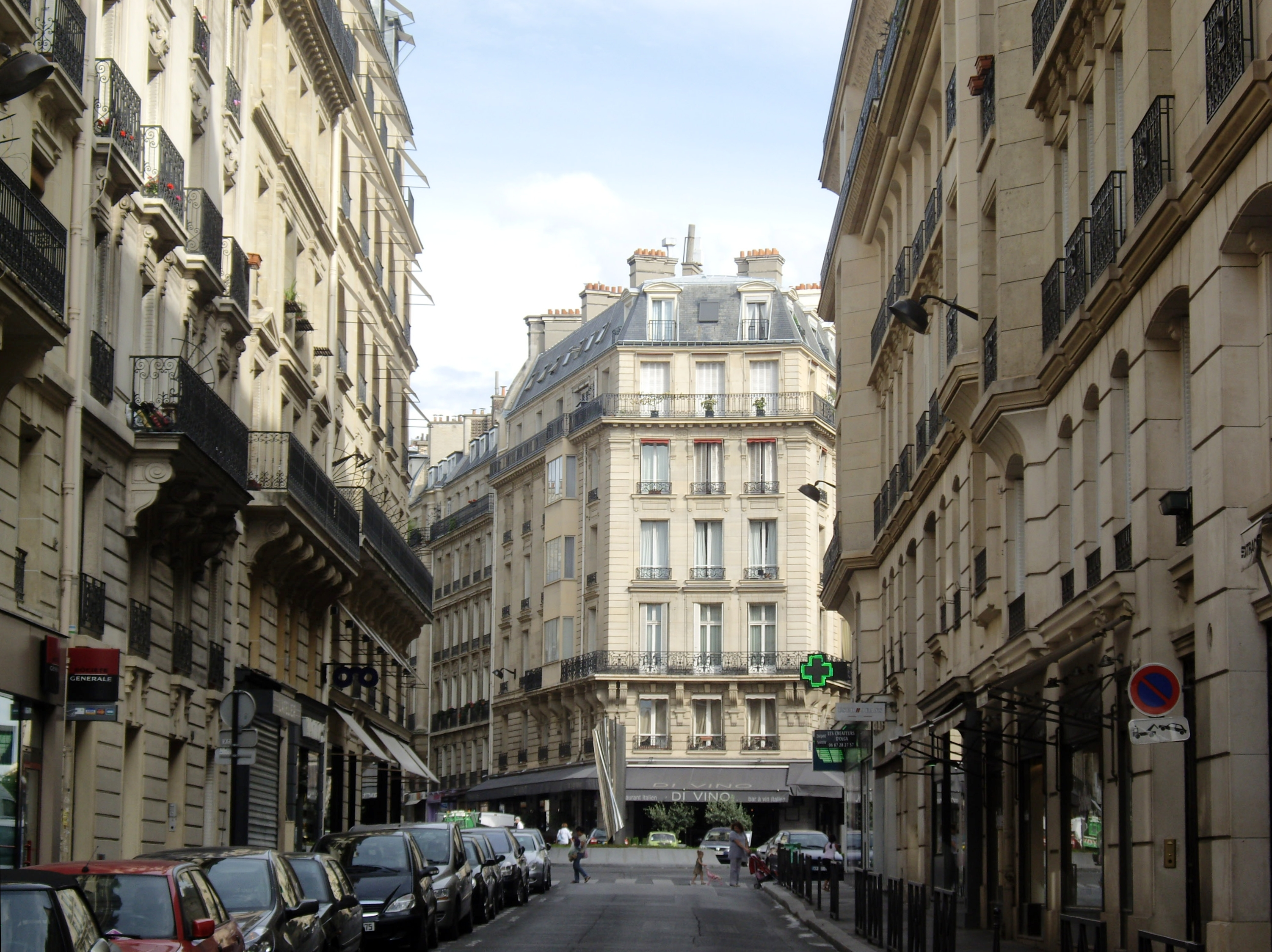
ロンシャン通りとメクシコ広場
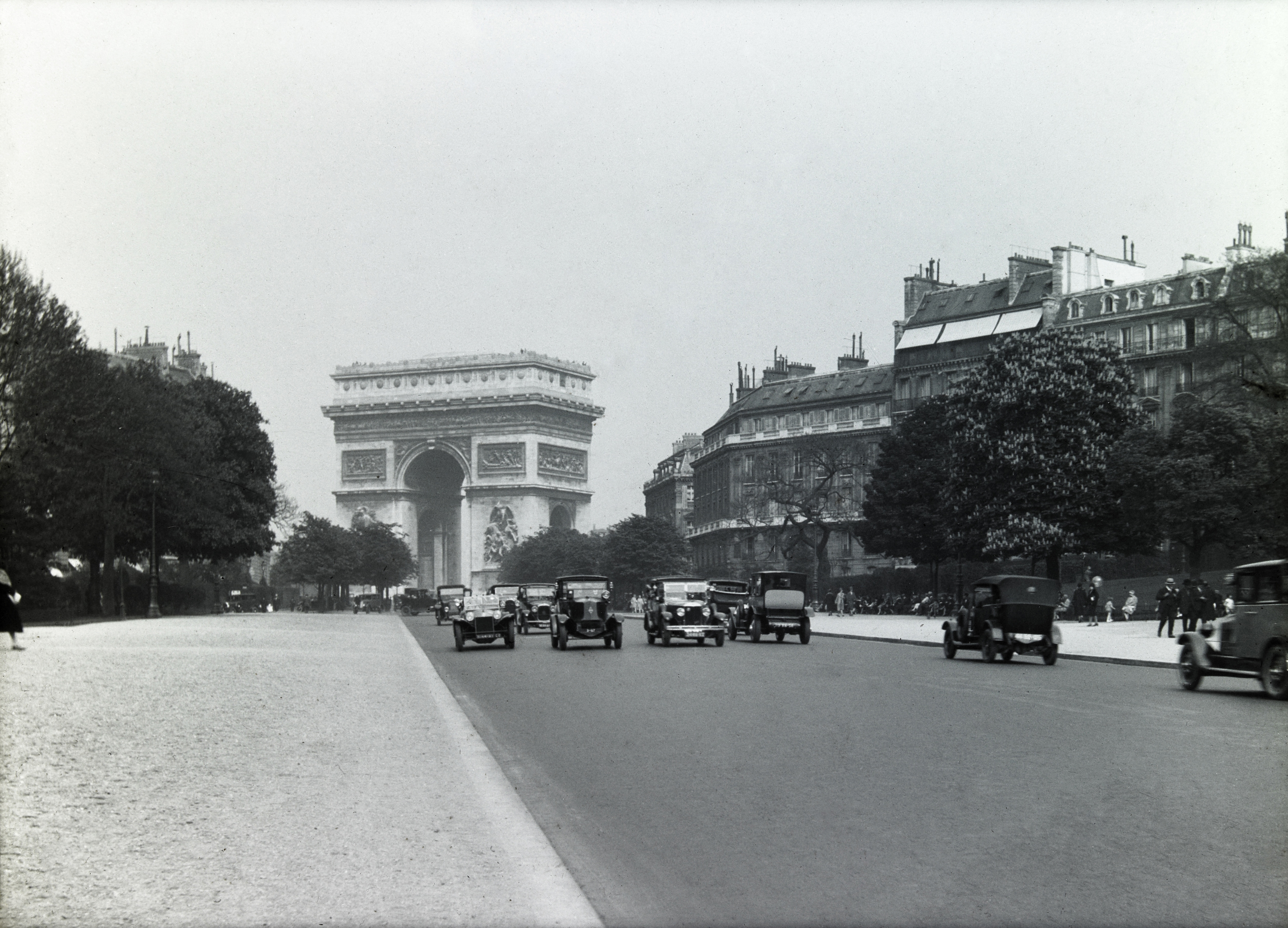
フォッシュ大通りから見るエトワール広場とエトワール凱旋門, 1920年代
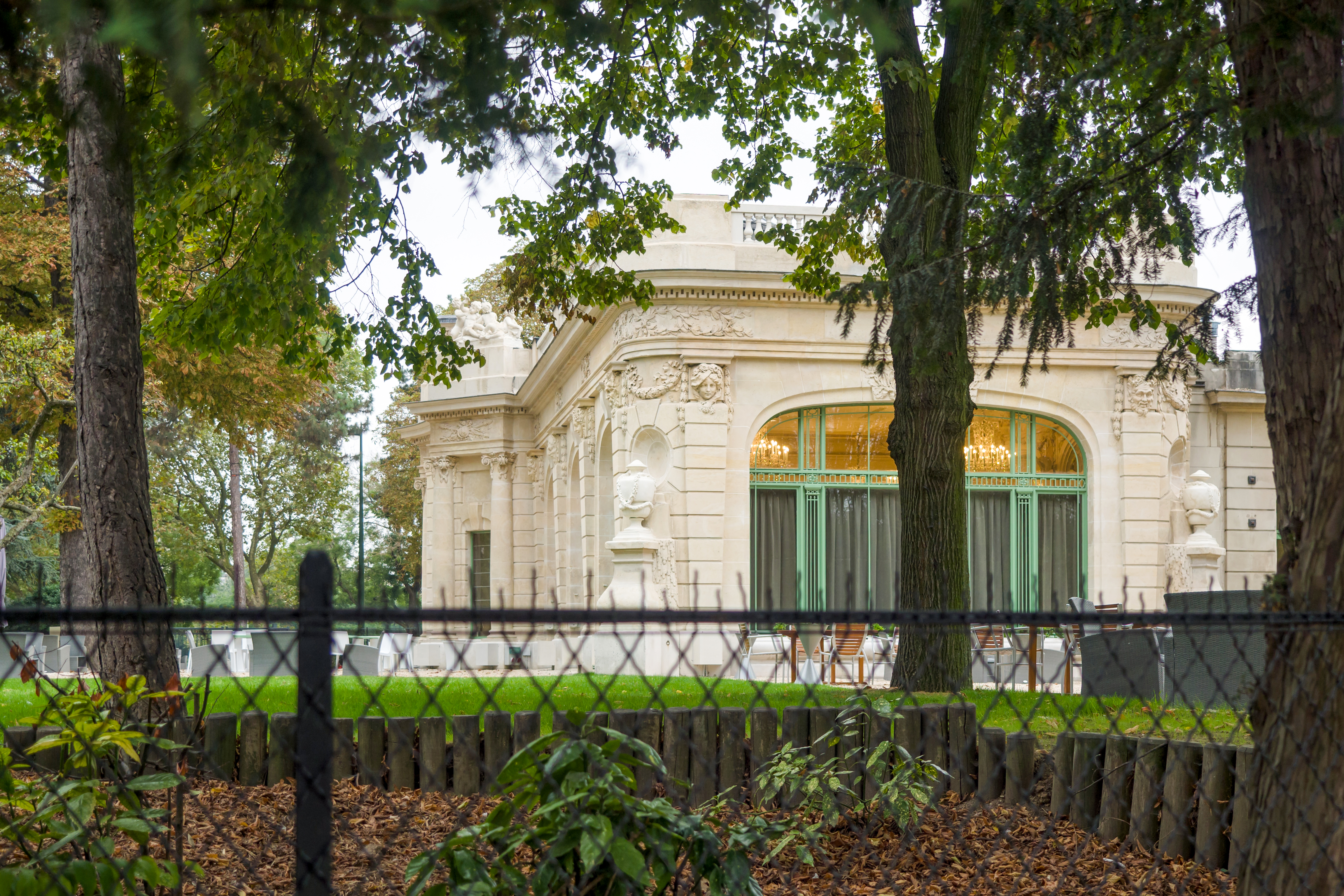
ブローニュの森から見るマレシャル＝ド＝ラトル＝ド＝タシニー広場界隈の建物パヴィヨン・ドーフィーヌ
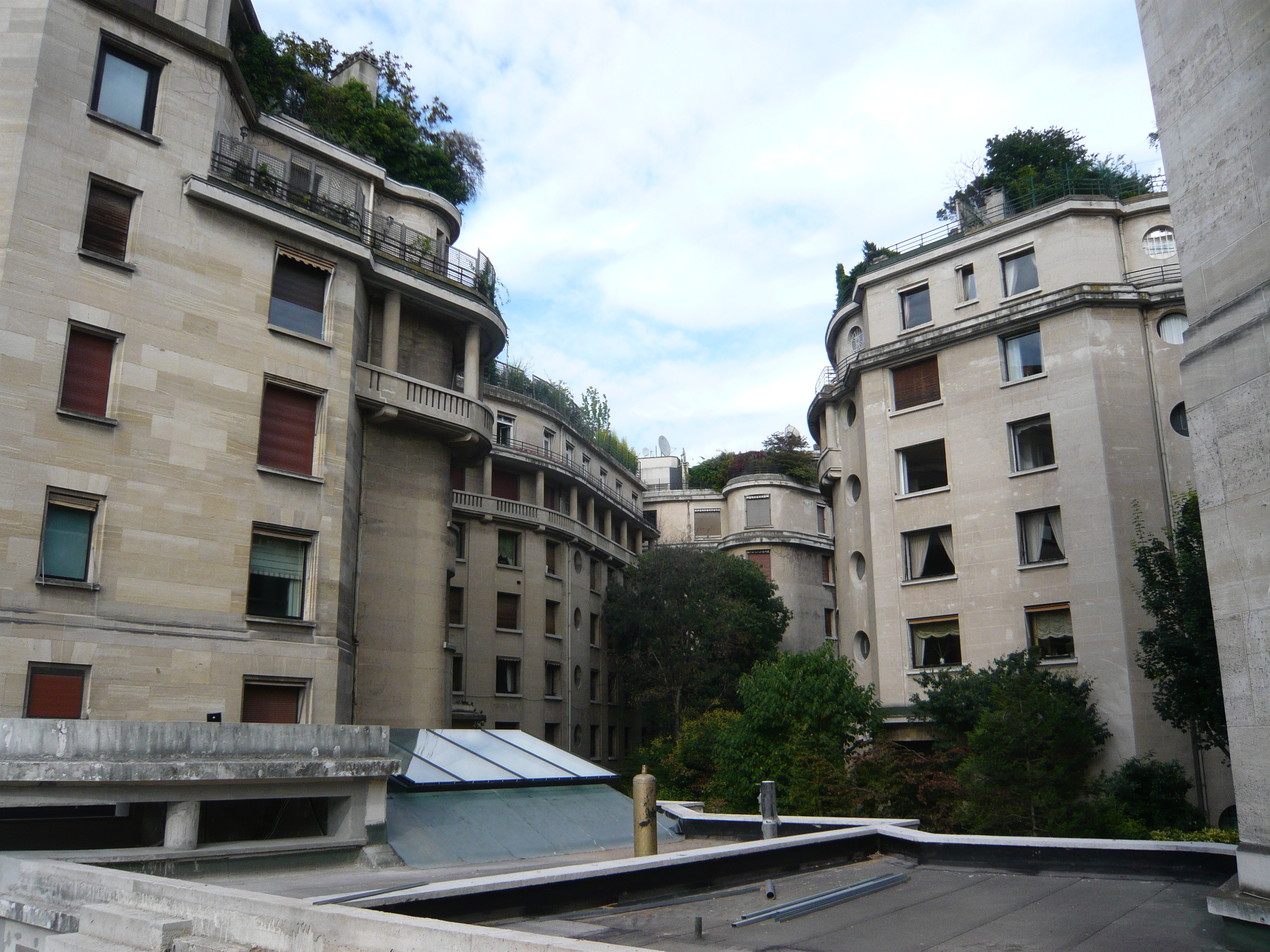
コロンビア広場界隈、1930年代にティエールの城壁跡に建てられた田園都市構想とアール・デコ調の居住建物 イムーブル・ワルテール (Immeubles Walter)
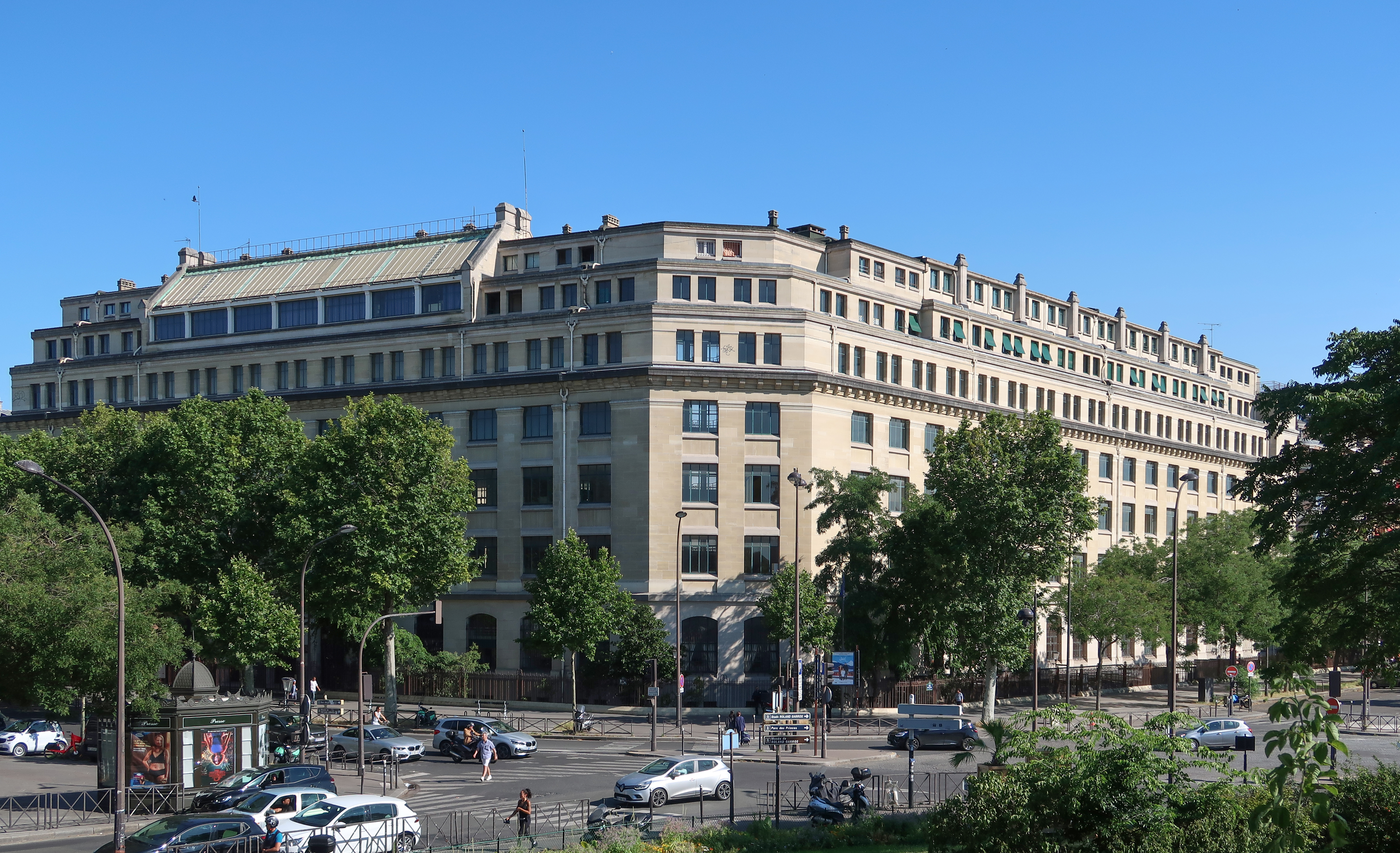
ポルト＝モリトー(ル)広場にあるリセ・ジャン＝ド＝ラ＝フォンテーヌ (fr)

パリの「広場 (プラス、Place)」は、しばしば2以上の道路が交差する場所に位置し、中心の「島」を道路が周回するロータリー状の交差点となっている場合が多い。中心の「島」部分は、オベリスクや緑地等に利用されている場合もある。16区の広場や交差点には、次のようなものがある。
- アルマ広場（Place de l'Alma）
  - 8区、16区の境界に位置している。ダイアナ妃が亡くなったのはこの広場下のトンネルになる。
- イエナ広場（Place d'Iéna）
- ウルグアイ広場（Place de l'Uruguay）
- 合衆国広場（エタ＝ジュニ広場,  Place des Étas-Unis）
- リシャール＝ド＝クードゥノヴ＝カレルジ広場（Place Richard-de-Coudenhove-Kalergi）
  - シャイヨ地区にあり、イエナ大通りなどが接続する。1982年に名付けられた。名称はクーデンホーフ光子の息子で"欧州統合の父"ことリヒャルト・クーデンホーフ＝カレルギーから。
- クレマン＝アデール広場（Place Clément-Ader）
  - グルネル橋の西側にある。
- コスタリカ広場（Place de Costa-Rica）
  - パッシー駅至近にある。
- コロンビア広場（プラス・ド・コロンビ、Place de Colombie）
  - OECD本部が面している。
- シャルル・ド・ゴール広場（エトワール広場、Place Charles-de-Gaulle (Place de l’Étoile)）
  - 8区、16区、17区の境界に位置している。世界的に有名なエトワール凱旋門がある。
- ジェネラル＝パットン広場（Place du Général-Patton）
  - 16区、17区の境界に位置している。名称は第二次大戦期の米軍人ジョージ・パットンから。
- ショパン広場（Place Chopin）
- 東京広場（Place de Tokyo）
  - パレ・ド・トーキョーの北側にある。
- トロカデロ・11月11日広場（トロカデロ広場、プラス・デュ・トロカデロ＝エ＝デュ＝オンズ＝ノヴァンブル、Place du Trocadéro-et-du-11-Novembre）
  - 現在のシャイヨ宮の地に、かつて皇帝ナポレオンが、生まれてくる息子ナポレオン2世の為に「ローマ王宮殿 (Palais du roi de Rome)」を建設した事に因み、 第二帝政期の1869年、ローマ王広場と名付けられたが、第三共和政の1877年、トロカデロ広場と改称した (Réalisations urbaines du Second Empire à Parisも参照)。日本人学校もこの界隈にかつて設けられていた。「日仏文化学院パリ日本人学校」も参照。
- パッシー広場（Place de Passy）
- パラグアイ広場（Place du Paraguay）
  - マレシャル＝ド＝ラトル＝ド＝タシニー広場の東に隣接している。
- バルセロナ広場（プラス・ド・バルスロヌ、Place de Barcelone）
  - ミラボー橋の西側にある。
- ヴィクトル＝ユゴー広場（Place Victor-Hugo）
- ボリビア広場（プラス・ド・ボリヴィー、Place de Bolivie）
- ポルト＝ド＝サン＝クル広場（Place de la Porte-de-Saint-Cloud）
- ポルト＝ドートゥイユ広場（Place de la Porte-d'Auteuil）
- ポルト＝ド＝パッシー広場（Place de la Porte-de-Passy）
- ポルト＝マイヨ広場（Place de la Porte-Maillot）
  - 16区、17区の境界に位置している。エトワール凱旋門からラ・デファンスに向かってグランダルメ大通りが走る。ヌイイ・シュル・セーヌとの境界に位置し、17区側にパレ・デ・コングレ・ド・パリがある。ペリフェリックやブールヴァール・デ・マレショー、グランダルメ大通り･･等が交差する。周辺界隈には、マクドナルド、モンブランで有名なパティスリー&サロン・ド・テ「アンジュリーナ」、ブラッスリー「ル・コングレ・マイヨー (Le Congrès Maillot)」、「オーベルジュ・ダブ (Auberge Dab)」･･等がある。
- ポルト＝モリトール広場（Place de la Porte-Molitor）
  - ブローニュの森やブローニュ＝ビヤンクールとの境界上オートゥイユ地区にある。リセ・ジャン＝ド＝ラ＝フォンテーヌ (fr) が広場周辺にある。
- マレシャル＝ド＝ラトル＝ド＝タシニー広場（Place du Maréchal-De-Lattre-De-Tassigny）
  - ブローニュの森界隈ポルト・ドーフィーヌにある。エトワール凱旋門方面から走るフォッシュ大通りの終点。
- マルレーネ＝ディートリッシュ広場（Place Marlène-Dietrich）
  - 2002年に名付けられた、イエナ広場近くにある広場。名称は、1980-92年に亡くなるまで8区モンテーニュ大通り12番地に居住していたマレーネ・ディートリッヒから。
- メクシコ広場（Place de Mexico）
  - フランス語では、メキシコシティを「Mexico（メクシコ）」と表記する。なお、メキシコ国の仏語表記は、「Mexique（メクシク）」である。
- ロダン広場（Place Rodin）
- ヴァルソヴィー広場（Place de Varsovie）
  - ワルシャワ広場の意。シャイヨ宮トロカデロ庭園とイエナ橋とに挟まれた場所にある。1937年パリ万博時の中心部にあたる同地にポーランド館があったことに因み同国首都名を名付けた。隣接してドイツ館があった。

## 著名な居住者

### 王侯貴族・軍人
- シャルル9世
  - 代々フランス王に用いられた狩猟居宅用の城ないしパヴィヨンを妹の下記王妃マルゴのための小さな城たるラ・ミュエット城ないし宮殿 (Château de la Muette) に改装した。
- マルグリット・ド・ヴァロワ（王妃マルゴ）
  - 上記のようにラ・ミュエット城ないし宮殿に居住し、その機会にブルボン朝始祖アンリ4世と結婚した。離婚後、アンリ4世の2番目の王妃マリー・ド・メディシス子息ルイ13世にラ・ミュエット城ないし宮殿を与えた。
- ヘンリエッタ・マリア・オブ・フランス（ブルボン朝始祖アンリ4世娘、かつイギリス王チャールズ1世王妃）
  - 清教徒革命（イギリス革命）最中、サン＝ジェルマン＝アン＝レー城に身を寄せ王党派を糾合、またシャイヨ修道院 (Couvent des Visitandines de Chaillot) を建造し、1651年から10年ほど当修道院に居住した。
- ヘンリエッタ・アン・ステュアート（イギリス王女、ヘンリエッタ・マリアの末娘、オルレアン公フィリップ1世妃）
  - 同上。母とおよそ10年間シャイヨ修道院に居住
- オルレアン公フィリップ2世（幼君ルイ15世の摂政）
  - ラ・ミュエット城ないし宮殿を購入し狩猟用に用い、近隣マドリッド城 (Château de Madrid) に移り、長女マリー・ルイーズ・エリザベート・ドルレアンに同ラ・ミュエットを与えた。長女は幾度も饗宴を開き、そのなかには大北方戦争勝利に酔いしれ1721年から初代ロシア皇帝に就いたピョートル1世もいた。
- ポンパドゥール夫人（ルイ15世の公妾）
  - ルイ15世がアンジュ＝ジャック・ガブリエルと父ジャック・ガブリエル (fr) に1741-45年にかけ、大規模改修させたラ・ミュエット宮殿に居住。また、現在のパッシー通りとポンプ通り交差点界隈に同宮殿驚異の部屋があった。
- デュ・バリー夫人（同上ルイ15世の公妾） - 同上
- ルイ16世 - マリー・アントワネットとラ・ミュエット宮殿で新婚生活を送った。
- マリー・アントワネット - 同上
- ランバル公妃マリー・ルイーズ
  - セーヌ川沿いのパッシーランバル公邸（フランス語版）ないしランバル館に居住。"親友"マリー・アントワネットもこの館を度々訪れたとのこと。フランス革命期以降には、気球乗りのジャン＝ピエール・ブランシャールがカフェ・コンセールに改装したりした。建物自体は第一次-第二次世界大戦の戦間期に壊されたが、すぐに精密に再建された。
- ピエール＝ナポレオン・ボナパルト（第二帝政皇族）
  - ナポレオン・ボナパルトの弟リュシアンの息子。1870年、オートゥイユの邸宅にて、ジャーナリストのヴィクトール・ノワールを射殺する事件を起こした。
- ロラン・ボナパルト（第二帝政皇族）
  - ナポレオン・ボナパルトの弟リュシアンの孫。娘は精神分析学者マリー・ボナパルト。イエナ大通り（フランス語版）10番地（現 シャングリ・ラ ホテル パリ、fr）に居住
- カスティリオーネ伯爵夫人ヴィルジニア・オルドイーニ
  - イタリア統一の陰の功労者とされている。パッシー界隈に居住し、晩年はヴァンドーム広場やカンボン通り界隈に居住
- エドモン・ド・ポリニャック（フランス語版）（1834年 - 1901年、ポリニャック公爵、作曲家）
  - ポリニャック公爵夫人ヨランドの孫、復古王政期の首相ジュールの子。七月王政期の1845年亡命先からサン＝ジェルマン＝アン＝レーへ、1847年に8区シャンゼリゼ至近ベリー通り（フランス語版）で育つ。フォーブール・サンジェルマンで教育を受け、またフォーブール・サンジェルマンのロベール・ド・モンテスキューのサークルで、グレフュール伯爵エリザベット・シメイやガブリエル・フォーレらと知己に。コンコルド広場コワラン館で「ロワイヤル通りサークル（フランス語版）[26]」を主宰。妻ウィナレッタ・シンガーと共に、シャイヨ宮至近トロカデロ界隈のジョルジュ＝マンデル大通り（フランス語版）43番地に居住。
- ウィナレッタ・シンガー（エドモン・ド・ポリニャックの妻、ポリニャック公爵夫人）
  - 音楽のパトロンとして知られている。1943年に亡くなって後、ジョルジュ＝マンデル43番地から裏手シェフェール通り（フランス語版）46番地界隈までの居宅（ポリニャック公妃館）は、メセナを行う公施設法人のシンガー・ポリニャック財団 (Fondation Singer-Polignac) になり現在まで活動を行っている。
- エリザベット・ド・グラモン（フランス語版）（クレルモン=トネール公爵夫人、作家）
  - アンリ4世子孫ながら"La duchesse rouge （赤い公爵夫人）"と呼ばれた。作家ナタリー・バーネイとの同性愛が知られている。フェザンドリ通り（フランス語版）3番地に1954年に亡くなるまで居住。
- ショワズール＝スタンヴィル公爵ジャック・フィリップ（フランス語版）（貴族・ショワズール公爵家、軍人・仏元帥）
  - 七年戦争のランゲンザルツァの戦いで敗れた指揮官。ルイ15世宰相エティエンヌ・ド・ショワズールの弟。レヌアール通り Hôtel de Valentinoisに居住。
- ジャック＝ドナシアン・ル・レイ・ド・ショーモン（フランス語版）（貴族、アンヴァリッド長官、ショーモン城主）
  - ショーモン宅になっていた Hôtel de Valentinoisに支援依頼で来仏のベンジャミン・フランクリンが数年間居住。米独立戦争に巨額援助をし、ラファイエット侯、ロシャンボー伯らと共に"仏人の米独立の父"の一人。但し、フランス革命に反対し米移住。
- アントワーヌ＝アンリ・ジョミニ（ナポレオン戦争期の軍人、軍事学者） - 1869年に90歳で16区パッシーで居住死去。
- ギュスターヴ・ボルニ＝デボルデ（フランス語版）（軍人、海兵少将）
  - 仏領スーダン成立の功労者。清仏戦争でも中心にいた一人。シェフェール通り（フランス語版）61番地に居住。
- アルフレド・ドレフュス（陸軍軍人、ドレフュス事件） - 1894年、プレジダン＝ウィルソン大通り（フランス語版）6番地に居住
- ジョゼフ・ジョフル（軍人、フランス陸軍総司令官）
  - ポンプ通り (Rue de la Pompe)115番地に10年ほど居住し、1909-1919年の間はミケランジュ通り (Rue Michel-Ange)6番地に、その後ランバル大通り (Avenue de Lamballe)17番地に亡くなるまで居住。3通りにプラークが掲げられている。
- ロベール・ニヴェル（軍人、フランス陸軍総司令官） - トゥール通り（フランス語版）33-35番地に亡くなるまで居住
- モーリス・ガムラン（第二次大戦西部戦線の連合軍総司令官、フランス陸軍総司令官） - 1937年以降、フォッシュ大通り55番地に居住[27]
- フィリップ・ド・ゴール（軍人、上院議員、シャルル・ド・ゴールの子）
- アルベール1世（モナコ公）
  - 16区プレジダン＝ウィルソン大通り10番地、同ジョルジュ＝マンデル大通り、8区フォーブール＝サントノレ通り（フランス語版）25番地に居住。プレジダン＝ウィルソンの館は1923年からバチカン大使館が置かれ、1945年にはヨハネ23世が大使だった。
- レーニエ3世（モナコ公）、グレース・ケリー（モナコ公妃、元女優） - フォッシュ大通り（フランス語版）界隈に居住
- サルマーン・ビン・アブドゥルアズィーズ（現在の第7代サウジアラビア国王） - フォッシュ大通り界隈に居住
- 徳川昭武（水戸藩第11代最後の藩主）
  - 明治元年11月（1869年）に藩主に就く以前の幕末から維新草創期に仏留学中の慶応3年5月（1867年）から3か月間、凱旋門近くフォッシュ街界隈ペルゴレーズ街 (Rue Pergolèse) 53番地のロシア貴族邸を借り住居とした[28]。その8年後の明治11年（1878年）に再び仏留学をし、前回の国賓待遇とはうって変わってパンテオン近くパリ5区エストラパッド街 (Rue de l'Estrapade) に居住し、パリ17区にあるエコール・モンジュ（現リセ・カルノ）に通った[29]。
- マドリード公爵カルロス（スペイン・ブルボン朝のスペイン王位請求権者）、マドリード公爵夫人マルゲリータ - 1877-1880年、シャム通り (Rue de Siam) との合流地点ポンプ通り (Rue de la Pompe) 43-45番地に居住[30]。
- アントワーヌ・ビベスコ（フランス語版）（外交官、ルーマニアボヤールのビベスコ家 (en, fr)、ワラキア大公 (en)ゲオルゲ (fr) の孫、妻は英首相アスキス次女エリザベト (fr)）
  - 作家マルセル・プルーストの親友の一人として知られている。8区クールセル通り (Rue de Courcelles) 69番地界隈で弟Emmanuel Bibescoと育った。トロカデロのシェフェール通り界隈ヴィヌーズ通り (Rue Vineuse) 20番地に居住し、弟のEmmanuelは同14番地に居住。第二次大戦後、故国が共産化したため1919年-2004年の間ビベスコ家所有のサン＝ルイ島ケ・ド・ブルボン (Quai de Bourbon) 45番地に主に居住。
- アンナ・ド・ノアイユ（ノアイユ伯爵夫人アンナ＝エリザベート、小説家・詩人）
  - ルーマニア大貴族ビベスコ家出、嫁ぎ先はノアイユ"公爵"家。17区シテ・デ・フルー (Cité des Fleurs) に優美なパイプオルガン付きサロンを造築。7区ラ・トゥール＝モブール大通り (boulevard de La Tour-Maubourg) 界隈で出生し、1910年から1933年に亡くなるまでシェフェール通り（フランス語版）40番地、スクワール・デュ・トロカデロ (Square du Trocadéro)界隈に居住。生没地にプラークが掲げられている。
- エレーヌ・ヴァカレスコ（フランス語版）（ルーマニアボヤールのヴァカレスコ家 (fr) の出、詩人、外交官） - シャイヨ地区シャイヨ通り (Rue de Chaillot) 7番地に1937年からその死の1947年まで居住。同地にプラークが掲げられている。
- ボニー・ド・カステラーヌ（フランス語版）
  - またはプロヴァンス貴族のカステラーヌ侯ポール・エルネスト・ボニファス。政治家。米投機家億万長者のジェイ・グールド相続人の娘アンナ・グールド (fr) と結婚し、16区フォッシュ大通りにパレ・ローズ (Palais Rose) を建造居住（後にアンナはクールラント公女・サガン女公爵ドロテアのひ孫サガン公 (fr) と結婚）。さらにベル・エポックを牽引した。7区アンヴァリッドないしフォーブール・サンジェルマン界隈で出生し亡くなった。
- フェリックス・ユスポフ（ロマノフ朝ロシア帝国貴族ユスポフ公）
  - グレゴリー・ラスプーチン殺害者。1940年以降16区内のRue Agar、65 Rue La-Fontaine、1943年から亡くなるまで38 Rue Pierre-Guérinに居住。
- イリナ・アレクサンドロヴナ（ロマノフ朝ロシア帝国公女、ユスポフ公の妻） - 同上
- クロシュ・レザー・パフラヴィー（パフラヴィー朝イラン皇帝モハンマド・レザー・パフラヴィーの子） - フォッシュ大通り33番地に居住
- ウィンザー公爵エドワード（英ウィンザー朝第2代国王）、ウィンザー公爵夫人ウォリス
  - ウィンザー公はイギリス国王退位後の1953年から亡くなる1972年までヌイイ＝シュル＝セーヌ境界側ブローニュの森内にあるヴィラ・ウィンザー (Villa Windsor) に居住し、妻ウォリス・シンプソンも1986年同館で死去。その後同館はモハメド・アルファイドが購入。1997年、ダイアナ妃とドディ・アルファイドはオテル・リッツ・パリから同館に向かう途中アルマ広場下のトンネルで亡くなった[31]。

### 政治
- ベンジャミン・フランクリン （米政治家） - 1776年12月以降数年間、アメリカ独立戦争への支援依頼で、レヌアール通りオテル・ド・ヴァレンティノワ (Hôtel de Valentinois) に居住
- ポール・バラス（政治家、総裁政府総裁の筆頭） - 晩年、シャイヨ地区シャイヨ通り (Rue de Chaillot) 旧70番地で死去
- アルフォンス・ド・ラマルティーヌ（詩人、政治家）
- パトリス・ド・マクマオン（軍人、元大統領） - 大統領に就く以前にトロカデロ界隈ヴィヌーズ通り（フランス語版）49番地に居住[32]
- シャルル・ド・フレシネ（元首相） - フェザンドリ通り（フランス語版）123番地に居住
- ポール・デシャネル（元大統領, 1920年） - 1859年の少年期、一家で8区パンティエーヴル通り34番地居住。晩年はエロー大通り（フランス語版）10番地に居住し死去。プラークが掲げられている。
- ジョルジュ・クレマンソー（元首相） - トロカデロ界隈に居住。上記クレマンソー博物館参照
- ジョルジュ・マンデル（フランス語版）（レジスタンス運動指導者、政治家） - 第二次大戦期の内相で1944年7月、フォンテーヌブローの森でミリスに虐殺された。ロチルド家の縁戚。ジョルジュ＝マンデル大通り（フランス語版）界隈、モザール通り（フランス語版）等に居住
- ガストン・ドゥメルグ（元大統領・首相） - フォッシュ大通り43番地に亡くなる前の1934年に同地1階（日本の2階）に引っ越し。地上階（1階）の彼の隣人は、駐仏ベルギー大使男爵エドモン・ド＝ゲフィエ＝デストロワ（Edmond de Gaiffier d'Hestroy）[33]。
- アルベール・ルブラン（元大統領・首相） - ボーセジュール大通り (Boulevard de Beauséjour) 19番地で1945年から1950年に亡くなるまで居住
- ミシェル・ドゥブレ（第五共和政初代首相、フランス国立行政学院 (ENA) 創設者） - パリ7区生まれ。1958年夏、ミシェル・ドゥブレらシャルル・ドゴールの閣僚らがパリ西部近郊ラ・セル＝サン＝クルーにあるラ・セル城に昼夜籠もり、フランス第五共和政憲法草案を起草した。但し、ドゥブレのみパリ16区の自宅とを往復していた[34]。
- ジャック・シャバン＝デルマス（元首相） - 13区オピタル大通り76番地生まれ。ヴィクトル＝ユーゴー大通り（フランス語版）15番地に1994年まで居住
- ヴァレリー・ジスカール・デスタン（元大統領） - 青少年期も16区内の私立小エコール・ジェルソンやリセ・ジャンソン・ド・サイイ等に通っていた。大統領退任後の1981年以降、ロンシャン通り周辺界隈に居住
- エドゥアール・バラデュール（元首相）
- ニコラ・サルコジ（元大統領） - ブッフレ伯爵夫人 (fr) やモンモランシー公の所有邸宅跡にあるヴィラないしゲーテッド・コミュニティの"ヴィラ・モンモランシー (Villa Montmorency) " に大統領退任後を通じて居住
- クリスティーヌ・ラガルド（現IMF専務理事、元経済・財政大臣） - パッシー駅の東側スクアール・アルボニ (Square Alboni) に居住し、現在(2010年時点)は息子2人がそこに居住している[35]。生まれはパリ9区
- ジャック・アタリ（ユダヤ系の経済思想家、歴代大統領顧問） - ポンプ通りに居住し、リセ・ジャンソン＝ド＝サイイに通った。
- イグナツィ・パデレフスキ（第3代(第2代)ポーランド第二共和国首相、ピアニスト・作曲家） - 1889-1906年の間、ヴィクトル＝ユーゴー大通り94番地に居住
- コンスタンディノス・カラマンリス（元ギリシャ大統領・首相） - 1963-1974年の間、モンモランシー大通り (Boulevard de Montmorency) 37番地に居住
- リシウス・サロモン（フランス語版）（第13代ハイチ共和国大統領） - 1879年10月-1888年8月まで大統領、1888年10月にヴィクトル＝ユーゴー大通り3番地で死去
- モブツ・セセ・セコ（初代ザイール共和国大統領 (第2代コンゴ民主共和国大統領)、独裁政権） - フォッシュ大通り界隈に居住
- アマニ・ディオリ（初代ニジェール共和国大統領） - シェフェール通り（フランス語版）39番地に居住
- フェリックス・ウフェ＝ボワニ（初代コートジボワール共和国大統領・首相。フランス人口保健省大臣） - 1957年11月から1958年5月にかけてフランス本国で人口保健省大臣を務めた他、国務大臣も2度務めた。ジョルジュ＝マンデル大通り（フランス語版）40番地に居住

### 財界・富豪
- ウィリアム・キッサム・ヴァンダービルト（米実業家、ヴァンダービルト家） - パッシーで居住死去
- ルイ・ルノー（実業家、ルノー創業者） - 8区内で生まれ、ブローニュ＝ビヤンクール、フォッシュ大通り界隈に居住
- カルースト・グルベンキアン（実業家、石油マン「ミスター5%」） - イエナ大通り（フランス語版）51番地に居住
- ルイ・カーン・ダンヴェール（フランス語版）（伯爵、アントワープのユダヤ人アシュケナジー系銀行家） - イエナ大通り58番地界隈のシャイヨー地区バッサノ通り (Rue de Bassano) 2番地のカーン・ダンヴェール館に居住。同館で生まれた子は二男三女 (fr) で、長女イレーヌはルノワールの『イレーヌ・カーン・ダンヴェール嬢 』 の、二女エリザベットと三女アリスは同じくルノワールの『ピンクと青、カーン・ダンヴェール家のアリスとエリザベート』(fr) の被写体になった。
- アンリ・ド・ロチルド（フランス語版）（男爵、フィランソロピスト、パリ・ロチルド家） - 8区フォーブール＝サントノレ通りの邸宅を第一次世界大戦の連合国の社交クラブ「Cercle de l'Union Interalliee (連合国クラブ)」に改装し、ラ・ミュエット宮殿を購入し居住。ナタニエル・ド・ロチルドの孫、曾孫にフィリップ・ド・ロチルドがいる。
- マリー＝アンネ・フォン・ゴルトシュミット＝ロートシルト（ドイツ語版）（女男爵、ドイツロスチャイルド家 (仏：ロチルド家) ） - フェザンドリ通り33番地の邸宅のうち庭園別館を後に、パリ・ロチルド家出の女優・プロデューサー Nicole Stephaneに売却した。
- アリストテレス・オナシス（実業家） - ルイ・ルノーから購入したフォッシュ大通り88番地に居住[36]。マリア・カラスやジャクリーヌ・ケネディらと居住した[37]
- エドアール＝ジャン・アンパン（フランス語版）（男爵、シュナイダーエレクトリックCEO） - 1978年に誘拐事件に遭い人質になっている間、メディアに次々と賭博癖艶聞等を流され事件前後で人生が180度変わってしまった人物として知られている。フォッシュ大通り33番地に居住
- ピエール・ヴェルテメール（ココ・シャネル〈ガブリエル・シャネル〉のシャネル共同創業財務パートナー） - フォッシュ大通り55番地に居住[38]。
- ルネ・ラコステ（ラコステ創業者、テニス選手） - 10区生まれ。イムーブル・ワルテール (Immeubles Walter) に居住していた
- ウジェーヌ・シュレール（フランス語版）（ロレアル創業者、リリアンヌ・ベタンクールの父） - イムーブル・ワルテール (Immeubles Walter) に居住していた
- セルジュ・ダッソー（フランス語版）（ダッソー名誉会長、政治家）- イムーブル・ワルテール (Immeubles Walter) に居住
- ローラン・ダッソー（フランス語版）（ダッソー社長、セルジュの子） - ヴィラないしゲーテッド・コミュニティの"ヴィラ・モンモランシー (Villa Montmorency) " に居住
- ドミニク・ドゥセイニュ(Dominique Desseigne, カジノ経営者) - 1997年から妻のディアーヌ・バリエール (Diane Barrière) が2001年に亡くなるまで"ヴィラ・モンモランシー (Villa Montmorency) " に居住
- ピエール・ガブリエル・ゲラン (Pierre Gabriel Guerlain, 1872-1961年, ゲラン4代目調香師) - イムーブル・ワルテール (Immeubles Walter) に居住
- パトリック・グレ＝モーブッサン (Patrick Goulet-Mauboussin, モーブッサン6代目社長) - スイスの投資会社に2002年に買収され現在は退任。イムーブル・ワルテール (Immeubles Walter) に居住
- マルセル・ブルスタン＝ブランシェ（フランス語版）（レジスタンス、ユダヤ系、大手広告代理店ピュブリシス創業者） - 1996年、16区で居住死去
- ジェフリー・エプスタイン（米実業家、投資家） - 2002年から小児性愛・児童買春で逮捕後自殺した2019年までフォッシュ大通り22番地を所有し居住滞在[39][40]。交友関係に英王室のアンドルー王子など著名人が多数[41]。ビル・クリントンやドナルド・トランプとも親交を持っていた[42]。他に、フランスの政治家ジャック・ラング、実業家で政治家のスティーブ・バノンなど。ビル・ゲイツは交友を否定していた。

### 学者
- エルヴェ・フェイ（天文学者） - コルタンベール通り（フランス語版）39番地に居住し、当地で亡くなる。
- アンリ・ベルクソン（哲学者、ノーベル文学賞） - 　ヴィラないしゲーテッド・コミュニティの"ヴィラ・モンモランシー (Villa Montmorency) " と、ボーセジュール大通り (Boulevard de Beauséjour) 21番地に1941年に亡くなるまで居住。同地にプラークが掲げられている。
- ジョルジュ・ソレル（社会思想家、社会主義者、革命的サンディカリストないし革命的組合主義者） - 史的唯物論から離れ、時代精神ないし「神話」についてアンリ・ベルクソンらから影響を受けた。1895年、ミケランジュ通り (Rue Michel-Ange)23番地に居住
- アルフォンス・ベルティヨン（犯罪学者、科学捜査官） - プレジダン＝ウィルソン大通り（フランス語版）5番地に居住
- ジャクリーヌ・ド・ロミイ（ジャクリーヌ・ド・ロミリ、ギリシャ文学者）

### 文化
- カミーユ・ピサロ（画家）
- レオ・フォンタン（フランス語版）（画家） - Rue Beethoven7番地に居住
- ウジェーヌ・マネ、ベルト・モリゾ（画家夫妻） - ウジェーヌは画家エドゥアール・マネの弟。1874年パッシーのノートルダム＝ド＝グラス教会（l'église de Notre-Dame-de-Grâce de Passy）で結婚し、旧ヴィルジュスト通り（rue de Villejust, 現ポール＝ヴァレリー通り(fr) 40番地）の建物に居住。ベルトは婚前から両親らとパッシーにアトリエ兼居住。ウジェーヌとベルトら両親死後、一人娘ジュリー・マネは引き続き同建物に居住し、1966年に死後、両親と同じパッシー墓地に埋葬。またポール・ヴァレリーも1900年から亡くなる1945年まで同建物に居住。
- 板東敏雄（画家、エコール・ド・パリ） - 1924年頃、モンパルナス地区パリ14区ラスパイユ大通り (Boulevard Raspail) 207番地に居住。その後、パッシー界隈ニコロ通り (Rue Nicolo) 13番地に1940年から亡くなる1973年頃まで居住。ちなみにニコロ通りの名称は作曲家ニコラ・イズアールより。
- アンリ・ファルジュ（画家） -  ヴェルサイユ大通り（フランス語版）に居住
- ポール・デュカス（作曲家） - ラヌラグ通り（フランス語版）84番地に居住
- グザヴィエ・ルルー（作曲家） - コルタンベール通り（フランス語版）64番地に居住
- ピエール・バイヨ（作曲家）
- ジャコモ・プッチーニ（作曲家）
- ジョアキーノ・ロッシーニ（作曲家）
- クロード・ドビュッシー（作曲家） - 17区内や、1905年から亡くなる1918年にかけて、Place du Maréchal-de-Lattre-de-Tassignyに近いスクアール・ド・ラヴニュ＝フォッシュ (Square de l'Avenue-Foch) 24番地に居住[43]。妻の声楽家エンマ・バルダックは1934年8月、トロカデロ界隈ヴィヌーズ通り (Rue Vineuse) 24番地で死去。ドビュッシーの近くに、娘クロード＝エンマと共にパッシー墓地に葬られている。
- モーリス・ドラージュ（作曲家） - パリ6区生まれ。オートゥイユのラ・ヴィラ＝ド＝ラ＝レユニオン大通り（Grande Avenue de la Villa-de-la-Réunion）25番地に居住。20世紀初頭の芸術家グループ「アパッシュ」（en）メンバーで、1912年の33歳の時に過ごしたインドと日本の旋律等に影響を受けている。
- ジャン＝ピエール・ランパル（フルート奏者） - モザール通り15番地に居住
- アルトゥール・ルービンシュタイン（ピアニスト） - 1938年にスクアール・ド・ラヴニュ＝フォッシュ (Square de l'Avenue-Foch) 22番地に居住したが、翌1939年9月12日にフランス国外に出国したため長くは利用しなかった[44]。
- エミール・ヴォードルメール（建築家） - ジョルジュ＝マンデル大通り27番地に居住
- エクトール・ギマール（建築家、アールヌーヴォーの代表的人物） - 1913-1930年の間、モザール通り122番地のギマール館(fr) に居住。その他オートゥイユには、フリリエール大通り (fr) の旧サクレ＝クール小 (École du Sacré-Cœur, 1895年) などギマール作品が数多く残っている。
- ル・コルビュジエ（建築家） - ブローニュ＝ビヤンクール境界界隈ナンジェセール・エ・コリ通り (fr) 24番地の「イムーブル・モリトー (fr)」 は、1935年から亡くなる1965年までアトリエ兼居住した建物で、現在コルビュジエ財団になっている[45]。その他オートゥイユ界隈のメゾン・ラ・ロッシュ (Maison La Roche)、メゾン・ジャンヌレ (Maison Jeanneret)やブローニュ＝ビヤンクール界隈に建築作品が残る。
- オーギュスト・ペレ（建築家） - 鉄筋コンクリート建物の先駆たる1902-04年に自ら建築した16区フランクラン通りの建物最上階の他、1932年から亡くなる1954年まで自ら建築したパッシー通り裏手ベルトン通り（fr, レヌアール通り(fr)51-55番地側）に居住（現在は国際建築家連合事務局）。事務所はブローニュ＝ビヤンクール。第二次大戦後の崩壊したル・アーヴルの街づくりの中心人物。
- モリエール（劇作家、俳優） - 生まれは現在の1区サントノレ通り界隈
- ヴィクトル・ユーゴー（作家、政治家。『レ・ミゼラブル』、『ノートルダム・ド・パリ』）
  - 1830-1832年の間はパリ8区ジャン＝グジョン通り (fr) 9番地に一家で居住。1832年 - 1848年の間は4区ヴォージュ広場 (fr) 6番地に一家で居住し、現在は「ヴィクトル・ユーゴー記念館」に。また、この旧宅で『レ・ミゼラブル』の前身『レ・ミゼール』を執筆[46]。1873年に"ヴィラ・モンモランシー (Villa Montmorency) " に3ヶ月程居住した。晩年、1874-1878年11月の間は9区クリシー通り (fr) 21番地に居住し、その間『九十三年』を書き上げた[47]。さらにヴィクトル＝ユーゴー大通り（フランス語版）124番地(旧50番地)のリュジニャン公妃館に愛人ジュリエット・ドルエと居住し、1885年同館で死去。同地にプラークが掲げられている。
- オノレ・ド・バルザック（作家）
  - 1836年頃、債権者から逃げるためパリ改造前のイエナ大通り（フランス語版）12番地に当たる界隈に一時的に居住。晩年にあたる1840年から1847年にかけて、現在はバルザック記念館 (Maison de Balzac) となっている建物に居住。この場所で『従妹ベット』『従兄ポンス』などを執筆[48]。
- ピエール＝ジャン・ド・ベランジェ（抒情詩人、象徴派詩人） - 1841-1847年、トロカデロ界隈ヴィヌーズ通り（フランス語版）21番地、シェフェール通り（フランス語版）4番地に居住[32]
- ピエール・ルイス（象徴派詩人） - ヴィヌーズ通り49番地に居住[49]
- マルセル・プレヴォ（フランス語版）（作家） - ヴィヌーズ通り49番地に居住
- アンドレ・ショメ（フランス語版）（批評家、ジャーナリスト） - ヴィヌーズ通り49番地に居住
- ジャック・ド・ラクレテル（フランス語版）（批評家） - ヴィヌーズ通り49番地に居住
- ジョージ・ギッシング（英小説家） - 1900年にシャム通り (Rue de Siam) 13番地に居住
- ポール・ヴァレリー（作家、象徴派詩人、哲学者） - 1891年から1899年まで5区ゲイ＝リュサック通り（Rue Gay-Lussac）12番地に居住。上記ウジェーヌ・マネとベルト・モリゾ夫妻の死後1900年にベルトの姪と結婚し、ベルト娘ジュリー・マネらと同じ旧ヴィルジュスト通り（rue de Villejust, 現ポール＝ヴァレリー通り(fr) 40番地）の建物に同1900年から亡くなる1945年まで居住
- ルネ・ゴシニ（作家、『アステリックス』） - ブーランヴィリエ通り（フランス語版）界隈に居住
- フランソワーズ・サガン（作家、『悲しみよこんにちは』） - 幼少期は17区やグルノーブルその他、大成後はフォッシュ大通り（フランス語版）界隈や7区などに居住
- パトリック・モディアノ（作家）
- オクターヴ・ミルボー（自然主義作家、ジャーナリスト） - 1901-09の間、フォッシュ大通り84（旧64）番地に居住[50]。ちなみに82, 84, 86番地はのちのナチス占領期の仏ゲシュタポ本部。
- アンリ・バタイユ（劇作家） -フォッシュ大通り40番地に居住[51][52]。
- マルセル・パニョル（作家・劇作家・映画監督） - 1956年からその死の1974年4月18日までスクアール・ド・ラヴニュ＝フォッシュ (Square de l'Avenue-Foch) 16番地に居住。同地にプラークが掲げられている。
- ジェラール・ド・ヴィリエ（作家） - フォッシュ大通り界隈に居住
- ギヨーム・アポリネール（象徴派詩人、作家、文芸評論家、キュビズム先導者、シュルレアリスム造語）
  - Rue Bertonや"ヴィラ・モンモランシー (Villa Montmorency)"に居住。1913年1月に同オートゥイユからサン＝ジェルマン大通り202番地に居住し、1918年11月に同地で死去。プラークが同建物に掲げられている。
- アンドレ・ジッド（作家、ノーベル文学賞） - 1916年頃から"ヴィラ・モンモランシー (Villa Montmorency)"に居住
- エドモン・ド・ゴンクール（作家、ゴンクール賞）
  - ベル・エポックの19世紀後半当時、モンモランシー大通り (Boulevard de Montmorency) 67番地の居宅に、ロダン、ゾラ、オクターヴ・ミルボー、ギュスターヴ・ジェフロワ、ウジェーヌ・カリエール、モーリス・バレスらが集っていた。
- ハインリヒ・ハイネ（作家、詩人、文芸批評家、共産主義思想家） - パリで若き日のカール・マルクスに共産主義思想を鼓吹する。パッシー界隈ニコロ通り (Rue Nicolo) 64番地に1848年頃に居住
- ナタリー・クリフォード・バーネイ（米女性作家、同性愛者）、エヴァ・パーマー・シケリアノス（米古代ギリシャ研究家、歴史家）
  - 1890年代、2人はシャイヨ地区シャルグラン通り (fr) 4番地のアパルトマンを共有し、のちにヌイイ＝シュル＝セーヌにそれぞれ独居した。
- クリスチャン・ディオール（ファッションデザイナー、ディオール創業者） - 青少年期を16区で過ごした
- アンリ・ブシャール（彫刻家） - 晩年オートゥイユ界隈で過ごしたアトリエが当人の美術館になっている

### 芸能
- オルタンス・シュネデール（19世紀半ば以降フランス第二帝政期のオペレッタ歌手、女優） - 『美しきエレーヌ』などジャック・オッフェンバック作曲のオペラ・ブッフで活躍した。ヴェルサイユ大通り（フランス語版）123番地に居住。同地にプラークが掲げられている。
- ジョヴァンニ・マリオ（オペラ歌手）
- フョードル・シャリアピン（オペラ歌手） - エロー大通り（フランス語版）22番地に居住し1938年に同地で死去。プラークが掲げられている。
- ロイ・フラー（米ダンサー） - コルタンベール通り（フランス語版）24番地に居住
- クロード・フランソワ（歌手）
- マリア・カラス（オペラ歌手） - 上記オナシスとフォッシュ大通り88番地に、その後フォッシュ大通り44番地[53]、さらにジョルジュ＝マンデル大通り36番地に居住。当通りに並んで「Allée Maria-Callas（マリア・カラスの並木道）」がある。
- ジャック・ドュトロン（フランス語版）、フランソワーズ・アルディ（歌手夫妻） - フォッシュ大通り（フランス語版）50番地に居住[36]。
- アベル・ガンス（映画監督、俳優） - パリ18区生まれ。8区のリセ・シャプタルに通った。晩年、居住し亡くなった地は16区で、墓所はオートゥイユ墓地
- フェルナンデル（喜劇俳優） - フォッシュ大通り44番地に亡くなるまで居住。上記マリア・ガラスも同じアパートに居住し、同棲ではないが親しい関係だった[53]。
- ジャン＝ルイ・バロー、マドレーヌ・ルノー（俳優・舞台俳優(コメディ)夫妻） - 1940-1994年の間、プレジダン＝ウィルソン大通り（フランス語版）18番地に居住。同地にプラークが掲げられている。マドレーヌ・ルノーは16区生まれ
- オリヴィア・デ・ハヴィランド（女優、『風と共に去りぬ (映画)』） - 東京(現在の港区)生まれ。ロンシャン通り周辺界隈に居住
- アルレッティ（女優） - クールブヴォワ生まれ。1966-1992年の間、16区オートゥイユのレミュザ通り (Rue de Rémusat) に居住
- バルバラ（歌手） - パリ17区に生まれ、17区内を転々とし、1937年以降、マルセイユやオーヴェルニュ地方ロアンヌへ。父がユダヤ系アルザス人の為、1941年以降、ナチス・ドイツ仏占領軍から逃げるため、ピレネー地方タルブ、アンドル県、オーヴェルニュ地方イゼール県等を転々とした。戦後1945年以降は、イヴリーヌ県やパリ18区、9区へ。1946-1959年の間は20区、1961-1968年の間、16区オートゥイユのレミュザ通り (Rue de Rémusat) 居住。"Rémusat"は、1967年に亡くなった同居の母を歌った曲の題名に。ヌイイ＝シュル＝セーヌの病院でエイズにより死去。
- フランソワーズ・アルヌール（女優）
- セルジュ・ゲンスブール（作曲家、映画監督） - ロシア（ウクライナ）移民の一家で、青少年期は20区、9区、リモージュ、パリ解放少し前に16区居住。
- ジーン・セバーグ（女優） - ロンシャン通り（フランス語版）125番地に居住し、その界隈で自殺した。
- ジェーン・バーキン（女優）
- アラン・ドロン（男優） - デビュー前、モンマルトル界隈で仕事を転々ブラブラしていたが、のちブリジット・オベール（フランス語版）とサンジェルマン・デ・プレ界隈に身を置き、ジャン＝クロード・ブリアリとも知り合う。大成して後、ロミー・シュナイダーらと16区プレジダン＝ケネディ大通り (Avenue du Président-Kennedy) 沿い等に居住
- プリンス（歌手） - 1987-97年の間、フォッシュ大通り60番地の邸宅に居住[54]

ヴィラ・モンモランシー (Villa Montmorency) 居住者
- サラ・ベルナール（舞台女優・コメディエンヌ）
- キャロル・ブーケ（女優） - 1994-2006年の間居住
- シルヴィ・ヴァルタン（歌手）、ジョニー・アリディ（歌手） - 1978年から2017年12月にアリディが亡くなるまでヴィラ・モンモランシーに同居。
- イザベル・アジャーニ（歌手）
- セリーヌ・ディオン（歌手）
- ジェラール・ドパルデュー（男優） - 納税問題でロシア国籍に変えるまで居住
- ミレーヌ・ファルメール（シンガーソングライター、歌手） - 1994年から2004年の間、Avenue Pierre-Ier-de-Serbieに居住。また、ヴィラ・モンモランシーにも居住

### スポーツ
- アンドレ・ルデュック（自転車レーサー、ツール・ド・フランス区間優勝歴代3位）
  - サン＝トゥアン生まれ、パリ19区ベルヴィル育ち。オートゥイユのミケランジュ通り (Rue Michel-Ange) 19番地に居住しプラークが掲げられている。その他、メゾン＝ラフィットでカフェ食料品店を営んだり、オペラ大通りに居住したりした。マルセイユの病院で死去。
- サミュエル・エトオ（サッカー選手、カメルーン代表） - イムーブル・ワルテール (Immeubles Walter) に居住

### その他
- コーラ・パール（クルチザンヌ、ドゥミ・モンデーヌ） - 英プリマス出身の第二帝政期に活躍した高級娼婦。シャイヨ地区バッサノ通り (Rue de Bassano) 8番地建物2階の自宅で死去[55]。
- モナ・フォン・ビスマルク（フランス語版）（ソーシャライト、ファッションアイコン）
  - ケンタッキー州出身の米国人。生涯5度結婚し、4度目にドイツの"鉄血宰相"オットー・フォン・ビスマルク侯の孫アルブレヒト・フォン・ビスマルク＝シェーンハウゼン伯（Count Albrecht von Bismarck-Schönhausen (1903–1970年)）と結婚（1955-1970年）。シャネルやマドレーヌ・ヴィオネ、ランバン等による"ザ・ベスト・ドレッスド・ウーマン"にアメリカ人では最初に選ばれ、雑誌「ヴァニティ・フェア (Vanity Fair)」の"International Best Dressed List" 等にも掲載。バレンシアガのミューズ。サン＝ルイ島のランベール館 (Hôtel Lambert) の一室（アパルトマン）、その後5番街やイエナ橋近く16区ニューヨーク大通り34番地、イタリアカプリ島等に居住。1983年の死後、16区のタウンハウスは米人アーティスト等のパリ居住を支援する財団になり、さらに米文化紹介のモナ・ビスマルク・アメリカン・センター (Mona Bismarck American Center) になる。
- ジャクリーン・ケネディ・オナシス （ジョン・F・ケネディ及びアリストテレス・オナシスの妻） - フォッシュ大通り界隈に居住[56]。米スミス大学の留学プログラムでソルボンヌ大学に遊学していた1950年代はモザール通り（フランス語版）居住。Alice Kaplanらによる著書に描かれている。
- リー・ラジヴィル （ソーシャライト、ファッションアイコン、ジャクリーン・ケネディの実妹）
- カーラ・ブルーニ （ニコラ・サルコジ元大統領の妻） - ニコラ・サルコジと40 Rue Pierre-Guérinに居住していた。
- グリナラ・カリモヴァ（イスラム・カリモフ元ウズベキスタン大統領の長女、ウズベク外務次官など） - イムーブル・ワルテール (Immeubles Walter) に居住していた
- 栗本鋤雲 - 上述徳川昭武随行の幕府派遣公使として慶応3年9月（1867年）から9か月間滞仏した際、フォッシュ街界隈シャルグラン街（Rue Chalgrin）30番地に居住した。維新後は6区に移動[57]。
- 佐川一政 - パリ第3大学に留学し、オートゥイユのエルランジェ通り (Rue Erlanger) 10番地に居住。1981年パリ人肉事件を起こした。

## 著名な出身者

### 政治家・軍人
- ジョルジュ・ギヌメール（軍人） - パリ16区生まれ。第一次世界大戦期フランス空軍第2位の撃墜王。
- サー・エドワード・スピアーズ（英語版）（将軍・軍人） - パリ16区生まれ。第一次世界大戦及び、第二次世界大戦中はウィンストン・チャーチルから英仏政府連絡員としてパリに派遣されていた。1940年6月15日、パリ陥落でシャルル・ド・ゴール（ロンドンではピムリコ等に滞在）を伴いイギリスに帰還した。
- ピエール・ブロソレット（レジスタンス運動家） - オートゥイユのミケランジュ通り (Rue Michel-Ange) 77番地bis生まれ
- ルイーズ・ワイス（ジャーナリスト、フェミニスト、欧州議会議員） - 幼少期以降、アンリ＝マルタン大通り78番地bis界隈に居住し[58]、6区コンデ通りにあった私立コレージュ・セヴィニエ (fr) と16区公立リセ・モリエールに通った。
- ローラン・ファビウス（首相）
- ベルナデット・シラク（フランス語版）（ジャック・シラクの妻）
- フレデリック・ミッテラン（文化相、テレビ司会者、俳優、フランソワ・ミッテランの甥）
- ロベール・バダンテール（法相）

### 学者
- エリック・オルセナ（経済学者・作家）
- フランソワーズ・ドルト（女性精神分析医） - 若年期にトロカデロ界隈ヴィヌーズ通り (Rue Vineuse) で育ったことを回想し[59][60]、1988年に5区で死去。
- レジス・ドゥブレ（哲学者）

### 文化
- ジョージ・デュ・モーリア（イギリスで活躍した仏カリカチュアリスト） - ポンプ通り (Rue de la Pompe) で生まれ育ったことを自伝的小説『ピーター・イベットソン』で振り返っている。ヒッチコック映画の原作者で英小説家の孫娘ダフニ・デュ・モーリエは、その小説のパッシーやポンプ通りについての情景は往時を生き生きと蘇らしていると批評している[61]。また、ダフニと「ピーター・パン」のモデルとなったピーター・ルウェリン・デイヴィスは共にジョージの孫にあたる。
- ジュリアン・グリーン（パリ生まれの米小説家） - ポンプ通りで生まれ育ち、往時を"私にとっての大西洋のようだった"と振り返っている[62]。
- マルセル・プルースト（小説家、『失われた時を求めて』） - 16区オートゥイユ界隈生まれ。8区マルゼルブ大通り9番地、オスマン大通り102番地に居住。晩年1919-22年の間亡くなるまで、プラークが掲げられている16区ラミラル＝アムラン通り (Rue de l'Amiral-Hamelin) 44番地に居住。
- ジャン＝ポール・サルトル（哲学者、思想家） - 1905年に16区で生まれてまもなく1915年まで近郊ムードン育ち。のちシモーヌ・ド・ボーヴォワールと6区サンジェルマン・デ・プレ界隈に居住。
- ルイ・アラゴン（小説家、批評家）
- クロード・サロート（女性ジャーナリスト） - サン＝ルイ島に居住。

### 芸能
- カトリーヌ・ドヌーヴ、フランソワーズ・ドルレアック（女優姉妹） - 両人とも出生は17区内のクリニック、育ちはミュラ大通り（フランス語版）界隈。ドヌーヴは1960年代に16区トロカデロ界隈ヴィヌーズ通り (Rue Vineuse) にロジェ・ヴァディムと居住し[63][64]、後年、同ラ・ミュエット地区西側のイムーブル・ワルテール (Immeubles Walter) に居住。
- ジャック・フランソワ（男優）
- フランソワ・ベルレアン（男優）
- ブリジット・バルドー（女優） - 出生は15区内
- イザベル・ユペール（女優）
- クリストフ・ドゥシャヴァンヌ（番組司会者）
- エマニュエル・セニエ（女優）
- ケブ・アダム（男優・コメディアン）

### その他
- ジャンヌ・ドゥメルグ（ガストン・ドゥメルグ元大統領の妻）

## その他ゆかりのある人

### 王侯貴族・軍人
- マリー・マンチーニ（マザリネットの一人） - シャイヨ修道院 (Couvent des Visitandines de Chaillot) に身を寄せたりした。
- ルイーズ・ド・ラ・ヴァリエール（ルイ14世の公妾） - シャイヨ修道院に2度駆け込み、身を寄せた。
- トゥールーズ伯爵夫人マリー・ヴィクトワール・ド・ノアイユ （マドモワゼル・ド・パンティエーヴルの祖母）
- アレクサンドル・ル・リシュ・ド・ラ・プーピリニエール（フランス語版）（18世紀の音楽のパトロン新興貴族、徴税請負人）
- ルイ＝グレグワール・デシャン・デトゥルネル（フランス語版）（フランス革命期のジャコバン派の政治家、財務大臣<1793-1794年>）
- チャールズ・エドワード・ジェニングス（英語版）（フランス革命期のアイルランド人の志願軍人。米独立戦争や仏革命従軍のほか、ナポレオン第一帝政のアイルランド遠征を働きかけ従軍）
- シーモア・フレミング（英語版）（ワースリー第七代准男爵夫人シーモア・ドロシー・フレミング） - コモン・ローの姦通罪に関連して英国で知られる。
- セプティム・ド・ファイ (トゥール＝モブール伯)（フランス語版）（貴族・外交官、フランス王国駐ローマ大使 1831-1845年） - パッシー生まれ
- フェリックス・アントワーヌ・アペール（フランス語版）（軍人・陸軍中将、フランス共和国駐帝政ロシア大使 1882年- ） - 露仏同盟の下準備期間の大使。1891年パッシーで死去
- ダイアナ妃（元イギリス皇太子妃） - 1997年、8区モンテーニュ大通り至近、8区と16区境界上のアルマ広場（Place de l'Alma）下のトンネルで亡くなる。

### 政治
- ジャン＝フレデリック・ポソーズ（政治家） - パッシーに居住
- ジョゼフ・マリー・ポルタリス（政治家・マルティニャック内閣外務大臣、リシュリュー内閣司法次官） - パッシーで死去
- ピエール・ジョゼフ・プルードン（社会主義者・無政府主義指導者） - 1865年、パッシー通り12番地で死去。プラークが掲げられている。
- ジャン・ムーラン（レジスタンス運動指導者、官僚）
- ジャン・ミュルトン（レジスタンス運動家、対独協力者 (コラボラトゥール)）
- ポルフィリオ・ルビロサ（ドミニカ共和国の外交官、F1ドライバー、セレブリティ、ソーシャライト） - ブローニュの森で激突死
- イングリッド・ベタンクール（コロンビア共和国の2002年女性大統領候補者だったがコロンビア革命軍に拉致され、のち帰還） - 幼少期の60年代にかけ、16区の私立アンスティチュ・ド・ラソンプション (fr) に通っていた。帰国後、再度シアンスポ入学のために渡仏。
- エドゥアール・フィリップ（現フランス首相） - 16区内のリセ・ジャンソン＝ドゥ＝サイイに通った。
- ブリュノ・ル・メール（フランス語版）（現経済・財務省大臣） - 同16区内のカトリック系私立リセ・サン＝ルイ＝ドゥ＝ゴンザーグ (fr) に通い、リセ・ルイ＝ル＝グランCPGEを経てエコール・ノルマル・シュペリウール、パリ第4大学文学修士、シアンスポ、ENAへ。
- ニコラ・ユロ（現エコロジー移行・連帯省大臣、環境ジャーナリスト） - 少年時代、パッシー駅の東側スクアール・アルボニ (Square Alboni) に居住し、同16区内のカトリック系私立リセ・サン＝ジャン＝ド＝パッシー (fr) の小学校に通っていた。中学校からニースの私立コレージュ・サッセルノ (collège Sasserno à Nice) 、パリ6区のリセ・フェヌロンCPGEを経てバリ第6大学医学部へ。

### 財界
- ジュール・ポール・バンジャマン・ドゥルセール（銀行家、実業家、博物学者） - 1812年、プレジダン＝ケネディ大通り (Avenue du Président-Kennedy) 沿いに初めて砂糖の精錬工場を設けた。
- アントワーヌ・ブルートス・ムニエ（ショコラ・ムニエ創業者） - パッシーで死去

### 文化
- ジャック・エミール・ブランシュ（画家）
- アンヌ＝ルイーズ・ボイヴァン・ダドンクール・ブリヨン・ド・ジュイ（フランス語版）（フォルテピアニスト・作曲家） - ベンジャミン・フランクリンのパッシー滞在時代の友人。米独立の際に曲を起草
- カルロ・マロチェッティ（彫刻家） - パッシーで死去
- ポリーヌ・ドラクロワ・ガニエ（画家） - パッシー生まれ
- カロリーヌ・ブランシュ（オペラ歌手） - パッシーで死去
- ジャック・ゴデ（スポーツジャーナリスト、レキップ創業者、ツール・ド・フランス2代目ディレクター） - パッシー墓地に埋葬
- ポール・ド・コック（大衆小説家） - パッシー生まれ
- マルク・ボナシェ（オペラ歌手） - パッシーで死去
- ピエール・ブルトノー（フランスの著名な医師）
- ウジェーヌ・デメ（フランスの著名な音楽編集者）
- クロード・アヴリーヌ（作家、元レジスタンス） - 元ユダヤ系ロシア人。パリ5区生まれ。16区リセ・ジャンソン＝ド＝サイイ在学中、健康を害し勉学を中断、1918年 - 1919年にかけて南仏カンヌ近郊ル・カネに移り、作家活動をする。1950年代から亡くなる1992年まで15区サン・ランベール公園 (fr) 界隈のテオフラスト＝ルノド通り (fr) 12番地に居住。
- ジョエル・ロブション（フランス料理人） - 対岸15区のホテル日航料理長からロンシャン通り（フランス語版）32番地に1981年「Restaurant Jamin」を独立開店した。

### 芸能
- ルネ・ルバ（フランス語版）（歌手） - パリ11区生まれ、2009年に16区で死去。代表曲に『パリのお嬢さん』など。
- フィリップ・ノワレ（俳優、舞台俳優 (コメディ俳優)） - 16区内の名門リセ・ジャンソン＝ド＝サイイに通っていたが、バカロレアに3度落第した。
- マリオン・コティヤール（女優） - 16区内のリセ・モリエールに通っていた。

### その他
- セシリア・アティヤス（ニコラ・サルコジ元フランス大統領の前妻） - 16区の私立アンスティチュ・ド・ラソンプション (fr) に通っていた。隣接するブローニュ＝ビヤンクール出身。
- ジュリエット・ドルエ （ビクトル・ユーゴーの愛人） - 1833年から亡くなる1883年までラ・フォンテーヌ通り（フランス語版）57番地に居住し死去。また、ユーゴーが晩年1878年から亡くなる1885年の間に居住した16区ヴィクトル＝ユーゴー大通り124番地(旧50番地)のリュジニャン公妃館にも居住した。但し、リュジニャン館自体は1907年に取り壊された。
- 朝吹三吉（日本のフランス文学者） - 16区内の名門リセ・ジャンソン＝ド＝サイイに通い、ソルボンヌ大学に学んだ。

## 16区を舞台にした作品

### 映画
- エルンスト・ルビッチ 『天使』 - Angel (1937年)
  - マレーネ・ディートリッヒほか主演映画。亡命ロシア貴族の生活をパッシー・トゥール通り（Rue de la Tour）の居宅を舞台に描いた作品。日本公開は1946年。
- ジャック・ポワトルノー（フランス語版）、ミシェル・ボワロン、クロード・バルマ（フランス語版）、マルク・アレグレ（フランス語版） 『パリジェンヌ』 - Les Parisiennes (1962年)
  - ダニー・サヴァル（フランス語版）、ダニー・ロバン、フランソワーズ・アルヌール、カトリーヌ・ドヌーヴら各主演4話のオムニバス映画。ダニー・ロバンが16区のレジャーマダムを演じている。
- ジェラール・ウーリー 『大進撃』 - La Grande Vadrouille (1966年)
  - ルイ・ド・フュネスほか主演映画。16区の贋造博物館が舞台の一つとなっている。日本公開は1967年。
- ベルナルド・ベルトルッチ 『ラストタンゴ・イン・パリ』 - Le Dernier Tango à Paris (1972年)
  - マーロン・ブランド、マリア・シュナイダー主演映画。パッシーのビラケム橋など16区が舞台となっている。日本公開は1973年。
- イヴ・ロベール 『象はよく人を騙す（仮邦題）』 - Un éléphant ça trompe énormément (1976年)
  - 16区ではリセ・ジャン＝ド＝ラ＝フォンテーヌ（fr）などが舞台（フランス語版より）。日本未公開作品。
- イルマル・ラーグ（フランス語版） 『クロワッサンで朝食を』 - Une Estonienne à Paris (2012年)
  - ジャンヌ・モローが16区の（気難しい）高級マダムを演じている。日本公開は2013年。